# L'immortale (scacchi)

L'immortale.

L'immortale è una partita di scacchi che venne giocata il 21 giugno 1851 a Londra da Adolf Anderssen e Lionel Kieseritzky. I coraggiosi sacrifici che assicurarono la vittoria ad Anderssen ne hanno fatto una delle partite più famose di tutti i tempi; egli sacrificò infatti entrambe le torri e la donna dando poi scacco matto all'avversario con i tre pezzi minori rimasti.

## La storia
Adolf Anderssen fu uno dei più forti giocatori del suo tempo e fu considerato da molti il più forte dopo la vittoria che ottenne al Torneo di Londra del 1851. Lionel Kieseritzky visse in Francia per molto tempo dove diede lezioni di scacchi e giocò al Café de la Régence di Parigi a cinque franchi all'ora. Kieseritzky fu anche noto all'epoca per la sua capacità di battere avversari minori partendo con lo svantaggio anche della donna.
Giocata tra due dei maggiori giocatori dell'epoca al noto ristorante di Londra Simpson's-in-the-Strand, l'immortale fu un incontro informale giocato durante una pausa del torneo ufficiale. Al termine della partita, Kieseritzky rimase molto impressionato e inviò via telegrafo la trascrizione della partita al suo circolo scacchistico di Parigi. Il periodico di scacchi francese La Régence pubblicò la partita nel numero di luglio del 1851 e nel 1855 essa venne soprannominata L'immortale dall'austriaco Ernst Falkbeer.
L'immortale è tornata alla ribalta in diverse occasioni e in molti aspetti insoliti. A Marostica, è stata rigiocata nella famosa "Partita a scacchi a personaggi viventi". La posizione dopo la 20ª mossa è riportata su un francobollo del Suriname del 1984. La parte finale della partita venne usata come ispirazione per una partita a scacchi nel film del 1982 Blade Runner (anche se la scacchiera rappresentata nel film non riporta fedelmente la posizione). Fu anche usata come base per un romanzo poliziesco con lo stesso nome (The Immortal Game) di Mark Coggins.
Questa partita è considerata un'eccellente dimostrazione dello stile di gioco del XIX secolo in cui lo sviluppo rapido e l'attacco erano considerati i metodi più efficaci per vincere, venivano praticati molti gambetti e contro-gambetti (al tempo rifiutarli era considerato ineducato). Tali partite, coi loro rapidi attacchi e contrattacchi, sono tuttora considerate divertenti da seguire, anche se alcune delle mosse in esse giocate non sono considerate le migliori secondo gli standard moderni.
In questa partita Anderssen vinse sacrificando un alfiere alla 11ª mossa, entrambe le torri a partire dalla 18ª e la donna alla 22ª per ottenere lo scacco matto. Egli offrì entrambe le torri per mostrare come due pezzi attivi valgano più di molti altri bloccati nelle case di partenza. Anderssen dimostrò in seguito lo stesso tipo di approccio nella sempreverde.

## La partita
|   | a | b | c | d | e | f | g | h |   |
| 8 | a8 torre del nero · b8 cavallo del nero · c8 alfiere del nero · e8 re del nero · f8 alfiere del nero · g8 cavallo del nero · h8 torre del nero · a7 pedone del nero · c7 pedone del nero · d7 pedone del nero · f7 pedone del nero · g7 pedone del nero · h7 pedone del nero · b5 pedone del nero · c4 alfiere del bianco · e4 pedone del bianco · f4 pedone del nero · h4 donna del nero · a2 pedone del bianco · b2 pedone del bianco · c2 pedone del bianco · d2 pedone del bianco · g2 pedone del bianco · h2 pedone del bianco · a1 torre del bianco · b1 cavallo del bianco · c1 alfiere del bianco · d1 donna del bianco · f1 re del bianco · g1 cavallo del bianco · h1 torre del bianco | a8 torre del nero · b8 cavallo del nero · c8 alfiere del nero · e8 re del nero · f8 alfiere del nero · g8 cavallo del nero · h8 torre del nero · a7 pedone del nero · c7 pedone del nero · d7 pedone del nero · f7 pedone del nero · g7 pedone del nero · h7 pedone del nero · b5 pedone del nero · c4 alfiere del bianco · e4 pedone del bianco · f4 pedone del nero · h4 donna del nero · a2 pedone del bianco · b2 pedone del bianco · c2 pedone del bianco · d2 pedone del bianco · g2 pedone del bianco · h2 pedone del bianco · a1 torre del bianco · b1 cavallo del bianco · c1 alfiere del bianco · d1 donna del bianco · f1 re del bianco · g1 cavallo del bianco · h1 torre del bianco | a8 torre del nero · b8 cavallo del nero · c8 alfiere del nero · e8 re del nero · f8 alfiere del nero · g8 cavallo del nero · h8 torre del nero · a7 pedone del nero · c7 pedone del nero · d7 pedone del nero · f7 pedone del nero · g7 pedone del nero · h7 pedone del nero · b5 pedone del nero · c4 alfiere del bianco · e4 pedone del bianco · f4 pedone del nero · h4 donna del nero · a2 pedone del bianco · b2 pedone del bianco · c2 pedone del bianco · d2 pedone del bianco · g2 pedone del bianco · h2 pedone del bianco · a1 torre del bianco · b1 cavallo del bianco · c1 alfiere del bianco · d1 donna del bianco · f1 re del bianco · g1 cavallo del bianco · h1 torre del bianco | a8 torre del nero · b8 cavallo del nero · c8 alfiere del nero · e8 re del nero · f8 alfiere del nero · g8 cavallo del nero · h8 torre del nero · a7 pedone del nero · c7 pedone del nero · d7 pedone del nero · f7 pedone del nero · g7 pedone del nero · h7 pedone del nero · b5 pedone del nero · c4 alfiere del bianco · e4 pedone del bianco · f4 pedone del nero · h4 donna del nero · a2 pedone del bianco · b2 pedone del bianco · c2 pedone del bianco · d2 pedone del bianco · g2 pedone del bianco · h2 pedone del bianco · a1 torre del bianco · b1 cavallo del bianco · c1 alfiere del bianco · d1 donna del bianco · f1 re del bianco · g1 cavallo del bianco · h1 torre del bianco | a8 torre del nero · b8 cavallo del nero · c8 alfiere del nero · e8 re del nero · f8 alfiere del nero · g8 cavallo del nero · h8 torre del nero · a7 pedone del nero · c7 pedone del nero · d7 pedone del nero · f7 pedone del nero · g7 pedone del nero · h7 pedone del nero · b5 pedone del nero · c4 alfiere del bianco · e4 pedone del bianco · f4 pedone del nero · h4 donna del nero · a2 pedone del bianco · b2 pedone del bianco · c2 pedone del bianco · d2 pedone del bianco · g2 pedone del bianco · h2 pedone del bianco · a1 torre del bianco · b1 cavallo del bianco · c1 alfiere del bianco · d1 donna del bianco · f1 re del bianco · g1 cavallo del bianco · h1 torre del bianco | a8 torre del nero · b8 cavallo del nero · c8 alfiere del nero · e8 re del nero · f8 alfiere del nero · g8 cavallo del nero · h8 torre del nero · a7 pedone del nero · c7 pedone del nero · d7 pedone del nero · f7 pedone del nero · g7 pedone del nero · h7 pedone del nero · b5 pedone del nero · c4 alfiere del bianco · e4 pedone del bianco · f4 pedone del nero · h4 donna del nero · a2 pedone del bianco · b2 pedone del bianco · c2 pedone del bianco · d2 pedone del bianco · g2 pedone del bianco · h2 pedone del bianco · a1 torre del bianco · b1 cavallo del bianco · c1 alfiere del bianco · d1 donna del bianco · f1 re del bianco · g1 cavallo del bianco · h1 torre del bianco | a8 torre del nero · b8 cavallo del nero · c8 alfiere del nero · e8 re del nero · f8 alfiere del nero · g8 cavallo del nero · h8 torre del nero · a7 pedone del nero · c7 pedone del nero · d7 pedone del nero · f7 pedone del nero · g7 pedone del nero · h7 pedone del nero · b5 pedone del nero · c4 alfiere del bianco · e4 pedone del bianco · f4 pedone del nero · h4 donna del nero · a2 pedone del bianco · b2 pedone del bianco · c2 pedone del bianco · d2 pedone del bianco · g2 pedone del bianco · h2 pedone del bianco · a1 torre del bianco · b1 cavallo del bianco · c1 alfiere del bianco · d1 donna del bianco · f1 re del bianco · g1 cavallo del bianco · h1 torre del bianco | a8 torre del nero · b8 cavallo del nero · c8 alfiere del nero · e8 re del nero · f8 alfiere del nero · g8 cavallo del nero · h8 torre del nero · a7 pedone del nero · c7 pedone del nero · d7 pedone del nero · f7 pedone del nero · g7 pedone del nero · h7 pedone del nero · b5 pedone del nero · c4 alfiere del bianco · e4 pedone del bianco · f4 pedone del nero · h4 donna del nero · a2 pedone del bianco · b2 pedone del bianco · c2 pedone del bianco · d2 pedone del bianco · g2 pedone del bianco · h2 pedone del bianco · a1 torre del bianco · b1 cavallo del bianco · c1 alfiere del bianco · d1 donna del bianco · f1 re del bianco · g1 cavallo del bianco · h1 torre del bianco | 8 |
| 7 | a8 torre del nero · b8 cavallo del nero · c8 alfiere del nero · e8 re del nero · f8 alfiere del nero · g8 cavallo del nero · h8 torre del nero · a7 pedone del nero · c7 pedone del nero · d7 pedone del nero · f7 pedone del nero · g7 pedone del nero · h7 pedone del nero · b5 pedone del nero · c4 alfiere del bianco · e4 pedone del bianco · f4 pedone del nero · h4 donna del nero · a2 pedone del bianco · b2 pedone del bianco · c2 pedone del bianco · d2 pedone del bianco · g2 pedone del bianco · h2 pedone del bianco · a1 torre del bianco · b1 cavallo del bianco · c1 alfiere del bianco · d1 donna del bianco · f1 re del bianco · g1 cavallo del bianco · h1 torre del bianco | a8 torre del nero · b8 cavallo del nero · c8 alfiere del nero · e8 re del nero · f8 alfiere del nero · g8 cavallo del nero · h8 torre del nero · a7 pedone del nero · c7 pedone del nero · d7 pedone del nero · f7 pedone del nero · g7 pedone del nero · h7 pedone del nero · b5 pedone del nero · c4 alfiere del bianco · e4 pedone del bianco · f4 pedone del nero · h4 donna del nero · a2 pedone del bianco · b2 pedone del bianco · c2 pedone del bianco · d2 pedone del bianco · g2 pedone del bianco · h2 pedone del bianco · a1 torre del bianco · b1 cavallo del bianco · c1 alfiere del bianco · d1 donna del bianco · f1 re del bianco · g1 cavallo del bianco · h1 torre del bianco | a8 torre del nero · b8 cavallo del nero · c8 alfiere del nero · e8 re del nero · f8 alfiere del nero · g8 cavallo del nero · h8 torre del nero · a7 pedone del nero · c7 pedone del nero · d7 pedone del nero · f7 pedone del nero · g7 pedone del nero · h7 pedone del nero · b5 pedone del nero · c4 alfiere del bianco · e4 pedone del bianco · f4 pedone del nero · h4 donna del nero · a2 pedone del bianco · b2 pedone del bianco · c2 pedone del bianco · d2 pedone del bianco · g2 pedone del bianco · h2 pedone del bianco · a1 torre del bianco · b1 cavallo del bianco · c1 alfiere del bianco · d1 donna del bianco · f1 re del bianco · g1 cavallo del bianco · h1 torre del bianco | a8 torre del nero · b8 cavallo del nero · c8 alfiere del nero · e8 re del nero · f8 alfiere del nero · g8 cavallo del nero · h8 torre del nero · a7 pedone del nero · c7 pedone del nero · d7 pedone del nero · f7 pedone del nero · g7 pedone del nero · h7 pedone del nero · b5 pedone del nero · c4 alfiere del bianco · e4 pedone del bianco · f4 pedone del nero · h4 donna del nero · a2 pedone del bianco · b2 pedone del bianco · c2 pedone del bianco · d2 pedone del bianco · g2 pedone del bianco · h2 pedone del bianco · a1 torre del bianco · b1 cavallo del bianco · c1 alfiere del bianco · d1 donna del bianco · f1 re del bianco · g1 cavallo del bianco · h1 torre del bianco | a8 torre del nero · b8 cavallo del nero · c8 alfiere del nero · e8 re del nero · f8 alfiere del nero · g8 cavallo del nero · h8 torre del nero · a7 pedone del nero · c7 pedone del nero · d7 pedone del nero · f7 pedone del nero · g7 pedone del nero · h7 pedone del nero · b5 pedone del nero · c4 alfiere del bianco · e4 pedone del bianco · f4 pedone del nero · h4 donna del nero · a2 pedone del bianco · b2 pedone del bianco · c2 pedone del bianco · d2 pedone del bianco · g2 pedone del bianco · h2 pedone del bianco · a1 torre del bianco · b1 cavallo del bianco · c1 alfiere del bianco · d1 donna del bianco · f1 re del bianco · g1 cavallo del bianco · h1 torre del bianco | a8 torre del nero · b8 cavallo del nero · c8 alfiere del nero · e8 re del nero · f8 alfiere del nero · g8 cavallo del nero · h8 torre del nero · a7 pedone del nero · c7 pedone del nero · d7 pedone del nero · f7 pedone del nero · g7 pedone del nero · h7 pedone del nero · b5 pedone del nero · c4 alfiere del bianco · e4 pedone del bianco · f4 pedone del nero · h4 donna del nero · a2 pedone del bianco · b2 pedone del bianco · c2 pedone del bianco · d2 pedone del bianco · g2 pedone del bianco · h2 pedone del bianco · a1 torre del bianco · b1 cavallo del bianco · c1 alfiere del bianco · d1 donna del bianco · f1 re del bianco · g1 cavallo del bianco · h1 torre del bianco | a8 torre del nero · b8 cavallo del nero · c8 alfiere del nero · e8 re del nero · f8 alfiere del nero · g8 cavallo del nero · h8 torre del nero · a7 pedone del nero · c7 pedone del nero · d7 pedone del nero · f7 pedone del nero · g7 pedone del nero · h7 pedone del nero · b5 pedone del nero · c4 alfiere del bianco · e4 pedone del bianco · f4 pedone del nero · h4 donna del nero · a2 pedone del bianco · b2 pedone del bianco · c2 pedone del bianco · d2 pedone del bianco · g2 pedone del bianco · h2 pedone del bianco · a1 torre del bianco · b1 cavallo del bianco · c1 alfiere del bianco · d1 donna del bianco · f1 re del bianco · g1 cavallo del bianco · h1 torre del bianco | a8 torre del nero · b8 cavallo del nero · c8 alfiere del nero · e8 re del nero · f8 alfiere del nero · g8 cavallo del nero · h8 torre del nero · a7 pedone del nero · c7 pedone del nero · d7 pedone del nero · f7 pedone del nero · g7 pedone del nero · h7 pedone del nero · b5 pedone del nero · c4 alfiere del bianco · e4 pedone del bianco · f4 pedone del nero · h4 donna del nero · a2 pedone del bianco · b2 pedone del bianco · c2 pedone del bianco · d2 pedone del bianco · g2 pedone del bianco · h2 pedone del bianco · a1 torre del bianco · b1 cavallo del bianco · c1 alfiere del bianco · d1 donna del bianco · f1 re del bianco · g1 cavallo del bianco · h1 torre del bianco | 7 |
| 6 | a8 torre del nero · b8 cavallo del nero · c8 alfiere del nero · e8 re del nero · f8 alfiere del nero · g8 cavallo del nero · h8 torre del nero · a7 pedone del nero · c7 pedone del nero · d7 pedone del nero · f7 pedone del nero · g7 pedone del nero · h7 pedone del nero · b5 pedone del nero · c4 alfiere del bianco · e4 pedone del bianco · f4 pedone del nero · h4 donna del nero · a2 pedone del bianco · b2 pedone del bianco · c2 pedone del bianco · d2 pedone del bianco · g2 pedone del bianco · h2 pedone del bianco · a1 torre del bianco · b1 cavallo del bianco · c1 alfiere del bianco · d1 donna del bianco · f1 re del bianco · g1 cavallo del bianco · h1 torre del bianco | a8 torre del nero · b8 cavallo del nero · c8 alfiere del nero · e8 re del nero · f8 alfiere del nero · g8 cavallo del nero · h8 torre del nero · a7 pedone del nero · c7 pedone del nero · d7 pedone del nero · f7 pedone del nero · g7 pedone del nero · h7 pedone del nero · b5 pedone del nero · c4 alfiere del bianco · e4 pedone del bianco · f4 pedone del nero · h4 donna del nero · a2 pedone del bianco · b2 pedone del bianco · c2 pedone del bianco · d2 pedone del bianco · g2 pedone del bianco · h2 pedone del bianco · a1 torre del bianco · b1 cavallo del bianco · c1 alfiere del bianco · d1 donna del bianco · f1 re del bianco · g1 cavallo del bianco · h1 torre del bianco | a8 torre del nero · b8 cavallo del nero · c8 alfiere del nero · e8 re del nero · f8 alfiere del nero · g8 cavallo del nero · h8 torre del nero · a7 pedone del nero · c7 pedone del nero · d7 pedone del nero · f7 pedone del nero · g7 pedone del nero · h7 pedone del nero · b5 pedone del nero · c4 alfiere del bianco · e4 pedone del bianco · f4 pedone del nero · h4 donna del nero · a2 pedone del bianco · b2 pedone del bianco · c2 pedone del bianco · d2 pedone del bianco · g2 pedone del bianco · h2 pedone del bianco · a1 torre del bianco · b1 cavallo del bianco · c1 alfiere del bianco · d1 donna del bianco · f1 re del bianco · g1 cavallo del bianco · h1 torre del bianco | a8 torre del nero · b8 cavallo del nero · c8 alfiere del nero · e8 re del nero · f8 alfiere del nero · g8 cavallo del nero · h8 torre del nero · a7 pedone del nero · c7 pedone del nero · d7 pedone del nero · f7 pedone del nero · g7 pedone del nero · h7 pedone del nero · b5 pedone del nero · c4 alfiere del bianco · e4 pedone del bianco · f4 pedone del nero · h4 donna del nero · a2 pedone del bianco · b2 pedone del bianco · c2 pedone del bianco · d2 pedone del bianco · g2 pedone del bianco · h2 pedone del bianco · a1 torre del bianco · b1 cavallo del bianco · c1 alfiere del bianco · d1 donna del bianco · f1 re del bianco · g1 cavallo del bianco · h1 torre del bianco | a8 torre del nero · b8 cavallo del nero · c8 alfiere del nero · e8 re del nero · f8 alfiere del nero · g8 cavallo del nero · h8 torre del nero · a7 pedone del nero · c7 pedone del nero · d7 pedone del nero · f7 pedone del nero · g7 pedone del nero · h7 pedone del nero · b5 pedone del nero · c4 alfiere del bianco · e4 pedone del bianco · f4 pedone del nero · h4 donna del nero · a2 pedone del bianco · b2 pedone del bianco · c2 pedone del bianco · d2 pedone del bianco · g2 pedone del bianco · h2 pedone del bianco · a1 torre del bianco · b1 cavallo del bianco · c1 alfiere del bianco · d1 donna del bianco · f1 re del bianco · g1 cavallo del bianco · h1 torre del bianco | a8 torre del nero · b8 cavallo del nero · c8 alfiere del nero · e8 re del nero · f8 alfiere del nero · g8 cavallo del nero · h8 torre del nero · a7 pedone del nero · c7 pedone del nero · d7 pedone del nero · f7 pedone del nero · g7 pedone del nero · h7 pedone del nero · b5 pedone del nero · c4 alfiere del bianco · e4 pedone del bianco · f4 pedone del nero · h4 donna del nero · a2 pedone del bianco · b2 pedone del bianco · c2 pedone del bianco · d2 pedone del bianco · g2 pedone del bianco · h2 pedone del bianco · a1 torre del bianco · b1 cavallo del bianco · c1 alfiere del bianco · d1 donna del bianco · f1 re del bianco · g1 cavallo del bianco · h1 torre del bianco | a8 torre del nero · b8 cavallo del nero · c8 alfiere del nero · e8 re del nero · f8 alfiere del nero · g8 cavallo del nero · h8 torre del nero · a7 pedone del nero · c7 pedone del nero · d7 pedone del nero · f7 pedone del nero · g7 pedone del nero · h7 pedone del nero · b5 pedone del nero · c4 alfiere del bianco · e4 pedone del bianco · f4 pedone del nero · h4 donna del nero · a2 pedone del bianco · b2 pedone del bianco · c2 pedone del bianco · d2 pedone del bianco · g2 pedone del bianco · h2 pedone del bianco · a1 torre del bianco · b1 cavallo del bianco · c1 alfiere del bianco · d1 donna del bianco · f1 re del bianco · g1 cavallo del bianco · h1 torre del bianco | a8 torre del nero · b8 cavallo del nero · c8 alfiere del nero · e8 re del nero · f8 alfiere del nero · g8 cavallo del nero · h8 torre del nero · a7 pedone del nero · c7 pedone del nero · d7 pedone del nero · f7 pedone del nero · g7 pedone del nero · h7 pedone del nero · b5 pedone del nero · c4 alfiere del bianco · e4 pedone del bianco · f4 pedone del nero · h4 donna del nero · a2 pedone del bianco · b2 pedone del bianco · c2 pedone del bianco · d2 pedone del bianco · g2 pedone del bianco · h2 pedone del bianco · a1 torre del bianco · b1 cavallo del bianco · c1 alfiere del bianco · d1 donna del bianco · f1 re del bianco · g1 cavallo del bianco · h1 torre del bianco | 6 |
| 5 | a8 torre del nero · b8 cavallo del nero · c8 alfiere del nero · e8 re del nero · f8 alfiere del nero · g8 cavallo del nero · h8 torre del nero · a7 pedone del nero · c7 pedone del nero · d7 pedone del nero · f7 pedone del nero · g7 pedone del nero · h7 pedone del nero · b5 pedone del nero · c4 alfiere del bianco · e4 pedone del bianco · f4 pedone del nero · h4 donna del nero · a2 pedone del bianco · b2 pedone del bianco · c2 pedone del bianco · d2 pedone del bianco · g2 pedone del bianco · h2 pedone del bianco · a1 torre del bianco · b1 cavallo del bianco · c1 alfiere del bianco · d1 donna del bianco · f1 re del bianco · g1 cavallo del bianco · h1 torre del bianco | a8 torre del nero · b8 cavallo del nero · c8 alfiere del nero · e8 re del nero · f8 alfiere del nero · g8 cavallo del nero · h8 torre del nero · a7 pedone del nero · c7 pedone del nero · d7 pedone del nero · f7 pedone del nero · g7 pedone del nero · h7 pedone del nero · b5 pedone del nero · c4 alfiere del bianco · e4 pedone del bianco · f4 pedone del nero · h4 donna del nero · a2 pedone del bianco · b2 pedone del bianco · c2 pedone del bianco · d2 pedone del bianco · g2 pedone del bianco · h2 pedone del bianco · a1 torre del bianco · b1 cavallo del bianco · c1 alfiere del bianco · d1 donna del bianco · f1 re del bianco · g1 cavallo del bianco · h1 torre del bianco | a8 torre del nero · b8 cavallo del nero · c8 alfiere del nero · e8 re del nero · f8 alfiere del nero · g8 cavallo del nero · h8 torre del nero · a7 pedone del nero · c7 pedone del nero · d7 pedone del nero · f7 pedone del nero · g7 pedone del nero · h7 pedone del nero · b5 pedone del nero · c4 alfiere del bianco · e4 pedone del bianco · f4 pedone del nero · h4 donna del nero · a2 pedone del bianco · b2 pedone del bianco · c2 pedone del bianco · d2 pedone del bianco · g2 pedone del bianco · h2 pedone del bianco · a1 torre del bianco · b1 cavallo del bianco · c1 alfiere del bianco · d1 donna del bianco · f1 re del bianco · g1 cavallo del bianco · h1 torre del bianco | a8 torre del nero · b8 cavallo del nero · c8 alfiere del nero · e8 re del nero · f8 alfiere del nero · g8 cavallo del nero · h8 torre del nero · a7 pedone del nero · c7 pedone del nero · d7 pedone del nero · f7 pedone del nero · g7 pedone del nero · h7 pedone del nero · b5 pedone del nero · c4 alfiere del bianco · e4 pedone del bianco · f4 pedone del nero · h4 donna del nero · a2 pedone del bianco · b2 pedone del bianco · c2 pedone del bianco · d2 pedone del bianco · g2 pedone del bianco · h2 pedone del bianco · a1 torre del bianco · b1 cavallo del bianco · c1 alfiere del bianco · d1 donna del bianco · f1 re del bianco · g1 cavallo del bianco · h1 torre del bianco | a8 torre del nero · b8 cavallo del nero · c8 alfiere del nero · e8 re del nero · f8 alfiere del nero · g8 cavallo del nero · h8 torre del nero · a7 pedone del nero · c7 pedone del nero · d7 pedone del nero · f7 pedone del nero · g7 pedone del nero · h7 pedone del nero · b5 pedone del nero · c4 alfiere del bianco · e4 pedone del bianco · f4 pedone del nero · h4 donna del nero · a2 pedone del bianco · b2 pedone del bianco · c2 pedone del bianco · d2 pedone del bianco · g2 pedone del bianco · h2 pedone del bianco · a1 torre del bianco · b1 cavallo del bianco · c1 alfiere del bianco · d1 donna del bianco · f1 re del bianco · g1 cavallo del bianco · h1 torre del bianco | a8 torre del nero · b8 cavallo del nero · c8 alfiere del nero · e8 re del nero · f8 alfiere del nero · g8 cavallo del nero · h8 torre del nero · a7 pedone del nero · c7 pedone del nero · d7 pedone del nero · f7 pedone del nero · g7 pedone del nero · h7 pedone del nero · b5 pedone del nero · c4 alfiere del bianco · e4 pedone del bianco · f4 pedone del nero · h4 donna del nero · a2 pedone del bianco · b2 pedone del bianco · c2 pedone del bianco · d2 pedone del bianco · g2 pedone del bianco · h2 pedone del bianco · a1 torre del bianco · b1 cavallo del bianco · c1 alfiere del bianco · d1 donna del bianco · f1 re del bianco · g1 cavallo del bianco · h1 torre del bianco | a8 torre del nero · b8 cavallo del nero · c8 alfiere del nero · e8 re del nero · f8 alfiere del nero · g8 cavallo del nero · h8 torre del nero · a7 pedone del nero · c7 pedone del nero · d7 pedone del nero · f7 pedone del nero · g7 pedone del nero · h7 pedone del nero · b5 pedone del nero · c4 alfiere del bianco · e4 pedone del bianco · f4 pedone del nero · h4 donna del nero · a2 pedone del bianco · b2 pedone del bianco · c2 pedone del bianco · d2 pedone del bianco · g2 pedone del bianco · h2 pedone del bianco · a1 torre del bianco · b1 cavallo del bianco · c1 alfiere del bianco · d1 donna del bianco · f1 re del bianco · g1 cavallo del bianco · h1 torre del bianco | a8 torre del nero · b8 cavallo del nero · c8 alfiere del nero · e8 re del nero · f8 alfiere del nero · g8 cavallo del nero · h8 torre del nero · a7 pedone del nero · c7 pedone del nero · d7 pedone del nero · f7 pedone del nero · g7 pedone del nero · h7 pedone del nero · b5 pedone del nero · c4 alfiere del bianco · e4 pedone del bianco · f4 pedone del nero · h4 donna del nero · a2 pedone del bianco · b2 pedone del bianco · c2 pedone del bianco · d2 pedone del bianco · g2 pedone del bianco · h2 pedone del bianco · a1 torre del bianco · b1 cavallo del bianco · c1 alfiere del bianco · d1 donna del bianco · f1 re del bianco · g1 cavallo del bianco · h1 torre del bianco | 5 |
| 4 | a8 torre del nero · b8 cavallo del nero · c8 alfiere del nero · e8 re del nero · f8 alfiere del nero · g8 cavallo del nero · h8 torre del nero · a7 pedone del nero · c7 pedone del nero · d7 pedone del nero · f7 pedone del nero · g7 pedone del nero · h7 pedone del nero · b5 pedone del nero · c4 alfiere del bianco · e4 pedone del bianco · f4 pedone del nero · h4 donna del nero · a2 pedone del bianco · b2 pedone del bianco · c2 pedone del bianco · d2 pedone del bianco · g2 pedone del bianco · h2 pedone del bianco · a1 torre del bianco · b1 cavallo del bianco · c1 alfiere del bianco · d1 donna del bianco · f1 re del bianco · g1 cavallo del bianco · h1 torre del bianco | a8 torre del nero · b8 cavallo del nero · c8 alfiere del nero · e8 re del nero · f8 alfiere del nero · g8 cavallo del nero · h8 torre del nero · a7 pedone del nero · c7 pedone del nero · d7 pedone del nero · f7 pedone del nero · g7 pedone del nero · h7 pedone del nero · b5 pedone del nero · c4 alfiere del bianco · e4 pedone del bianco · f4 pedone del nero · h4 donna del nero · a2 pedone del bianco · b2 pedone del bianco · c2 pedone del bianco · d2 pedone del bianco · g2 pedone del bianco · h2 pedone del bianco · a1 torre del bianco · b1 cavallo del bianco · c1 alfiere del bianco · d1 donna del bianco · f1 re del bianco · g1 cavallo del bianco · h1 torre del bianco | a8 torre del nero · b8 cavallo del nero · c8 alfiere del nero · e8 re del nero · f8 alfiere del nero · g8 cavallo del nero · h8 torre del nero · a7 pedone del nero · c7 pedone del nero · d7 pedone del nero · f7 pedone del nero · g7 pedone del nero · h7 pedone del nero · b5 pedone del nero · c4 alfiere del bianco · e4 pedone del bianco · f4 pedone del nero · h4 donna del nero · a2 pedone del bianco · b2 pedone del bianco · c2 pedone del bianco · d2 pedone del bianco · g2 pedone del bianco · h2 pedone del bianco · a1 torre del bianco · b1 cavallo del bianco · c1 alfiere del bianco · d1 donna del bianco · f1 re del bianco · g1 cavallo del bianco · h1 torre del bianco | a8 torre del nero · b8 cavallo del nero · c8 alfiere del nero · e8 re del nero · f8 alfiere del nero · g8 cavallo del nero · h8 torre del nero · a7 pedone del nero · c7 pedone del nero · d7 pedone del nero · f7 pedone del nero · g7 pedone del nero · h7 pedone del nero · b5 pedone del nero · c4 alfiere del bianco · e4 pedone del bianco · f4 pedone del nero · h4 donna del nero · a2 pedone del bianco · b2 pedone del bianco · c2 pedone del bianco · d2 pedone del bianco · g2 pedone del bianco · h2 pedone del bianco · a1 torre del bianco · b1 cavallo del bianco · c1 alfiere del bianco · d1 donna del bianco · f1 re del bianco · g1 cavallo del bianco · h1 torre del bianco | a8 torre del nero · b8 cavallo del nero · c8 alfiere del nero · e8 re del nero · f8 alfiere del nero · g8 cavallo del nero · h8 torre del nero · a7 pedone del nero · c7 pedone del nero · d7 pedone del nero · f7 pedone del nero · g7 pedone del nero · h7 pedone del nero · b5 pedone del nero · c4 alfiere del bianco · e4 pedone del bianco · f4 pedone del nero · h4 donna del nero · a2 pedone del bianco · b2 pedone del bianco · c2 pedone del bianco · d2 pedone del bianco · g2 pedone del bianco · h2 pedone del bianco · a1 torre del bianco · b1 cavallo del bianco · c1 alfiere del bianco · d1 donna del bianco · f1 re del bianco · g1 cavallo del bianco · h1 torre del bianco | a8 torre del nero · b8 cavallo del nero · c8 alfiere del nero · e8 re del nero · f8 alfiere del nero · g8 cavallo del nero · h8 torre del nero · a7 pedone del nero · c7 pedone del nero · d7 pedone del nero · f7 pedone del nero · g7 pedone del nero · h7 pedone del nero · b5 pedone del nero · c4 alfiere del bianco · e4 pedone del bianco · f4 pedone del nero · h4 donna del nero · a2 pedone del bianco · b2 pedone del bianco · c2 pedone del bianco · d2 pedone del bianco · g2 pedone del bianco · h2 pedone del bianco · a1 torre del bianco · b1 cavallo del bianco · c1 alfiere del bianco · d1 donna del bianco · f1 re del bianco · g1 cavallo del bianco · h1 torre del bianco | a8 torre del nero · b8 cavallo del nero · c8 alfiere del nero · e8 re del nero · f8 alfiere del nero · g8 cavallo del nero · h8 torre del nero · a7 pedone del nero · c7 pedone del nero · d7 pedone del nero · f7 pedone del nero · g7 pedone del nero · h7 pedone del nero · b5 pedone del nero · c4 alfiere del bianco · e4 pedone del bianco · f4 pedone del nero · h4 donna del nero · a2 pedone del bianco · b2 pedone del bianco · c2 pedone del bianco · d2 pedone del bianco · g2 pedone del bianco · h2 pedone del bianco · a1 torre del bianco · b1 cavallo del bianco · c1 alfiere del bianco · d1 donna del bianco · f1 re del bianco · g1 cavallo del bianco · h1 torre del bianco | a8 torre del nero · b8 cavallo del nero · c8 alfiere del nero · e8 re del nero · f8 alfiere del nero · g8 cavallo del nero · h8 torre del nero · a7 pedone del nero · c7 pedone del nero · d7 pedone del nero · f7 pedone del nero · g7 pedone del nero · h7 pedone del nero · b5 pedone del nero · c4 alfiere del bianco · e4 pedone del bianco · f4 pedone del nero · h4 donna del nero · a2 pedone del bianco · b2 pedone del bianco · c2 pedone del bianco · d2 pedone del bianco · g2 pedone del bianco · h2 pedone del bianco · a1 torre del bianco · b1 cavallo del bianco · c1 alfiere del bianco · d1 donna del bianco · f1 re del bianco · g1 cavallo del bianco · h1 torre del bianco | 4 |
| 3 | a8 torre del nero · b8 cavallo del nero · c8 alfiere del nero · e8 re del nero · f8 alfiere del nero · g8 cavallo del nero · h8 torre del nero · a7 pedone del nero · c7 pedone del nero · d7 pedone del nero · f7 pedone del nero · g7 pedone del nero · h7 pedone del nero · b5 pedone del nero · c4 alfiere del bianco · e4 pedone del bianco · f4 pedone del nero · h4 donna del nero · a2 pedone del bianco · b2 pedone del bianco · c2 pedone del bianco · d2 pedone del bianco · g2 pedone del bianco · h2 pedone del bianco · a1 torre del bianco · b1 cavallo del bianco · c1 alfiere del bianco · d1 donna del bianco · f1 re del bianco · g1 cavallo del bianco · h1 torre del bianco | a8 torre del nero · b8 cavallo del nero · c8 alfiere del nero · e8 re del nero · f8 alfiere del nero · g8 cavallo del nero · h8 torre del nero · a7 pedone del nero · c7 pedone del nero · d7 pedone del nero · f7 pedone del nero · g7 pedone del nero · h7 pedone del nero · b5 pedone del nero · c4 alfiere del bianco · e4 pedone del bianco · f4 pedone del nero · h4 donna del nero · a2 pedone del bianco · b2 pedone del bianco · c2 pedone del bianco · d2 pedone del bianco · g2 pedone del bianco · h2 pedone del bianco · a1 torre del bianco · b1 cavallo del bianco · c1 alfiere del bianco · d1 donna del bianco · f1 re del bianco · g1 cavallo del bianco · h1 torre del bianco | a8 torre del nero · b8 cavallo del nero · c8 alfiere del nero · e8 re del nero · f8 alfiere del nero · g8 cavallo del nero · h8 torre del nero · a7 pedone del nero · c7 pedone del nero · d7 pedone del nero · f7 pedone del nero · g7 pedone del nero · h7 pedone del nero · b5 pedone del nero · c4 alfiere del bianco · e4 pedone del bianco · f4 pedone del nero · h4 donna del nero · a2 pedone del bianco · b2 pedone del bianco · c2 pedone del bianco · d2 pedone del bianco · g2 pedone del bianco · h2 pedone del bianco · a1 torre del bianco · b1 cavallo del bianco · c1 alfiere del bianco · d1 donna del bianco · f1 re del bianco · g1 cavallo del bianco · h1 torre del bianco | a8 torre del nero · b8 cavallo del nero · c8 alfiere del nero · e8 re del nero · f8 alfiere del nero · g8 cavallo del nero · h8 torre del nero · a7 pedone del nero · c7 pedone del nero · d7 pedone del nero · f7 pedone del nero · g7 pedone del nero · h7 pedone del nero · b5 pedone del nero · c4 alfiere del bianco · e4 pedone del bianco · f4 pedone del nero · h4 donna del nero · a2 pedone del bianco · b2 pedone del bianco · c2 pedone del bianco · d2 pedone del bianco · g2 pedone del bianco · h2 pedone del bianco · a1 torre del bianco · b1 cavallo del bianco · c1 alfiere del bianco · d1 donna del bianco · f1 re del bianco · g1 cavallo del bianco · h1 torre del bianco | a8 torre del nero · b8 cavallo del nero · c8 alfiere del nero · e8 re del nero · f8 alfiere del nero · g8 cavallo del nero · h8 torre del nero · a7 pedone del nero · c7 pedone del nero · d7 pedone del nero · f7 pedone del nero · g7 pedone del nero · h7 pedone del nero · b5 pedone del nero · c4 alfiere del bianco · e4 pedone del bianco · f4 pedone del nero · h4 donna del nero · a2 pedone del bianco · b2 pedone del bianco · c2 pedone del bianco · d2 pedone del bianco · g2 pedone del bianco · h2 pedone del bianco · a1 torre del bianco · b1 cavallo del bianco · c1 alfiere del bianco · d1 donna del bianco · f1 re del bianco · g1 cavallo del bianco · h1 torre del bianco | a8 torre del nero · b8 cavallo del nero · c8 alfiere del nero · e8 re del nero · f8 alfiere del nero · g8 cavallo del nero · h8 torre del nero · a7 pedone del nero · c7 pedone del nero · d7 pedone del nero · f7 pedone del nero · g7 pedone del nero · h7 pedone del nero · b5 pedone del nero · c4 alfiere del bianco · e4 pedone del bianco · f4 pedone del nero · h4 donna del nero · a2 pedone del bianco · b2 pedone del bianco · c2 pedone del bianco · d2 pedone del bianco · g2 pedone del bianco · h2 pedone del bianco · a1 torre del bianco · b1 cavallo del bianco · c1 alfiere del bianco · d1 donna del bianco · f1 re del bianco · g1 cavallo del bianco · h1 torre del bianco | a8 torre del nero · b8 cavallo del nero · c8 alfiere del nero · e8 re del nero · f8 alfiere del nero · g8 cavallo del nero · h8 torre del nero · a7 pedone del nero · c7 pedone del nero · d7 pedone del nero · f7 pedone del nero · g7 pedone del nero · h7 pedone del nero · b5 pedone del nero · c4 alfiere del bianco · e4 pedone del bianco · f4 pedone del nero · h4 donna del nero · a2 pedone del bianco · b2 pedone del bianco · c2 pedone del bianco · d2 pedone del bianco · g2 pedone del bianco · h2 pedone del bianco · a1 torre del bianco · b1 cavallo del bianco · c1 alfiere del bianco · d1 donna del bianco · f1 re del bianco · g1 cavallo del bianco · h1 torre del bianco | a8 torre del nero · b8 cavallo del nero · c8 alfiere del nero · e8 re del nero · f8 alfiere del nero · g8 cavallo del nero · h8 torre del nero · a7 pedone del nero · c7 pedone del nero · d7 pedone del nero · f7 pedone del nero · g7 pedone del nero · h7 pedone del nero · b5 pedone del nero · c4 alfiere del bianco · e4 pedone del bianco · f4 pedone del nero · h4 donna del nero · a2 pedone del bianco · b2 pedone del bianco · c2 pedone del bianco · d2 pedone del bianco · g2 pedone del bianco · h2 pedone del bianco · a1 torre del bianco · b1 cavallo del bianco · c1 alfiere del bianco · d1 donna del bianco · f1 re del bianco · g1 cavallo del bianco · h1 torre del bianco | 3 |
| 2 | a8 torre del nero · b8 cavallo del nero · c8 alfiere del nero · e8 re del nero · f8 alfiere del nero · g8 cavallo del nero · h8 torre del nero · a7 pedone del nero · c7 pedone del nero · d7 pedone del nero · f7 pedone del nero · g7 pedone del nero · h7 pedone del nero · b5 pedone del nero · c4 alfiere del bianco · e4 pedone del bianco · f4 pedone del nero · h4 donna del nero · a2 pedone del bianco · b2 pedone del bianco · c2 pedone del bianco · d2 pedone del bianco · g2 pedone del bianco · h2 pedone del bianco · a1 torre del bianco · b1 cavallo del bianco · c1 alfiere del bianco · d1 donna del bianco · f1 re del bianco · g1 cavallo del bianco · h1 torre del bianco | a8 torre del nero · b8 cavallo del nero · c8 alfiere del nero · e8 re del nero · f8 alfiere del nero · g8 cavallo del nero · h8 torre del nero · a7 pedone del nero · c7 pedone del nero · d7 pedone del nero · f7 pedone del nero · g7 pedone del nero · h7 pedone del nero · b5 pedone del nero · c4 alfiere del bianco · e4 pedone del bianco · f4 pedone del nero · h4 donna del nero · a2 pedone del bianco · b2 pedone del bianco · c2 pedone del bianco · d2 pedone del bianco · g2 pedone del bianco · h2 pedone del bianco · a1 torre del bianco · b1 cavallo del bianco · c1 alfiere del bianco · d1 donna del bianco · f1 re del bianco · g1 cavallo del bianco · h1 torre del bianco | a8 torre del nero · b8 cavallo del nero · c8 alfiere del nero · e8 re del nero · f8 alfiere del nero · g8 cavallo del nero · h8 torre del nero · a7 pedone del nero · c7 pedone del nero · d7 pedone del nero · f7 pedone del nero · g7 pedone del nero · h7 pedone del nero · b5 pedone del nero · c4 alfiere del bianco · e4 pedone del bianco · f4 pedone del nero · h4 donna del nero · a2 pedone del bianco · b2 pedone del bianco · c2 pedone del bianco · d2 pedone del bianco · g2 pedone del bianco · h2 pedone del bianco · a1 torre del bianco · b1 cavallo del bianco · c1 alfiere del bianco · d1 donna del bianco · f1 re del bianco · g1 cavallo del bianco · h1 torre del bianco | a8 torre del nero · b8 cavallo del nero · c8 alfiere del nero · e8 re del nero · f8 alfiere del nero · g8 cavallo del nero · h8 torre del nero · a7 pedone del nero · c7 pedone del nero · d7 pedone del nero · f7 pedone del nero · g7 pedone del nero · h7 pedone del nero · b5 pedone del nero · c4 alfiere del bianco · e4 pedone del bianco · f4 pedone del nero · h4 donna del nero · a2 pedone del bianco · b2 pedone del bianco · c2 pedone del bianco · d2 pedone del bianco · g2 pedone del bianco · h2 pedone del bianco · a1 torre del bianco · b1 cavallo del bianco · c1 alfiere del bianco · d1 donna del bianco · f1 re del bianco · g1 cavallo del bianco · h1 torre del bianco | a8 torre del nero · b8 cavallo del nero · c8 alfiere del nero · e8 re del nero · f8 alfiere del nero · g8 cavallo del nero · h8 torre del nero · a7 pedone del nero · c7 pedone del nero · d7 pedone del nero · f7 pedone del nero · g7 pedone del nero · h7 pedone del nero · b5 pedone del nero · c4 alfiere del bianco · e4 pedone del bianco · f4 pedone del nero · h4 donna del nero · a2 pedone del bianco · b2 pedone del bianco · c2 pedone del bianco · d2 pedone del bianco · g2 pedone del bianco · h2 pedone del bianco · a1 torre del bianco · b1 cavallo del bianco · c1 alfiere del bianco · d1 donna del bianco · f1 re del bianco · g1 cavallo del bianco · h1 torre del bianco | a8 torre del nero · b8 cavallo del nero · c8 alfiere del nero · e8 re del nero · f8 alfiere del nero · g8 cavallo del nero · h8 torre del nero · a7 pedone del nero · c7 pedone del nero · d7 pedone del nero · f7 pedone del nero · g7 pedone del nero · h7 pedone del nero · b5 pedone del nero · c4 alfiere del bianco · e4 pedone del bianco · f4 pedone del nero · h4 donna del nero · a2 pedone del bianco · b2 pedone del bianco · c2 pedone del bianco · d2 pedone del bianco · g2 pedone del bianco · h2 pedone del bianco · a1 torre del bianco · b1 cavallo del bianco · c1 alfiere del bianco · d1 donna del bianco · f1 re del bianco · g1 cavallo del bianco · h1 torre del bianco | a8 torre del nero · b8 cavallo del nero · c8 alfiere del nero · e8 re del nero · f8 alfiere del nero · g8 cavallo del nero · h8 torre del nero · a7 pedone del nero · c7 pedone del nero · d7 pedone del nero · f7 pedone del nero · g7 pedone del nero · h7 pedone del nero · b5 pedone del nero · c4 alfiere del bianco · e4 pedone del bianco · f4 pedone del nero · h4 donna del nero · a2 pedone del bianco · b2 pedone del bianco · c2 pedone del bianco · d2 pedone del bianco · g2 pedone del bianco · h2 pedone del bianco · a1 torre del bianco · b1 cavallo del bianco · c1 alfiere del bianco · d1 donna del bianco · f1 re del bianco · g1 cavallo del bianco · h1 torre del bianco | a8 torre del nero · b8 cavallo del nero · c8 alfiere del nero · e8 re del nero · f8 alfiere del nero · g8 cavallo del nero · h8 torre del nero · a7 pedone del nero · c7 pedone del nero · d7 pedone del nero · f7 pedone del nero · g7 pedone del nero · h7 pedone del nero · b5 pedone del nero · c4 alfiere del bianco · e4 pedone del bianco · f4 pedone del nero · h4 donna del nero · a2 pedone del bianco · b2 pedone del bianco · c2 pedone del bianco · d2 pedone del bianco · g2 pedone del bianco · h2 pedone del bianco · a1 torre del bianco · b1 cavallo del bianco · c1 alfiere del bianco · d1 donna del bianco · f1 re del bianco · g1 cavallo del bianco · h1 torre del bianco | 2 |
| 1 | a8 torre del nero · b8 cavallo del nero · c8 alfiere del nero · e8 re del nero · f8 alfiere del nero · g8 cavallo del nero · h8 torre del nero · a7 pedone del nero · c7 pedone del nero · d7 pedone del nero · f7 pedone del nero · g7 pedone del nero · h7 pedone del nero · b5 pedone del nero · c4 alfiere del bianco · e4 pedone del bianco · f4 pedone del nero · h4 donna del nero · a2 pedone del bianco · b2 pedone del bianco · c2 pedone del bianco · d2 pedone del bianco · g2 pedone del bianco · h2 pedone del bianco · a1 torre del bianco · b1 cavallo del bianco · c1 alfiere del bianco · d1 donna del bianco · f1 re del bianco · g1 cavallo del bianco · h1 torre del bianco | a8 torre del nero · b8 cavallo del nero · c8 alfiere del nero · e8 re del nero · f8 alfiere del nero · g8 cavallo del nero · h8 torre del nero · a7 pedone del nero · c7 pedone del nero · d7 pedone del nero · f7 pedone del nero · g7 pedone del nero · h7 pedone del nero · b5 pedone del nero · c4 alfiere del bianco · e4 pedone del bianco · f4 pedone del nero · h4 donna del nero · a2 pedone del bianco · b2 pedone del bianco · c2 pedone del bianco · d2 pedone del bianco · g2 pedone del bianco · h2 pedone del bianco · a1 torre del bianco · b1 cavallo del bianco · c1 alfiere del bianco · d1 donna del bianco · f1 re del bianco · g1 cavallo del bianco · h1 torre del bianco | a8 torre del nero · b8 cavallo del nero · c8 alfiere del nero · e8 re del nero · f8 alfiere del nero · g8 cavallo del nero · h8 torre del nero · a7 pedone del nero · c7 pedone del nero · d7 pedone del nero · f7 pedone del nero · g7 pedone del nero · h7 pedone del nero · b5 pedone del nero · c4 alfiere del bianco · e4 pedone del bianco · f4 pedone del nero · h4 donna del nero · a2 pedone del bianco · b2 pedone del bianco · c2 pedone del bianco · d2 pedone del bianco · g2 pedone del bianco · h2 pedone del bianco · a1 torre del bianco · b1 cavallo del bianco · c1 alfiere del bianco · d1 donna del bianco · f1 re del bianco · g1 cavallo del bianco · h1 torre del bianco | a8 torre del nero · b8 cavallo del nero · c8 alfiere del nero · e8 re del nero · f8 alfiere del nero · g8 cavallo del nero · h8 torre del nero · a7 pedone del nero · c7 pedone del nero · d7 pedone del nero · f7 pedone del nero · g7 pedone del nero · h7 pedone del nero · b5 pedone del nero · c4 alfiere del bianco · e4 pedone del bianco · f4 pedone del nero · h4 donna del nero · a2 pedone del bianco · b2 pedone del bianco · c2 pedone del bianco · d2 pedone del bianco · g2 pedone del bianco · h2 pedone del bianco · a1 torre del bianco · b1 cavallo del bianco · c1 alfiere del bianco · d1 donna del bianco · f1 re del bianco · g1 cavallo del bianco · h1 torre del bianco | a8 torre del nero · b8 cavallo del nero · c8 alfiere del nero · e8 re del nero · f8 alfiere del nero · g8 cavallo del nero · h8 torre del nero · a7 pedone del nero · c7 pedone del nero · d7 pedone del nero · f7 pedone del nero · g7 pedone del nero · h7 pedone del nero · b5 pedone del nero · c4 alfiere del bianco · e4 pedone del bianco · f4 pedone del nero · h4 donna del nero · a2 pedone del bianco · b2 pedone del bianco · c2 pedone del bianco · d2 pedone del bianco · g2 pedone del bianco · h2 pedone del bianco · a1 torre del bianco · b1 cavallo del bianco · c1 alfiere del bianco · d1 donna del bianco · f1 re del bianco · g1 cavallo del bianco · h1 torre del bianco | a8 torre del nero · b8 cavallo del nero · c8 alfiere del nero · e8 re del nero · f8 alfiere del nero · g8 cavallo del nero · h8 torre del nero · a7 pedone del nero · c7 pedone del nero · d7 pedone del nero · f7 pedone del nero · g7 pedone del nero · h7 pedone del nero · b5 pedone del nero · c4 alfiere del bianco · e4 pedone del bianco · f4 pedone del nero · h4 donna del nero · a2 pedone del bianco · b2 pedone del bianco · c2 pedone del bianco · d2 pedone del bianco · g2 pedone del bianco · h2 pedone del bianco · a1 torre del bianco · b1 cavallo del bianco · c1 alfiere del bianco · d1 donna del bianco · f1 re del bianco · g1 cavallo del bianco · h1 torre del bianco | a8 torre del nero · b8 cavallo del nero · c8 alfiere del nero · e8 re del nero · f8 alfiere del nero · g8 cavallo del nero · h8 torre del nero · a7 pedone del nero · c7 pedone del nero · d7 pedone del nero · f7 pedone del nero · g7 pedone del nero · h7 pedone del nero · b5 pedone del nero · c4 alfiere del bianco · e4 pedone del bianco · f4 pedone del nero · h4 donna del nero · a2 pedone del bianco · b2 pedone del bianco · c2 pedone del bianco · d2 pedone del bianco · g2 pedone del bianco · h2 pedone del bianco · a1 torre del bianco · b1 cavallo del bianco · c1 alfiere del bianco · d1 donna del bianco · f1 re del bianco · g1 cavallo del bianco · h1 torre del bianco | a8 torre del nero · b8 cavallo del nero · c8 alfiere del nero · e8 re del nero · f8 alfiere del nero · g8 cavallo del nero · h8 torre del nero · a7 pedone del nero · c7 pedone del nero · d7 pedone del nero · f7 pedone del nero · g7 pedone del nero · h7 pedone del nero · b5 pedone del nero · c4 alfiere del bianco · e4 pedone del bianco · f4 pedone del nero · h4 donna del nero · a2 pedone del bianco · b2 pedone del bianco · c2 pedone del bianco · d2 pedone del bianco · g2 pedone del bianco · h2 pedone del bianco · a1 torre del bianco · b1 cavallo del bianco · c1 alfiere del bianco · d1 donna del bianco · f1 re del bianco · g1 cavallo del bianco · h1 torre del bianco | 1 |
|   | a | b | c | d | e | f | g | h |   |

Adolf Anderssen - Lionel Kieseritzky (Gambetto di re accettato, C33).
1.e4 e5 2.f4
Questo è il gambetto di re; Anderssen offre il pedone in cambio di uno sviluppo più rapido. Sebbene questa fosse un'apertura comune nel XIX secolo, oggi è poco utilizzata, dato che le tecniche difensive sono notevolmente migliorate.
2…exf4
Kieseritzky accetta il gambetto.
3.Ac4 Dh4+?!
Il gambetto d'alfiere. La mossa del Nero costringerà il Bianco a muovere il re e a dover così rinunciare all'arrocco, ma pone anche la donna nera in una posizione esposta e il Bianco potrà alla fine attaccarla con guadagno di tempo con Cf3.
4.Rf1 b5?!
Questo è il controgambetto Bryan, analizzato in profondità da Kieseritzky e che viene anche citato talvolta col suo nome. Non è considerata oggi una mossa molto logica.
5.Axb5 Cf6 6.Cf3
Una mossa di sviluppo comune, ma il cavallo ora attacca la donna nera costringendo il Nero a proteggerla invece che svilupparsi a sua volta.
6…Dh6 7.d3
Con questa mossa il Bianco ha consolidato il suo controllo del centro della scacchiera. Il Grande Maestro tedesco Robert Hübner raccomanda qui 7.Cc3.
7…Ch5
Questa mossa minaccia Cg3+ e protegge il pedone f4, ma decentra anche il cavallo a lato della scacchiera dove è meno efficace.
8.Ch4 Dg5
Secondo Kieseritzky era migliore 8…g6.
9.Cf5 c6
Schiodando il pedone di donna e attaccando l'alfiere. Alcuni hanno suggerito che 9…g6 sarebbe stato meglio per occuparsi del pericoloso cavallo. Si noti come, all'epoca,  i giocatori sviluppassero un paio di pezzi per continuarli poi a muovere.
|   | a | b | c | d | e | f | g | h |   |
| 8 | a8 torre del nero · b8 cavallo del nero · c8 alfiere del nero · e8 re del nero · f8 alfiere del nero · h8 torre del nero · a7 pedone del nero · d7 pedone del nero · f7 pedone del nero · g7 pedone del nero · h7 pedone del nero · c6 pedone del nero · f6 cavallo del nero · b5 alfiere del bianco · f5 cavallo del bianco · g5 donna del nero · e4 pedone del bianco · f4 pedone del nero · g4 pedone del bianco · d3 pedone del bianco · a2 pedone del bianco · b2 pedone del bianco · c2 pedone del bianco · h2 pedone del bianco · a1 torre del bianco · b1 cavallo del bianco · c1 alfiere del bianco · d1 donna del bianco · f1 re del bianco · g1 torre del bianco | a8 torre del nero · b8 cavallo del nero · c8 alfiere del nero · e8 re del nero · f8 alfiere del nero · h8 torre del nero · a7 pedone del nero · d7 pedone del nero · f7 pedone del nero · g7 pedone del nero · h7 pedone del nero · c6 pedone del nero · f6 cavallo del nero · b5 alfiere del bianco · f5 cavallo del bianco · g5 donna del nero · e4 pedone del bianco · f4 pedone del nero · g4 pedone del bianco · d3 pedone del bianco · a2 pedone del bianco · b2 pedone del bianco · c2 pedone del bianco · h2 pedone del bianco · a1 torre del bianco · b1 cavallo del bianco · c1 alfiere del bianco · d1 donna del bianco · f1 re del bianco · g1 torre del bianco | a8 torre del nero · b8 cavallo del nero · c8 alfiere del nero · e8 re del nero · f8 alfiere del nero · h8 torre del nero · a7 pedone del nero · d7 pedone del nero · f7 pedone del nero · g7 pedone del nero · h7 pedone del nero · c6 pedone del nero · f6 cavallo del nero · b5 alfiere del bianco · f5 cavallo del bianco · g5 donna del nero · e4 pedone del bianco · f4 pedone del nero · g4 pedone del bianco · d3 pedone del bianco · a2 pedone del bianco · b2 pedone del bianco · c2 pedone del bianco · h2 pedone del bianco · a1 torre del bianco · b1 cavallo del bianco · c1 alfiere del bianco · d1 donna del bianco · f1 re del bianco · g1 torre del bianco | a8 torre del nero · b8 cavallo del nero · c8 alfiere del nero · e8 re del nero · f8 alfiere del nero · h8 torre del nero · a7 pedone del nero · d7 pedone del nero · f7 pedone del nero · g7 pedone del nero · h7 pedone del nero · c6 pedone del nero · f6 cavallo del nero · b5 alfiere del bianco · f5 cavallo del bianco · g5 donna del nero · e4 pedone del bianco · f4 pedone del nero · g4 pedone del bianco · d3 pedone del bianco · a2 pedone del bianco · b2 pedone del bianco · c2 pedone del bianco · h2 pedone del bianco · a1 torre del bianco · b1 cavallo del bianco · c1 alfiere del bianco · d1 donna del bianco · f1 re del bianco · g1 torre del bianco | a8 torre del nero · b8 cavallo del nero · c8 alfiere del nero · e8 re del nero · f8 alfiere del nero · h8 torre del nero · a7 pedone del nero · d7 pedone del nero · f7 pedone del nero · g7 pedone del nero · h7 pedone del nero · c6 pedone del nero · f6 cavallo del nero · b5 alfiere del bianco · f5 cavallo del bianco · g5 donna del nero · e4 pedone del bianco · f4 pedone del nero · g4 pedone del bianco · d3 pedone del bianco · a2 pedone del bianco · b2 pedone del bianco · c2 pedone del bianco · h2 pedone del bianco · a1 torre del bianco · b1 cavallo del bianco · c1 alfiere del bianco · d1 donna del bianco · f1 re del bianco · g1 torre del bianco | a8 torre del nero · b8 cavallo del nero · c8 alfiere del nero · e8 re del nero · f8 alfiere del nero · h8 torre del nero · a7 pedone del nero · d7 pedone del nero · f7 pedone del nero · g7 pedone del nero · h7 pedone del nero · c6 pedone del nero · f6 cavallo del nero · b5 alfiere del bianco · f5 cavallo del bianco · g5 donna del nero · e4 pedone del bianco · f4 pedone del nero · g4 pedone del bianco · d3 pedone del bianco · a2 pedone del bianco · b2 pedone del bianco · c2 pedone del bianco · h2 pedone del bianco · a1 torre del bianco · b1 cavallo del bianco · c1 alfiere del bianco · d1 donna del bianco · f1 re del bianco · g1 torre del bianco | a8 torre del nero · b8 cavallo del nero · c8 alfiere del nero · e8 re del nero · f8 alfiere del nero · h8 torre del nero · a7 pedone del nero · d7 pedone del nero · f7 pedone del nero · g7 pedone del nero · h7 pedone del nero · c6 pedone del nero · f6 cavallo del nero · b5 alfiere del bianco · f5 cavallo del bianco · g5 donna del nero · e4 pedone del bianco · f4 pedone del nero · g4 pedone del bianco · d3 pedone del bianco · a2 pedone del bianco · b2 pedone del bianco · c2 pedone del bianco · h2 pedone del bianco · a1 torre del bianco · b1 cavallo del bianco · c1 alfiere del bianco · d1 donna del bianco · f1 re del bianco · g1 torre del bianco | a8 torre del nero · b8 cavallo del nero · c8 alfiere del nero · e8 re del nero · f8 alfiere del nero · h8 torre del nero · a7 pedone del nero · d7 pedone del nero · f7 pedone del nero · g7 pedone del nero · h7 pedone del nero · c6 pedone del nero · f6 cavallo del nero · b5 alfiere del bianco · f5 cavallo del bianco · g5 donna del nero · e4 pedone del bianco · f4 pedone del nero · g4 pedone del bianco · d3 pedone del bianco · a2 pedone del bianco · b2 pedone del bianco · c2 pedone del bianco · h2 pedone del bianco · a1 torre del bianco · b1 cavallo del bianco · c1 alfiere del bianco · d1 donna del bianco · f1 re del bianco · g1 torre del bianco | 8 |
| 7 | a8 torre del nero · b8 cavallo del nero · c8 alfiere del nero · e8 re del nero · f8 alfiere del nero · h8 torre del nero · a7 pedone del nero · d7 pedone del nero · f7 pedone del nero · g7 pedone del nero · h7 pedone del nero · c6 pedone del nero · f6 cavallo del nero · b5 alfiere del bianco · f5 cavallo del bianco · g5 donna del nero · e4 pedone del bianco · f4 pedone del nero · g4 pedone del bianco · d3 pedone del bianco · a2 pedone del bianco · b2 pedone del bianco · c2 pedone del bianco · h2 pedone del bianco · a1 torre del bianco · b1 cavallo del bianco · c1 alfiere del bianco · d1 donna del bianco · f1 re del bianco · g1 torre del bianco | a8 torre del nero · b8 cavallo del nero · c8 alfiere del nero · e8 re del nero · f8 alfiere del nero · h8 torre del nero · a7 pedone del nero · d7 pedone del nero · f7 pedone del nero · g7 pedone del nero · h7 pedone del nero · c6 pedone del nero · f6 cavallo del nero · b5 alfiere del bianco · f5 cavallo del bianco · g5 donna del nero · e4 pedone del bianco · f4 pedone del nero · g4 pedone del bianco · d3 pedone del bianco · a2 pedone del bianco · b2 pedone del bianco · c2 pedone del bianco · h2 pedone del bianco · a1 torre del bianco · b1 cavallo del bianco · c1 alfiere del bianco · d1 donna del bianco · f1 re del bianco · g1 torre del bianco | a8 torre del nero · b8 cavallo del nero · c8 alfiere del nero · e8 re del nero · f8 alfiere del nero · h8 torre del nero · a7 pedone del nero · d7 pedone del nero · f7 pedone del nero · g7 pedone del nero · h7 pedone del nero · c6 pedone del nero · f6 cavallo del nero · b5 alfiere del bianco · f5 cavallo del bianco · g5 donna del nero · e4 pedone del bianco · f4 pedone del nero · g4 pedone del bianco · d3 pedone del bianco · a2 pedone del bianco · b2 pedone del bianco · c2 pedone del bianco · h2 pedone del bianco · a1 torre del bianco · b1 cavallo del bianco · c1 alfiere del bianco · d1 donna del bianco · f1 re del bianco · g1 torre del bianco | a8 torre del nero · b8 cavallo del nero · c8 alfiere del nero · e8 re del nero · f8 alfiere del nero · h8 torre del nero · a7 pedone del nero · d7 pedone del nero · f7 pedone del nero · g7 pedone del nero · h7 pedone del nero · c6 pedone del nero · f6 cavallo del nero · b5 alfiere del bianco · f5 cavallo del bianco · g5 donna del nero · e4 pedone del bianco · f4 pedone del nero · g4 pedone del bianco · d3 pedone del bianco · a2 pedone del bianco · b2 pedone del bianco · c2 pedone del bianco · h2 pedone del bianco · a1 torre del bianco · b1 cavallo del bianco · c1 alfiere del bianco · d1 donna del bianco · f1 re del bianco · g1 torre del bianco | a8 torre del nero · b8 cavallo del nero · c8 alfiere del nero · e8 re del nero · f8 alfiere del nero · h8 torre del nero · a7 pedone del nero · d7 pedone del nero · f7 pedone del nero · g7 pedone del nero · h7 pedone del nero · c6 pedone del nero · f6 cavallo del nero · b5 alfiere del bianco · f5 cavallo del bianco · g5 donna del nero · e4 pedone del bianco · f4 pedone del nero · g4 pedone del bianco · d3 pedone del bianco · a2 pedone del bianco · b2 pedone del bianco · c2 pedone del bianco · h2 pedone del bianco · a1 torre del bianco · b1 cavallo del bianco · c1 alfiere del bianco · d1 donna del bianco · f1 re del bianco · g1 torre del bianco | a8 torre del nero · b8 cavallo del nero · c8 alfiere del nero · e8 re del nero · f8 alfiere del nero · h8 torre del nero · a7 pedone del nero · d7 pedone del nero · f7 pedone del nero · g7 pedone del nero · h7 pedone del nero · c6 pedone del nero · f6 cavallo del nero · b5 alfiere del bianco · f5 cavallo del bianco · g5 donna del nero · e4 pedone del bianco · f4 pedone del nero · g4 pedone del bianco · d3 pedone del bianco · a2 pedone del bianco · b2 pedone del bianco · c2 pedone del bianco · h2 pedone del bianco · a1 torre del bianco · b1 cavallo del bianco · c1 alfiere del bianco · d1 donna del bianco · f1 re del bianco · g1 torre del bianco | a8 torre del nero · b8 cavallo del nero · c8 alfiere del nero · e8 re del nero · f8 alfiere del nero · h8 torre del nero · a7 pedone del nero · d7 pedone del nero · f7 pedone del nero · g7 pedone del nero · h7 pedone del nero · c6 pedone del nero · f6 cavallo del nero · b5 alfiere del bianco · f5 cavallo del bianco · g5 donna del nero · e4 pedone del bianco · f4 pedone del nero · g4 pedone del bianco · d3 pedone del bianco · a2 pedone del bianco · b2 pedone del bianco · c2 pedone del bianco · h2 pedone del bianco · a1 torre del bianco · b1 cavallo del bianco · c1 alfiere del bianco · d1 donna del bianco · f1 re del bianco · g1 torre del bianco | a8 torre del nero · b8 cavallo del nero · c8 alfiere del nero · e8 re del nero · f8 alfiere del nero · h8 torre del nero · a7 pedone del nero · d7 pedone del nero · f7 pedone del nero · g7 pedone del nero · h7 pedone del nero · c6 pedone del nero · f6 cavallo del nero · b5 alfiere del bianco · f5 cavallo del bianco · g5 donna del nero · e4 pedone del bianco · f4 pedone del nero · g4 pedone del bianco · d3 pedone del bianco · a2 pedone del bianco · b2 pedone del bianco · c2 pedone del bianco · h2 pedone del bianco · a1 torre del bianco · b1 cavallo del bianco · c1 alfiere del bianco · d1 donna del bianco · f1 re del bianco · g1 torre del bianco | 7 |
| 6 | a8 torre del nero · b8 cavallo del nero · c8 alfiere del nero · e8 re del nero · f8 alfiere del nero · h8 torre del nero · a7 pedone del nero · d7 pedone del nero · f7 pedone del nero · g7 pedone del nero · h7 pedone del nero · c6 pedone del nero · f6 cavallo del nero · b5 alfiere del bianco · f5 cavallo del bianco · g5 donna del nero · e4 pedone del bianco · f4 pedone del nero · g4 pedone del bianco · d3 pedone del bianco · a2 pedone del bianco · b2 pedone del bianco · c2 pedone del bianco · h2 pedone del bianco · a1 torre del bianco · b1 cavallo del bianco · c1 alfiere del bianco · d1 donna del bianco · f1 re del bianco · g1 torre del bianco | a8 torre del nero · b8 cavallo del nero · c8 alfiere del nero · e8 re del nero · f8 alfiere del nero · h8 torre del nero · a7 pedone del nero · d7 pedone del nero · f7 pedone del nero · g7 pedone del nero · h7 pedone del nero · c6 pedone del nero · f6 cavallo del nero · b5 alfiere del bianco · f5 cavallo del bianco · g5 donna del nero · e4 pedone del bianco · f4 pedone del nero · g4 pedone del bianco · d3 pedone del bianco · a2 pedone del bianco · b2 pedone del bianco · c2 pedone del bianco · h2 pedone del bianco · a1 torre del bianco · b1 cavallo del bianco · c1 alfiere del bianco · d1 donna del bianco · f1 re del bianco · g1 torre del bianco | a8 torre del nero · b8 cavallo del nero · c8 alfiere del nero · e8 re del nero · f8 alfiere del nero · h8 torre del nero · a7 pedone del nero · d7 pedone del nero · f7 pedone del nero · g7 pedone del nero · h7 pedone del nero · c6 pedone del nero · f6 cavallo del nero · b5 alfiere del bianco · f5 cavallo del bianco · g5 donna del nero · e4 pedone del bianco · f4 pedone del nero · g4 pedone del bianco · d3 pedone del bianco · a2 pedone del bianco · b2 pedone del bianco · c2 pedone del bianco · h2 pedone del bianco · a1 torre del bianco · b1 cavallo del bianco · c1 alfiere del bianco · d1 donna del bianco · f1 re del bianco · g1 torre del bianco | a8 torre del nero · b8 cavallo del nero · c8 alfiere del nero · e8 re del nero · f8 alfiere del nero · h8 torre del nero · a7 pedone del nero · d7 pedone del nero · f7 pedone del nero · g7 pedone del nero · h7 pedone del nero · c6 pedone del nero · f6 cavallo del nero · b5 alfiere del bianco · f5 cavallo del bianco · g5 donna del nero · e4 pedone del bianco · f4 pedone del nero · g4 pedone del bianco · d3 pedone del bianco · a2 pedone del bianco · b2 pedone del bianco · c2 pedone del bianco · h2 pedone del bianco · a1 torre del bianco · b1 cavallo del bianco · c1 alfiere del bianco · d1 donna del bianco · f1 re del bianco · g1 torre del bianco | a8 torre del nero · b8 cavallo del nero · c8 alfiere del nero · e8 re del nero · f8 alfiere del nero · h8 torre del nero · a7 pedone del nero · d7 pedone del nero · f7 pedone del nero · g7 pedone del nero · h7 pedone del nero · c6 pedone del nero · f6 cavallo del nero · b5 alfiere del bianco · f5 cavallo del bianco · g5 donna del nero · e4 pedone del bianco · f4 pedone del nero · g4 pedone del bianco · d3 pedone del bianco · a2 pedone del bianco · b2 pedone del bianco · c2 pedone del bianco · h2 pedone del bianco · a1 torre del bianco · b1 cavallo del bianco · c1 alfiere del bianco · d1 donna del bianco · f1 re del bianco · g1 torre del bianco | a8 torre del nero · b8 cavallo del nero · c8 alfiere del nero · e8 re del nero · f8 alfiere del nero · h8 torre del nero · a7 pedone del nero · d7 pedone del nero · f7 pedone del nero · g7 pedone del nero · h7 pedone del nero · c6 pedone del nero · f6 cavallo del nero · b5 alfiere del bianco · f5 cavallo del bianco · g5 donna del nero · e4 pedone del bianco · f4 pedone del nero · g4 pedone del bianco · d3 pedone del bianco · a2 pedone del bianco · b2 pedone del bianco · c2 pedone del bianco · h2 pedone del bianco · a1 torre del bianco · b1 cavallo del bianco · c1 alfiere del bianco · d1 donna del bianco · f1 re del bianco · g1 torre del bianco | a8 torre del nero · b8 cavallo del nero · c8 alfiere del nero · e8 re del nero · f8 alfiere del nero · h8 torre del nero · a7 pedone del nero · d7 pedone del nero · f7 pedone del nero · g7 pedone del nero · h7 pedone del nero · c6 pedone del nero · f6 cavallo del nero · b5 alfiere del bianco · f5 cavallo del bianco · g5 donna del nero · e4 pedone del bianco · f4 pedone del nero · g4 pedone del bianco · d3 pedone del bianco · a2 pedone del bianco · b2 pedone del bianco · c2 pedone del bianco · h2 pedone del bianco · a1 torre del bianco · b1 cavallo del bianco · c1 alfiere del bianco · d1 donna del bianco · f1 re del bianco · g1 torre del bianco | a8 torre del nero · b8 cavallo del nero · c8 alfiere del nero · e8 re del nero · f8 alfiere del nero · h8 torre del nero · a7 pedone del nero · d7 pedone del nero · f7 pedone del nero · g7 pedone del nero · h7 pedone del nero · c6 pedone del nero · f6 cavallo del nero · b5 alfiere del bianco · f5 cavallo del bianco · g5 donna del nero · e4 pedone del bianco · f4 pedone del nero · g4 pedone del bianco · d3 pedone del bianco · a2 pedone del bianco · b2 pedone del bianco · c2 pedone del bianco · h2 pedone del bianco · a1 torre del bianco · b1 cavallo del bianco · c1 alfiere del bianco · d1 donna del bianco · f1 re del bianco · g1 torre del bianco | 6 |
| 5 | a8 torre del nero · b8 cavallo del nero · c8 alfiere del nero · e8 re del nero · f8 alfiere del nero · h8 torre del nero · a7 pedone del nero · d7 pedone del nero · f7 pedone del nero · g7 pedone del nero · h7 pedone del nero · c6 pedone del nero · f6 cavallo del nero · b5 alfiere del bianco · f5 cavallo del bianco · g5 donna del nero · e4 pedone del bianco · f4 pedone del nero · g4 pedone del bianco · d3 pedone del bianco · a2 pedone del bianco · b2 pedone del bianco · c2 pedone del bianco · h2 pedone del bianco · a1 torre del bianco · b1 cavallo del bianco · c1 alfiere del bianco · d1 donna del bianco · f1 re del bianco · g1 torre del bianco | a8 torre del nero · b8 cavallo del nero · c8 alfiere del nero · e8 re del nero · f8 alfiere del nero · h8 torre del nero · a7 pedone del nero · d7 pedone del nero · f7 pedone del nero · g7 pedone del nero · h7 pedone del nero · c6 pedone del nero · f6 cavallo del nero · b5 alfiere del bianco · f5 cavallo del bianco · g5 donna del nero · e4 pedone del bianco · f4 pedone del nero · g4 pedone del bianco · d3 pedone del bianco · a2 pedone del bianco · b2 pedone del bianco · c2 pedone del bianco · h2 pedone del bianco · a1 torre del bianco · b1 cavallo del bianco · c1 alfiere del bianco · d1 donna del bianco · f1 re del bianco · g1 torre del bianco | a8 torre del nero · b8 cavallo del nero · c8 alfiere del nero · e8 re del nero · f8 alfiere del nero · h8 torre del nero · a7 pedone del nero · d7 pedone del nero · f7 pedone del nero · g7 pedone del nero · h7 pedone del nero · c6 pedone del nero · f6 cavallo del nero · b5 alfiere del bianco · f5 cavallo del bianco · g5 donna del nero · e4 pedone del bianco · f4 pedone del nero · g4 pedone del bianco · d3 pedone del bianco · a2 pedone del bianco · b2 pedone del bianco · c2 pedone del bianco · h2 pedone del bianco · a1 torre del bianco · b1 cavallo del bianco · c1 alfiere del bianco · d1 donna del bianco · f1 re del bianco · g1 torre del bianco | a8 torre del nero · b8 cavallo del nero · c8 alfiere del nero · e8 re del nero · f8 alfiere del nero · h8 torre del nero · a7 pedone del nero · d7 pedone del nero · f7 pedone del nero · g7 pedone del nero · h7 pedone del nero · c6 pedone del nero · f6 cavallo del nero · b5 alfiere del bianco · f5 cavallo del bianco · g5 donna del nero · e4 pedone del bianco · f4 pedone del nero · g4 pedone del bianco · d3 pedone del bianco · a2 pedone del bianco · b2 pedone del bianco · c2 pedone del bianco · h2 pedone del bianco · a1 torre del bianco · b1 cavallo del bianco · c1 alfiere del bianco · d1 donna del bianco · f1 re del bianco · g1 torre del bianco | a8 torre del nero · b8 cavallo del nero · c8 alfiere del nero · e8 re del nero · f8 alfiere del nero · h8 torre del nero · a7 pedone del nero · d7 pedone del nero · f7 pedone del nero · g7 pedone del nero · h7 pedone del nero · c6 pedone del nero · f6 cavallo del nero · b5 alfiere del bianco · f5 cavallo del bianco · g5 donna del nero · e4 pedone del bianco · f4 pedone del nero · g4 pedone del bianco · d3 pedone del bianco · a2 pedone del bianco · b2 pedone del bianco · c2 pedone del bianco · h2 pedone del bianco · a1 torre del bianco · b1 cavallo del bianco · c1 alfiere del bianco · d1 donna del bianco · f1 re del bianco · g1 torre del bianco | a8 torre del nero · b8 cavallo del nero · c8 alfiere del nero · e8 re del nero · f8 alfiere del nero · h8 torre del nero · a7 pedone del nero · d7 pedone del nero · f7 pedone del nero · g7 pedone del nero · h7 pedone del nero · c6 pedone del nero · f6 cavallo del nero · b5 alfiere del bianco · f5 cavallo del bianco · g5 donna del nero · e4 pedone del bianco · f4 pedone del nero · g4 pedone del bianco · d3 pedone del bianco · a2 pedone del bianco · b2 pedone del bianco · c2 pedone del bianco · h2 pedone del bianco · a1 torre del bianco · b1 cavallo del bianco · c1 alfiere del bianco · d1 donna del bianco · f1 re del bianco · g1 torre del bianco | a8 torre del nero · b8 cavallo del nero · c8 alfiere del nero · e8 re del nero · f8 alfiere del nero · h8 torre del nero · a7 pedone del nero · d7 pedone del nero · f7 pedone del nero · g7 pedone del nero · h7 pedone del nero · c6 pedone del nero · f6 cavallo del nero · b5 alfiere del bianco · f5 cavallo del bianco · g5 donna del nero · e4 pedone del bianco · f4 pedone del nero · g4 pedone del bianco · d3 pedone del bianco · a2 pedone del bianco · b2 pedone del bianco · c2 pedone del bianco · h2 pedone del bianco · a1 torre del bianco · b1 cavallo del bianco · c1 alfiere del bianco · d1 donna del bianco · f1 re del bianco · g1 torre del bianco | a8 torre del nero · b8 cavallo del nero · c8 alfiere del nero · e8 re del nero · f8 alfiere del nero · h8 torre del nero · a7 pedone del nero · d7 pedone del nero · f7 pedone del nero · g7 pedone del nero · h7 pedone del nero · c6 pedone del nero · f6 cavallo del nero · b5 alfiere del bianco · f5 cavallo del bianco · g5 donna del nero · e4 pedone del bianco · f4 pedone del nero · g4 pedone del bianco · d3 pedone del bianco · a2 pedone del bianco · b2 pedone del bianco · c2 pedone del bianco · h2 pedone del bianco · a1 torre del bianco · b1 cavallo del bianco · c1 alfiere del bianco · d1 donna del bianco · f1 re del bianco · g1 torre del bianco | 5 |
| 4 | a8 torre del nero · b8 cavallo del nero · c8 alfiere del nero · e8 re del nero · f8 alfiere del nero · h8 torre del nero · a7 pedone del nero · d7 pedone del nero · f7 pedone del nero · g7 pedone del nero · h7 pedone del nero · c6 pedone del nero · f6 cavallo del nero · b5 alfiere del bianco · f5 cavallo del bianco · g5 donna del nero · e4 pedone del bianco · f4 pedone del nero · g4 pedone del bianco · d3 pedone del bianco · a2 pedone del bianco · b2 pedone del bianco · c2 pedone del bianco · h2 pedone del bianco · a1 torre del bianco · b1 cavallo del bianco · c1 alfiere del bianco · d1 donna del bianco · f1 re del bianco · g1 torre del bianco | a8 torre del nero · b8 cavallo del nero · c8 alfiere del nero · e8 re del nero · f8 alfiere del nero · h8 torre del nero · a7 pedone del nero · d7 pedone del nero · f7 pedone del nero · g7 pedone del nero · h7 pedone del nero · c6 pedone del nero · f6 cavallo del nero · b5 alfiere del bianco · f5 cavallo del bianco · g5 donna del nero · e4 pedone del bianco · f4 pedone del nero · g4 pedone del bianco · d3 pedone del bianco · a2 pedone del bianco · b2 pedone del bianco · c2 pedone del bianco · h2 pedone del bianco · a1 torre del bianco · b1 cavallo del bianco · c1 alfiere del bianco · d1 donna del bianco · f1 re del bianco · g1 torre del bianco | a8 torre del nero · b8 cavallo del nero · c8 alfiere del nero · e8 re del nero · f8 alfiere del nero · h8 torre del nero · a7 pedone del nero · d7 pedone del nero · f7 pedone del nero · g7 pedone del nero · h7 pedone del nero · c6 pedone del nero · f6 cavallo del nero · b5 alfiere del bianco · f5 cavallo del bianco · g5 donna del nero · e4 pedone del bianco · f4 pedone del nero · g4 pedone del bianco · d3 pedone del bianco · a2 pedone del bianco · b2 pedone del bianco · c2 pedone del bianco · h2 pedone del bianco · a1 torre del bianco · b1 cavallo del bianco · c1 alfiere del bianco · d1 donna del bianco · f1 re del bianco · g1 torre del bianco | a8 torre del nero · b8 cavallo del nero · c8 alfiere del nero · e8 re del nero · f8 alfiere del nero · h8 torre del nero · a7 pedone del nero · d7 pedone del nero · f7 pedone del nero · g7 pedone del nero · h7 pedone del nero · c6 pedone del nero · f6 cavallo del nero · b5 alfiere del bianco · f5 cavallo del bianco · g5 donna del nero · e4 pedone del bianco · f4 pedone del nero · g4 pedone del bianco · d3 pedone del bianco · a2 pedone del bianco · b2 pedone del bianco · c2 pedone del bianco · h2 pedone del bianco · a1 torre del bianco · b1 cavallo del bianco · c1 alfiere del bianco · d1 donna del bianco · f1 re del bianco · g1 torre del bianco | a8 torre del nero · b8 cavallo del nero · c8 alfiere del nero · e8 re del nero · f8 alfiere del nero · h8 torre del nero · a7 pedone del nero · d7 pedone del nero · f7 pedone del nero · g7 pedone del nero · h7 pedone del nero · c6 pedone del nero · f6 cavallo del nero · b5 alfiere del bianco · f5 cavallo del bianco · g5 donna del nero · e4 pedone del bianco · f4 pedone del nero · g4 pedone del bianco · d3 pedone del bianco · a2 pedone del bianco · b2 pedone del bianco · c2 pedone del bianco · h2 pedone del bianco · a1 torre del bianco · b1 cavallo del bianco · c1 alfiere del bianco · d1 donna del bianco · f1 re del bianco · g1 torre del bianco | a8 torre del nero · b8 cavallo del nero · c8 alfiere del nero · e8 re del nero · f8 alfiere del nero · h8 torre del nero · a7 pedone del nero · d7 pedone del nero · f7 pedone del nero · g7 pedone del nero · h7 pedone del nero · c6 pedone del nero · f6 cavallo del nero · b5 alfiere del bianco · f5 cavallo del bianco · g5 donna del nero · e4 pedone del bianco · f4 pedone del nero · g4 pedone del bianco · d3 pedone del bianco · a2 pedone del bianco · b2 pedone del bianco · c2 pedone del bianco · h2 pedone del bianco · a1 torre del bianco · b1 cavallo del bianco · c1 alfiere del bianco · d1 donna del bianco · f1 re del bianco · g1 torre del bianco | a8 torre del nero · b8 cavallo del nero · c8 alfiere del nero · e8 re del nero · f8 alfiere del nero · h8 torre del nero · a7 pedone del nero · d7 pedone del nero · f7 pedone del nero · g7 pedone del nero · h7 pedone del nero · c6 pedone del nero · f6 cavallo del nero · b5 alfiere del bianco · f5 cavallo del bianco · g5 donna del nero · e4 pedone del bianco · f4 pedone del nero · g4 pedone del bianco · d3 pedone del bianco · a2 pedone del bianco · b2 pedone del bianco · c2 pedone del bianco · h2 pedone del bianco · a1 torre del bianco · b1 cavallo del bianco · c1 alfiere del bianco · d1 donna del bianco · f1 re del bianco · g1 torre del bianco | a8 torre del nero · b8 cavallo del nero · c8 alfiere del nero · e8 re del nero · f8 alfiere del nero · h8 torre del nero · a7 pedone del nero · d7 pedone del nero · f7 pedone del nero · g7 pedone del nero · h7 pedone del nero · c6 pedone del nero · f6 cavallo del nero · b5 alfiere del bianco · f5 cavallo del bianco · g5 donna del nero · e4 pedone del bianco · f4 pedone del nero · g4 pedone del bianco · d3 pedone del bianco · a2 pedone del bianco · b2 pedone del bianco · c2 pedone del bianco · h2 pedone del bianco · a1 torre del bianco · b1 cavallo del bianco · c1 alfiere del bianco · d1 donna del bianco · f1 re del bianco · g1 torre del bianco | 4 |
| 3 | a8 torre del nero · b8 cavallo del nero · c8 alfiere del nero · e8 re del nero · f8 alfiere del nero · h8 torre del nero · a7 pedone del nero · d7 pedone del nero · f7 pedone del nero · g7 pedone del nero · h7 pedone del nero · c6 pedone del nero · f6 cavallo del nero · b5 alfiere del bianco · f5 cavallo del bianco · g5 donna del nero · e4 pedone del bianco · f4 pedone del nero · g4 pedone del bianco · d3 pedone del bianco · a2 pedone del bianco · b2 pedone del bianco · c2 pedone del bianco · h2 pedone del bianco · a1 torre del bianco · b1 cavallo del bianco · c1 alfiere del bianco · d1 donna del bianco · f1 re del bianco · g1 torre del bianco | a8 torre del nero · b8 cavallo del nero · c8 alfiere del nero · e8 re del nero · f8 alfiere del nero · h8 torre del nero · a7 pedone del nero · d7 pedone del nero · f7 pedone del nero · g7 pedone del nero · h7 pedone del nero · c6 pedone del nero · f6 cavallo del nero · b5 alfiere del bianco · f5 cavallo del bianco · g5 donna del nero · e4 pedone del bianco · f4 pedone del nero · g4 pedone del bianco · d3 pedone del bianco · a2 pedone del bianco · b2 pedone del bianco · c2 pedone del bianco · h2 pedone del bianco · a1 torre del bianco · b1 cavallo del bianco · c1 alfiere del bianco · d1 donna del bianco · f1 re del bianco · g1 torre del bianco | a8 torre del nero · b8 cavallo del nero · c8 alfiere del nero · e8 re del nero · f8 alfiere del nero · h8 torre del nero · a7 pedone del nero · d7 pedone del nero · f7 pedone del nero · g7 pedone del nero · h7 pedone del nero · c6 pedone del nero · f6 cavallo del nero · b5 alfiere del bianco · f5 cavallo del bianco · g5 donna del nero · e4 pedone del bianco · f4 pedone del nero · g4 pedone del bianco · d3 pedone del bianco · a2 pedone del bianco · b2 pedone del bianco · c2 pedone del bianco · h2 pedone del bianco · a1 torre del bianco · b1 cavallo del bianco · c1 alfiere del bianco · d1 donna del bianco · f1 re del bianco · g1 torre del bianco | a8 torre del nero · b8 cavallo del nero · c8 alfiere del nero · e8 re del nero · f8 alfiere del nero · h8 torre del nero · a7 pedone del nero · d7 pedone del nero · f7 pedone del nero · g7 pedone del nero · h7 pedone del nero · c6 pedone del nero · f6 cavallo del nero · b5 alfiere del bianco · f5 cavallo del bianco · g5 donna del nero · e4 pedone del bianco · f4 pedone del nero · g4 pedone del bianco · d3 pedone del bianco · a2 pedone del bianco · b2 pedone del bianco · c2 pedone del bianco · h2 pedone del bianco · a1 torre del bianco · b1 cavallo del bianco · c1 alfiere del bianco · d1 donna del bianco · f1 re del bianco · g1 torre del bianco | a8 torre del nero · b8 cavallo del nero · c8 alfiere del nero · e8 re del nero · f8 alfiere del nero · h8 torre del nero · a7 pedone del nero · d7 pedone del nero · f7 pedone del nero · g7 pedone del nero · h7 pedone del nero · c6 pedone del nero · f6 cavallo del nero · b5 alfiere del bianco · f5 cavallo del bianco · g5 donna del nero · e4 pedone del bianco · f4 pedone del nero · g4 pedone del bianco · d3 pedone del bianco · a2 pedone del bianco · b2 pedone del bianco · c2 pedone del bianco · h2 pedone del bianco · a1 torre del bianco · b1 cavallo del bianco · c1 alfiere del bianco · d1 donna del bianco · f1 re del bianco · g1 torre del bianco | a8 torre del nero · b8 cavallo del nero · c8 alfiere del nero · e8 re del nero · f8 alfiere del nero · h8 torre del nero · a7 pedone del nero · d7 pedone del nero · f7 pedone del nero · g7 pedone del nero · h7 pedone del nero · c6 pedone del nero · f6 cavallo del nero · b5 alfiere del bianco · f5 cavallo del bianco · g5 donna del nero · e4 pedone del bianco · f4 pedone del nero · g4 pedone del bianco · d3 pedone del bianco · a2 pedone del bianco · b2 pedone del bianco · c2 pedone del bianco · h2 pedone del bianco · a1 torre del bianco · b1 cavallo del bianco · c1 alfiere del bianco · d1 donna del bianco · f1 re del bianco · g1 torre del bianco | a8 torre del nero · b8 cavallo del nero · c8 alfiere del nero · e8 re del nero · f8 alfiere del nero · h8 torre del nero · a7 pedone del nero · d7 pedone del nero · f7 pedone del nero · g7 pedone del nero · h7 pedone del nero · c6 pedone del nero · f6 cavallo del nero · b5 alfiere del bianco · f5 cavallo del bianco · g5 donna del nero · e4 pedone del bianco · f4 pedone del nero · g4 pedone del bianco · d3 pedone del bianco · a2 pedone del bianco · b2 pedone del bianco · c2 pedone del bianco · h2 pedone del bianco · a1 torre del bianco · b1 cavallo del bianco · c1 alfiere del bianco · d1 donna del bianco · f1 re del bianco · g1 torre del bianco | a8 torre del nero · b8 cavallo del nero · c8 alfiere del nero · e8 re del nero · f8 alfiere del nero · h8 torre del nero · a7 pedone del nero · d7 pedone del nero · f7 pedone del nero · g7 pedone del nero · h7 pedone del nero · c6 pedone del nero · f6 cavallo del nero · b5 alfiere del bianco · f5 cavallo del bianco · g5 donna del nero · e4 pedone del bianco · f4 pedone del nero · g4 pedone del bianco · d3 pedone del bianco · a2 pedone del bianco · b2 pedone del bianco · c2 pedone del bianco · h2 pedone del bianco · a1 torre del bianco · b1 cavallo del bianco · c1 alfiere del bianco · d1 donna del bianco · f1 re del bianco · g1 torre del bianco | 3 |
| 2 | a8 torre del nero · b8 cavallo del nero · c8 alfiere del nero · e8 re del nero · f8 alfiere del nero · h8 torre del nero · a7 pedone del nero · d7 pedone del nero · f7 pedone del nero · g7 pedone del nero · h7 pedone del nero · c6 pedone del nero · f6 cavallo del nero · b5 alfiere del bianco · f5 cavallo del bianco · g5 donna del nero · e4 pedone del bianco · f4 pedone del nero · g4 pedone del bianco · d3 pedone del bianco · a2 pedone del bianco · b2 pedone del bianco · c2 pedone del bianco · h2 pedone del bianco · a1 torre del bianco · b1 cavallo del bianco · c1 alfiere del bianco · d1 donna del bianco · f1 re del bianco · g1 torre del bianco | a8 torre del nero · b8 cavallo del nero · c8 alfiere del nero · e8 re del nero · f8 alfiere del nero · h8 torre del nero · a7 pedone del nero · d7 pedone del nero · f7 pedone del nero · g7 pedone del nero · h7 pedone del nero · c6 pedone del nero · f6 cavallo del nero · b5 alfiere del bianco · f5 cavallo del bianco · g5 donna del nero · e4 pedone del bianco · f4 pedone del nero · g4 pedone del bianco · d3 pedone del bianco · a2 pedone del bianco · b2 pedone del bianco · c2 pedone del bianco · h2 pedone del bianco · a1 torre del bianco · b1 cavallo del bianco · c1 alfiere del bianco · d1 donna del bianco · f1 re del bianco · g1 torre del bianco | a8 torre del nero · b8 cavallo del nero · c8 alfiere del nero · e8 re del nero · f8 alfiere del nero · h8 torre del nero · a7 pedone del nero · d7 pedone del nero · f7 pedone del nero · g7 pedone del nero · h7 pedone del nero · c6 pedone del nero · f6 cavallo del nero · b5 alfiere del bianco · f5 cavallo del bianco · g5 donna del nero · e4 pedone del bianco · f4 pedone del nero · g4 pedone del bianco · d3 pedone del bianco · a2 pedone del bianco · b2 pedone del bianco · c2 pedone del bianco · h2 pedone del bianco · a1 torre del bianco · b1 cavallo del bianco · c1 alfiere del bianco · d1 donna del bianco · f1 re del bianco · g1 torre del bianco | a8 torre del nero · b8 cavallo del nero · c8 alfiere del nero · e8 re del nero · f8 alfiere del nero · h8 torre del nero · a7 pedone del nero · d7 pedone del nero · f7 pedone del nero · g7 pedone del nero · h7 pedone del nero · c6 pedone del nero · f6 cavallo del nero · b5 alfiere del bianco · f5 cavallo del bianco · g5 donna del nero · e4 pedone del bianco · f4 pedone del nero · g4 pedone del bianco · d3 pedone del bianco · a2 pedone del bianco · b2 pedone del bianco · c2 pedone del bianco · h2 pedone del bianco · a1 torre del bianco · b1 cavallo del bianco · c1 alfiere del bianco · d1 donna del bianco · f1 re del bianco · g1 torre del bianco | a8 torre del nero · b8 cavallo del nero · c8 alfiere del nero · e8 re del nero · f8 alfiere del nero · h8 torre del nero · a7 pedone del nero · d7 pedone del nero · f7 pedone del nero · g7 pedone del nero · h7 pedone del nero · c6 pedone del nero · f6 cavallo del nero · b5 alfiere del bianco · f5 cavallo del bianco · g5 donna del nero · e4 pedone del bianco · f4 pedone del nero · g4 pedone del bianco · d3 pedone del bianco · a2 pedone del bianco · b2 pedone del bianco · c2 pedone del bianco · h2 pedone del bianco · a1 torre del bianco · b1 cavallo del bianco · c1 alfiere del bianco · d1 donna del bianco · f1 re del bianco · g1 torre del bianco | a8 torre del nero · b8 cavallo del nero · c8 alfiere del nero · e8 re del nero · f8 alfiere del nero · h8 torre del nero · a7 pedone del nero · d7 pedone del nero · f7 pedone del nero · g7 pedone del nero · h7 pedone del nero · c6 pedone del nero · f6 cavallo del nero · b5 alfiere del bianco · f5 cavallo del bianco · g5 donna del nero · e4 pedone del bianco · f4 pedone del nero · g4 pedone del bianco · d3 pedone del bianco · a2 pedone del bianco · b2 pedone del bianco · c2 pedone del bianco · h2 pedone del bianco · a1 torre del bianco · b1 cavallo del bianco · c1 alfiere del bianco · d1 donna del bianco · f1 re del bianco · g1 torre del bianco | a8 torre del nero · b8 cavallo del nero · c8 alfiere del nero · e8 re del nero · f8 alfiere del nero · h8 torre del nero · a7 pedone del nero · d7 pedone del nero · f7 pedone del nero · g7 pedone del nero · h7 pedone del nero · c6 pedone del nero · f6 cavallo del nero · b5 alfiere del bianco · f5 cavallo del bianco · g5 donna del nero · e4 pedone del bianco · f4 pedone del nero · g4 pedone del bianco · d3 pedone del bianco · a2 pedone del bianco · b2 pedone del bianco · c2 pedone del bianco · h2 pedone del bianco · a1 torre del bianco · b1 cavallo del bianco · c1 alfiere del bianco · d1 donna del bianco · f1 re del bianco · g1 torre del bianco | a8 torre del nero · b8 cavallo del nero · c8 alfiere del nero · e8 re del nero · f8 alfiere del nero · h8 torre del nero · a7 pedone del nero · d7 pedone del nero · f7 pedone del nero · g7 pedone del nero · h7 pedone del nero · c6 pedone del nero · f6 cavallo del nero · b5 alfiere del bianco · f5 cavallo del bianco · g5 donna del nero · e4 pedone del bianco · f4 pedone del nero · g4 pedone del bianco · d3 pedone del bianco · a2 pedone del bianco · b2 pedone del bianco · c2 pedone del bianco · h2 pedone del bianco · a1 torre del bianco · b1 cavallo del bianco · c1 alfiere del bianco · d1 donna del bianco · f1 re del bianco · g1 torre del bianco | 2 |
| 1 | a8 torre del nero · b8 cavallo del nero · c8 alfiere del nero · e8 re del nero · f8 alfiere del nero · h8 torre del nero · a7 pedone del nero · d7 pedone del nero · f7 pedone del nero · g7 pedone del nero · h7 pedone del nero · c6 pedone del nero · f6 cavallo del nero · b5 alfiere del bianco · f5 cavallo del bianco · g5 donna del nero · e4 pedone del bianco · f4 pedone del nero · g4 pedone del bianco · d3 pedone del bianco · a2 pedone del bianco · b2 pedone del bianco · c2 pedone del bianco · h2 pedone del bianco · a1 torre del bianco · b1 cavallo del bianco · c1 alfiere del bianco · d1 donna del bianco · f1 re del bianco · g1 torre del bianco | a8 torre del nero · b8 cavallo del nero · c8 alfiere del nero · e8 re del nero · f8 alfiere del nero · h8 torre del nero · a7 pedone del nero · d7 pedone del nero · f7 pedone del nero · g7 pedone del nero · h7 pedone del nero · c6 pedone del nero · f6 cavallo del nero · b5 alfiere del bianco · f5 cavallo del bianco · g5 donna del nero · e4 pedone del bianco · f4 pedone del nero · g4 pedone del bianco · d3 pedone del bianco · a2 pedone del bianco · b2 pedone del bianco · c2 pedone del bianco · h2 pedone del bianco · a1 torre del bianco · b1 cavallo del bianco · c1 alfiere del bianco · d1 donna del bianco · f1 re del bianco · g1 torre del bianco | a8 torre del nero · b8 cavallo del nero · c8 alfiere del nero · e8 re del nero · f8 alfiere del nero · h8 torre del nero · a7 pedone del nero · d7 pedone del nero · f7 pedone del nero · g7 pedone del nero · h7 pedone del nero · c6 pedone del nero · f6 cavallo del nero · b5 alfiere del bianco · f5 cavallo del bianco · g5 donna del nero · e4 pedone del bianco · f4 pedone del nero · g4 pedone del bianco · d3 pedone del bianco · a2 pedone del bianco · b2 pedone del bianco · c2 pedone del bianco · h2 pedone del bianco · a1 torre del bianco · b1 cavallo del bianco · c1 alfiere del bianco · d1 donna del bianco · f1 re del bianco · g1 torre del bianco | a8 torre del nero · b8 cavallo del nero · c8 alfiere del nero · e8 re del nero · f8 alfiere del nero · h8 torre del nero · a7 pedone del nero · d7 pedone del nero · f7 pedone del nero · g7 pedone del nero · h7 pedone del nero · c6 pedone del nero · f6 cavallo del nero · b5 alfiere del bianco · f5 cavallo del bianco · g5 donna del nero · e4 pedone del bianco · f4 pedone del nero · g4 pedone del bianco · d3 pedone del bianco · a2 pedone del bianco · b2 pedone del bianco · c2 pedone del bianco · h2 pedone del bianco · a1 torre del bianco · b1 cavallo del bianco · c1 alfiere del bianco · d1 donna del bianco · f1 re del bianco · g1 torre del bianco | a8 torre del nero · b8 cavallo del nero · c8 alfiere del nero · e8 re del nero · f8 alfiere del nero · h8 torre del nero · a7 pedone del nero · d7 pedone del nero · f7 pedone del nero · g7 pedone del nero · h7 pedone del nero · c6 pedone del nero · f6 cavallo del nero · b5 alfiere del bianco · f5 cavallo del bianco · g5 donna del nero · e4 pedone del bianco · f4 pedone del nero · g4 pedone del bianco · d3 pedone del bianco · a2 pedone del bianco · b2 pedone del bianco · c2 pedone del bianco · h2 pedone del bianco · a1 torre del bianco · b1 cavallo del bianco · c1 alfiere del bianco · d1 donna del bianco · f1 re del bianco · g1 torre del bianco | a8 torre del nero · b8 cavallo del nero · c8 alfiere del nero · e8 re del nero · f8 alfiere del nero · h8 torre del nero · a7 pedone del nero · d7 pedone del nero · f7 pedone del nero · g7 pedone del nero · h7 pedone del nero · c6 pedone del nero · f6 cavallo del nero · b5 alfiere del bianco · f5 cavallo del bianco · g5 donna del nero · e4 pedone del bianco · f4 pedone del nero · g4 pedone del bianco · d3 pedone del bianco · a2 pedone del bianco · b2 pedone del bianco · c2 pedone del bianco · h2 pedone del bianco · a1 torre del bianco · b1 cavallo del bianco · c1 alfiere del bianco · d1 donna del bianco · f1 re del bianco · g1 torre del bianco | a8 torre del nero · b8 cavallo del nero · c8 alfiere del nero · e8 re del nero · f8 alfiere del nero · h8 torre del nero · a7 pedone del nero · d7 pedone del nero · f7 pedone del nero · g7 pedone del nero · h7 pedone del nero · c6 pedone del nero · f6 cavallo del nero · b5 alfiere del bianco · f5 cavallo del bianco · g5 donna del nero · e4 pedone del bianco · f4 pedone del nero · g4 pedone del bianco · d3 pedone del bianco · a2 pedone del bianco · b2 pedone del bianco · c2 pedone del bianco · h2 pedone del bianco · a1 torre del bianco · b1 cavallo del bianco · c1 alfiere del bianco · d1 donna del bianco · f1 re del bianco · g1 torre del bianco | a8 torre del nero · b8 cavallo del nero · c8 alfiere del nero · e8 re del nero · f8 alfiere del nero · h8 torre del nero · a7 pedone del nero · d7 pedone del nero · f7 pedone del nero · g7 pedone del nero · h7 pedone del nero · c6 pedone del nero · f6 cavallo del nero · b5 alfiere del bianco · f5 cavallo del bianco · g5 donna del nero · e4 pedone del bianco · f4 pedone del nero · g4 pedone del bianco · d3 pedone del bianco · a2 pedone del bianco · b2 pedone del bianco · c2 pedone del bianco · h2 pedone del bianco · a1 torre del bianco · b1 cavallo del bianco · c1 alfiere del bianco · d1 donna del bianco · f1 re del bianco · g1 torre del bianco | 1 |
|   | a | b | c | d | e | f | g | h |   |

10.g4 Cf6 11.Tg1!
Questo è un sacrificio vantaggioso di un pezzo passivo. Se il Nero accetta, la sua donna sarà tolta dal centro delle operazioni dando al Bianco un vantaggio di sviluppo.
11…cxb5?
Hübner sostiene che questo sia stato l'errore decisivo del Nero; si guadagna materiale, ma si perde in sviluppo in un momento in cui il Bianco è in grado di impostare una veloce offensiva. Hübner raccomanda qui 11…h5.
12.h4!
Il cavallo bianco protegge il pedone che attacca la donna nera.
12…Dg6 13.h5 Dg5 14.Df3
Il Bianco ora presenta due minacce:
- Axf4, che intrappolerebbe la donna del Nero
- e5, che attaccherebbe il cavallo nero in f6 e contemporaneamente minaccerebbe la torre indifesa in a8 con la donna.

14…Cg8
Questa rimedia alle minacce, ma blocca lo sviluppo del Nero ancora di più: ora l'unico pezzo nero che non è nella casa di partenza è la donna che sta per essere messa in fuga mentre il Bianco controlla gran parte della scacchiera.
15.Axf4 Df6 16.Cc3 Ac5
Una normale mossa di sviluppo del Nero che attacca anche la torre in g1.
17.Cd5!?
Il Bianco risponde all'attacco con un contrattacco. Questa mossa minaccia Cc7 con forchetta al re e alla torre. Qui Reti raccomanda 17.d4 … 18.Cd5, con vantaggio per il Bianco.
|   | a | b | c | d | e | f | g | h |   |
| 8 | a8 torre del nero · b8 cavallo del nero · c8 alfiere del nero · e8 re del nero · g8 cavallo del nero · h8 torre del nero · a7 pedone del nero · d7 pedone del nero · f7 pedone del nero · g7 pedone del nero · h7 pedone del nero · b5 pedone del nero · c5 alfiere del nero · d5 cavallo del bianco · f5 cavallo del bianco · h5 pedone del bianco · e4 pedone del bianco · f4 alfiere del bianco · g4 pedone del bianco · d3 pedone del bianco · f3 donna del bianco · a2 pedone del bianco · b2 donna del nero · c2 pedone del bianco · a1 torre del bianco · f1 re del bianco · g1 torre del bianco | a8 torre del nero · b8 cavallo del nero · c8 alfiere del nero · e8 re del nero · g8 cavallo del nero · h8 torre del nero · a7 pedone del nero · d7 pedone del nero · f7 pedone del nero · g7 pedone del nero · h7 pedone del nero · b5 pedone del nero · c5 alfiere del nero · d5 cavallo del bianco · f5 cavallo del bianco · h5 pedone del bianco · e4 pedone del bianco · f4 alfiere del bianco · g4 pedone del bianco · d3 pedone del bianco · f3 donna del bianco · a2 pedone del bianco · b2 donna del nero · c2 pedone del bianco · a1 torre del bianco · f1 re del bianco · g1 torre del bianco | a8 torre del nero · b8 cavallo del nero · c8 alfiere del nero · e8 re del nero · g8 cavallo del nero · h8 torre del nero · a7 pedone del nero · d7 pedone del nero · f7 pedone del nero · g7 pedone del nero · h7 pedone del nero · b5 pedone del nero · c5 alfiere del nero · d5 cavallo del bianco · f5 cavallo del bianco · h5 pedone del bianco · e4 pedone del bianco · f4 alfiere del bianco · g4 pedone del bianco · d3 pedone del bianco · f3 donna del bianco · a2 pedone del bianco · b2 donna del nero · c2 pedone del bianco · a1 torre del bianco · f1 re del bianco · g1 torre del bianco | a8 torre del nero · b8 cavallo del nero · c8 alfiere del nero · e8 re del nero · g8 cavallo del nero · h8 torre del nero · a7 pedone del nero · d7 pedone del nero · f7 pedone del nero · g7 pedone del nero · h7 pedone del nero · b5 pedone del nero · c5 alfiere del nero · d5 cavallo del bianco · f5 cavallo del bianco · h5 pedone del bianco · e4 pedone del bianco · f4 alfiere del bianco · g4 pedone del bianco · d3 pedone del bianco · f3 donna del bianco · a2 pedone del bianco · b2 donna del nero · c2 pedone del bianco · a1 torre del bianco · f1 re del bianco · g1 torre del bianco | a8 torre del nero · b8 cavallo del nero · c8 alfiere del nero · e8 re del nero · g8 cavallo del nero · h8 torre del nero · a7 pedone del nero · d7 pedone del nero · f7 pedone del nero · g7 pedone del nero · h7 pedone del nero · b5 pedone del nero · c5 alfiere del nero · d5 cavallo del bianco · f5 cavallo del bianco · h5 pedone del bianco · e4 pedone del bianco · f4 alfiere del bianco · g4 pedone del bianco · d3 pedone del bianco · f3 donna del bianco · a2 pedone del bianco · b2 donna del nero · c2 pedone del bianco · a1 torre del bianco · f1 re del bianco · g1 torre del bianco | a8 torre del nero · b8 cavallo del nero · c8 alfiere del nero · e8 re del nero · g8 cavallo del nero · h8 torre del nero · a7 pedone del nero · d7 pedone del nero · f7 pedone del nero · g7 pedone del nero · h7 pedone del nero · b5 pedone del nero · c5 alfiere del nero · d5 cavallo del bianco · f5 cavallo del bianco · h5 pedone del bianco · e4 pedone del bianco · f4 alfiere del bianco · g4 pedone del bianco · d3 pedone del bianco · f3 donna del bianco · a2 pedone del bianco · b2 donna del nero · c2 pedone del bianco · a1 torre del bianco · f1 re del bianco · g1 torre del bianco | a8 torre del nero · b8 cavallo del nero · c8 alfiere del nero · e8 re del nero · g8 cavallo del nero · h8 torre del nero · a7 pedone del nero · d7 pedone del nero · f7 pedone del nero · g7 pedone del nero · h7 pedone del nero · b5 pedone del nero · c5 alfiere del nero · d5 cavallo del bianco · f5 cavallo del bianco · h5 pedone del bianco · e4 pedone del bianco · f4 alfiere del bianco · g4 pedone del bianco · d3 pedone del bianco · f3 donna del bianco · a2 pedone del bianco · b2 donna del nero · c2 pedone del bianco · a1 torre del bianco · f1 re del bianco · g1 torre del bianco | a8 torre del nero · b8 cavallo del nero · c8 alfiere del nero · e8 re del nero · g8 cavallo del nero · h8 torre del nero · a7 pedone del nero · d7 pedone del nero · f7 pedone del nero · g7 pedone del nero · h7 pedone del nero · b5 pedone del nero · c5 alfiere del nero · d5 cavallo del bianco · f5 cavallo del bianco · h5 pedone del bianco · e4 pedone del bianco · f4 alfiere del bianco · g4 pedone del bianco · d3 pedone del bianco · f3 donna del bianco · a2 pedone del bianco · b2 donna del nero · c2 pedone del bianco · a1 torre del bianco · f1 re del bianco · g1 torre del bianco | 8 |
| 7 | a8 torre del nero · b8 cavallo del nero · c8 alfiere del nero · e8 re del nero · g8 cavallo del nero · h8 torre del nero · a7 pedone del nero · d7 pedone del nero · f7 pedone del nero · g7 pedone del nero · h7 pedone del nero · b5 pedone del nero · c5 alfiere del nero · d5 cavallo del bianco · f5 cavallo del bianco · h5 pedone del bianco · e4 pedone del bianco · f4 alfiere del bianco · g4 pedone del bianco · d3 pedone del bianco · f3 donna del bianco · a2 pedone del bianco · b2 donna del nero · c2 pedone del bianco · a1 torre del bianco · f1 re del bianco · g1 torre del bianco | a8 torre del nero · b8 cavallo del nero · c8 alfiere del nero · e8 re del nero · g8 cavallo del nero · h8 torre del nero · a7 pedone del nero · d7 pedone del nero · f7 pedone del nero · g7 pedone del nero · h7 pedone del nero · b5 pedone del nero · c5 alfiere del nero · d5 cavallo del bianco · f5 cavallo del bianco · h5 pedone del bianco · e4 pedone del bianco · f4 alfiere del bianco · g4 pedone del bianco · d3 pedone del bianco · f3 donna del bianco · a2 pedone del bianco · b2 donna del nero · c2 pedone del bianco · a1 torre del bianco · f1 re del bianco · g1 torre del bianco | a8 torre del nero · b8 cavallo del nero · c8 alfiere del nero · e8 re del nero · g8 cavallo del nero · h8 torre del nero · a7 pedone del nero · d7 pedone del nero · f7 pedone del nero · g7 pedone del nero · h7 pedone del nero · b5 pedone del nero · c5 alfiere del nero · d5 cavallo del bianco · f5 cavallo del bianco · h5 pedone del bianco · e4 pedone del bianco · f4 alfiere del bianco · g4 pedone del bianco · d3 pedone del bianco · f3 donna del bianco · a2 pedone del bianco · b2 donna del nero · c2 pedone del bianco · a1 torre del bianco · f1 re del bianco · g1 torre del bianco | a8 torre del nero · b8 cavallo del nero · c8 alfiere del nero · e8 re del nero · g8 cavallo del nero · h8 torre del nero · a7 pedone del nero · d7 pedone del nero · f7 pedone del nero · g7 pedone del nero · h7 pedone del nero · b5 pedone del nero · c5 alfiere del nero · d5 cavallo del bianco · f5 cavallo del bianco · h5 pedone del bianco · e4 pedone del bianco · f4 alfiere del bianco · g4 pedone del bianco · d3 pedone del bianco · f3 donna del bianco · a2 pedone del bianco · b2 donna del nero · c2 pedone del bianco · a1 torre del bianco · f1 re del bianco · g1 torre del bianco | a8 torre del nero · b8 cavallo del nero · c8 alfiere del nero · e8 re del nero · g8 cavallo del nero · h8 torre del nero · a7 pedone del nero · d7 pedone del nero · f7 pedone del nero · g7 pedone del nero · h7 pedone del nero · b5 pedone del nero · c5 alfiere del nero · d5 cavallo del bianco · f5 cavallo del bianco · h5 pedone del bianco · e4 pedone del bianco · f4 alfiere del bianco · g4 pedone del bianco · d3 pedone del bianco · f3 donna del bianco · a2 pedone del bianco · b2 donna del nero · c2 pedone del bianco · a1 torre del bianco · f1 re del bianco · g1 torre del bianco | a8 torre del nero · b8 cavallo del nero · c8 alfiere del nero · e8 re del nero · g8 cavallo del nero · h8 torre del nero · a7 pedone del nero · d7 pedone del nero · f7 pedone del nero · g7 pedone del nero · h7 pedone del nero · b5 pedone del nero · c5 alfiere del nero · d5 cavallo del bianco · f5 cavallo del bianco · h5 pedone del bianco · e4 pedone del bianco · f4 alfiere del bianco · g4 pedone del bianco · d3 pedone del bianco · f3 donna del bianco · a2 pedone del bianco · b2 donna del nero · c2 pedone del bianco · a1 torre del bianco · f1 re del bianco · g1 torre del bianco | a8 torre del nero · b8 cavallo del nero · c8 alfiere del nero · e8 re del nero · g8 cavallo del nero · h8 torre del nero · a7 pedone del nero · d7 pedone del nero · f7 pedone del nero · g7 pedone del nero · h7 pedone del nero · b5 pedone del nero · c5 alfiere del nero · d5 cavallo del bianco · f5 cavallo del bianco · h5 pedone del bianco · e4 pedone del bianco · f4 alfiere del bianco · g4 pedone del bianco · d3 pedone del bianco · f3 donna del bianco · a2 pedone del bianco · b2 donna del nero · c2 pedone del bianco · a1 torre del bianco · f1 re del bianco · g1 torre del bianco | a8 torre del nero · b8 cavallo del nero · c8 alfiere del nero · e8 re del nero · g8 cavallo del nero · h8 torre del nero · a7 pedone del nero · d7 pedone del nero · f7 pedone del nero · g7 pedone del nero · h7 pedone del nero · b5 pedone del nero · c5 alfiere del nero · d5 cavallo del bianco · f5 cavallo del bianco · h5 pedone del bianco · e4 pedone del bianco · f4 alfiere del bianco · g4 pedone del bianco · d3 pedone del bianco · f3 donna del bianco · a2 pedone del bianco · b2 donna del nero · c2 pedone del bianco · a1 torre del bianco · f1 re del bianco · g1 torre del bianco | 7 |
| 6 | a8 torre del nero · b8 cavallo del nero · c8 alfiere del nero · e8 re del nero · g8 cavallo del nero · h8 torre del nero · a7 pedone del nero · d7 pedone del nero · f7 pedone del nero · g7 pedone del nero · h7 pedone del nero · b5 pedone del nero · c5 alfiere del nero · d5 cavallo del bianco · f5 cavallo del bianco · h5 pedone del bianco · e4 pedone del bianco · f4 alfiere del bianco · g4 pedone del bianco · d3 pedone del bianco · f3 donna del bianco · a2 pedone del bianco · b2 donna del nero · c2 pedone del bianco · a1 torre del bianco · f1 re del bianco · g1 torre del bianco | a8 torre del nero · b8 cavallo del nero · c8 alfiere del nero · e8 re del nero · g8 cavallo del nero · h8 torre del nero · a7 pedone del nero · d7 pedone del nero · f7 pedone del nero · g7 pedone del nero · h7 pedone del nero · b5 pedone del nero · c5 alfiere del nero · d5 cavallo del bianco · f5 cavallo del bianco · h5 pedone del bianco · e4 pedone del bianco · f4 alfiere del bianco · g4 pedone del bianco · d3 pedone del bianco · f3 donna del bianco · a2 pedone del bianco · b2 donna del nero · c2 pedone del bianco · a1 torre del bianco · f1 re del bianco · g1 torre del bianco | a8 torre del nero · b8 cavallo del nero · c8 alfiere del nero · e8 re del nero · g8 cavallo del nero · h8 torre del nero · a7 pedone del nero · d7 pedone del nero · f7 pedone del nero · g7 pedone del nero · h7 pedone del nero · b5 pedone del nero · c5 alfiere del nero · d5 cavallo del bianco · f5 cavallo del bianco · h5 pedone del bianco · e4 pedone del bianco · f4 alfiere del bianco · g4 pedone del bianco · d3 pedone del bianco · f3 donna del bianco · a2 pedone del bianco · b2 donna del nero · c2 pedone del bianco · a1 torre del bianco · f1 re del bianco · g1 torre del bianco | a8 torre del nero · b8 cavallo del nero · c8 alfiere del nero · e8 re del nero · g8 cavallo del nero · h8 torre del nero · a7 pedone del nero · d7 pedone del nero · f7 pedone del nero · g7 pedone del nero · h7 pedone del nero · b5 pedone del nero · c5 alfiere del nero · d5 cavallo del bianco · f5 cavallo del bianco · h5 pedone del bianco · e4 pedone del bianco · f4 alfiere del bianco · g4 pedone del bianco · d3 pedone del bianco · f3 donna del bianco · a2 pedone del bianco · b2 donna del nero · c2 pedone del bianco · a1 torre del bianco · f1 re del bianco · g1 torre del bianco | a8 torre del nero · b8 cavallo del nero · c8 alfiere del nero · e8 re del nero · g8 cavallo del nero · h8 torre del nero · a7 pedone del nero · d7 pedone del nero · f7 pedone del nero · g7 pedone del nero · h7 pedone del nero · b5 pedone del nero · c5 alfiere del nero · d5 cavallo del bianco · f5 cavallo del bianco · h5 pedone del bianco · e4 pedone del bianco · f4 alfiere del bianco · g4 pedone del bianco · d3 pedone del bianco · f3 donna del bianco · a2 pedone del bianco · b2 donna del nero · c2 pedone del bianco · a1 torre del bianco · f1 re del bianco · g1 torre del bianco | a8 torre del nero · b8 cavallo del nero · c8 alfiere del nero · e8 re del nero · g8 cavallo del nero · h8 torre del nero · a7 pedone del nero · d7 pedone del nero · f7 pedone del nero · g7 pedone del nero · h7 pedone del nero · b5 pedone del nero · c5 alfiere del nero · d5 cavallo del bianco · f5 cavallo del bianco · h5 pedone del bianco · e4 pedone del bianco · f4 alfiere del bianco · g4 pedone del bianco · d3 pedone del bianco · f3 donna del bianco · a2 pedone del bianco · b2 donna del nero · c2 pedone del bianco · a1 torre del bianco · f1 re del bianco · g1 torre del bianco | a8 torre del nero · b8 cavallo del nero · c8 alfiere del nero · e8 re del nero · g8 cavallo del nero · h8 torre del nero · a7 pedone del nero · d7 pedone del nero · f7 pedone del nero · g7 pedone del nero · h7 pedone del nero · b5 pedone del nero · c5 alfiere del nero · d5 cavallo del bianco · f5 cavallo del bianco · h5 pedone del bianco · e4 pedone del bianco · f4 alfiere del bianco · g4 pedone del bianco · d3 pedone del bianco · f3 donna del bianco · a2 pedone del bianco · b2 donna del nero · c2 pedone del bianco · a1 torre del bianco · f1 re del bianco · g1 torre del bianco | a8 torre del nero · b8 cavallo del nero · c8 alfiere del nero · e8 re del nero · g8 cavallo del nero · h8 torre del nero · a7 pedone del nero · d7 pedone del nero · f7 pedone del nero · g7 pedone del nero · h7 pedone del nero · b5 pedone del nero · c5 alfiere del nero · d5 cavallo del bianco · f5 cavallo del bianco · h5 pedone del bianco · e4 pedone del bianco · f4 alfiere del bianco · g4 pedone del bianco · d3 pedone del bianco · f3 donna del bianco · a2 pedone del bianco · b2 donna del nero · c2 pedone del bianco · a1 torre del bianco · f1 re del bianco · g1 torre del bianco | 6 |
| 5 | a8 torre del nero · b8 cavallo del nero · c8 alfiere del nero · e8 re del nero · g8 cavallo del nero · h8 torre del nero · a7 pedone del nero · d7 pedone del nero · f7 pedone del nero · g7 pedone del nero · h7 pedone del nero · b5 pedone del nero · c5 alfiere del nero · d5 cavallo del bianco · f5 cavallo del bianco · h5 pedone del bianco · e4 pedone del bianco · f4 alfiere del bianco · g4 pedone del bianco · d3 pedone del bianco · f3 donna del bianco · a2 pedone del bianco · b2 donna del nero · c2 pedone del bianco · a1 torre del bianco · f1 re del bianco · g1 torre del bianco | a8 torre del nero · b8 cavallo del nero · c8 alfiere del nero · e8 re del nero · g8 cavallo del nero · h8 torre del nero · a7 pedone del nero · d7 pedone del nero · f7 pedone del nero · g7 pedone del nero · h7 pedone del nero · b5 pedone del nero · c5 alfiere del nero · d5 cavallo del bianco · f5 cavallo del bianco · h5 pedone del bianco · e4 pedone del bianco · f4 alfiere del bianco · g4 pedone del bianco · d3 pedone del bianco · f3 donna del bianco · a2 pedone del bianco · b2 donna del nero · c2 pedone del bianco · a1 torre del bianco · f1 re del bianco · g1 torre del bianco | a8 torre del nero · b8 cavallo del nero · c8 alfiere del nero · e8 re del nero · g8 cavallo del nero · h8 torre del nero · a7 pedone del nero · d7 pedone del nero · f7 pedone del nero · g7 pedone del nero · h7 pedone del nero · b5 pedone del nero · c5 alfiere del nero · d5 cavallo del bianco · f5 cavallo del bianco · h5 pedone del bianco · e4 pedone del bianco · f4 alfiere del bianco · g4 pedone del bianco · d3 pedone del bianco · f3 donna del bianco · a2 pedone del bianco · b2 donna del nero · c2 pedone del bianco · a1 torre del bianco · f1 re del bianco · g1 torre del bianco | a8 torre del nero · b8 cavallo del nero · c8 alfiere del nero · e8 re del nero · g8 cavallo del nero · h8 torre del nero · a7 pedone del nero · d7 pedone del nero · f7 pedone del nero · g7 pedone del nero · h7 pedone del nero · b5 pedone del nero · c5 alfiere del nero · d5 cavallo del bianco · f5 cavallo del bianco · h5 pedone del bianco · e4 pedone del bianco · f4 alfiere del bianco · g4 pedone del bianco · d3 pedone del bianco · f3 donna del bianco · a2 pedone del bianco · b2 donna del nero · c2 pedone del bianco · a1 torre del bianco · f1 re del bianco · g1 torre del bianco | a8 torre del nero · b8 cavallo del nero · c8 alfiere del nero · e8 re del nero · g8 cavallo del nero · h8 torre del nero · a7 pedone del nero · d7 pedone del nero · f7 pedone del nero · g7 pedone del nero · h7 pedone del nero · b5 pedone del nero · c5 alfiere del nero · d5 cavallo del bianco · f5 cavallo del bianco · h5 pedone del bianco · e4 pedone del bianco · f4 alfiere del bianco · g4 pedone del bianco · d3 pedone del bianco · f3 donna del bianco · a2 pedone del bianco · b2 donna del nero · c2 pedone del bianco · a1 torre del bianco · f1 re del bianco · g1 torre del bianco | a8 torre del nero · b8 cavallo del nero · c8 alfiere del nero · e8 re del nero · g8 cavallo del nero · h8 torre del nero · a7 pedone del nero · d7 pedone del nero · f7 pedone del nero · g7 pedone del nero · h7 pedone del nero · b5 pedone del nero · c5 alfiere del nero · d5 cavallo del bianco · f5 cavallo del bianco · h5 pedone del bianco · e4 pedone del bianco · f4 alfiere del bianco · g4 pedone del bianco · d3 pedone del bianco · f3 donna del bianco · a2 pedone del bianco · b2 donna del nero · c2 pedone del bianco · a1 torre del bianco · f1 re del bianco · g1 torre del bianco | a8 torre del nero · b8 cavallo del nero · c8 alfiere del nero · e8 re del nero · g8 cavallo del nero · h8 torre del nero · a7 pedone del nero · d7 pedone del nero · f7 pedone del nero · g7 pedone del nero · h7 pedone del nero · b5 pedone del nero · c5 alfiere del nero · d5 cavallo del bianco · f5 cavallo del bianco · h5 pedone del bianco · e4 pedone del bianco · f4 alfiere del bianco · g4 pedone del bianco · d3 pedone del bianco · f3 donna del bianco · a2 pedone del bianco · b2 donna del nero · c2 pedone del bianco · a1 torre del bianco · f1 re del bianco · g1 torre del bianco | a8 torre del nero · b8 cavallo del nero · c8 alfiere del nero · e8 re del nero · g8 cavallo del nero · h8 torre del nero · a7 pedone del nero · d7 pedone del nero · f7 pedone del nero · g7 pedone del nero · h7 pedone del nero · b5 pedone del nero · c5 alfiere del nero · d5 cavallo del bianco · f5 cavallo del bianco · h5 pedone del bianco · e4 pedone del bianco · f4 alfiere del bianco · g4 pedone del bianco · d3 pedone del bianco · f3 donna del bianco · a2 pedone del bianco · b2 donna del nero · c2 pedone del bianco · a1 torre del bianco · f1 re del bianco · g1 torre del bianco | 5 |
| 4 | a8 torre del nero · b8 cavallo del nero · c8 alfiere del nero · e8 re del nero · g8 cavallo del nero · h8 torre del nero · a7 pedone del nero · d7 pedone del nero · f7 pedone del nero · g7 pedone del nero · h7 pedone del nero · b5 pedone del nero · c5 alfiere del nero · d5 cavallo del bianco · f5 cavallo del bianco · h5 pedone del bianco · e4 pedone del bianco · f4 alfiere del bianco · g4 pedone del bianco · d3 pedone del bianco · f3 donna del bianco · a2 pedone del bianco · b2 donna del nero · c2 pedone del bianco · a1 torre del bianco · f1 re del bianco · g1 torre del bianco | a8 torre del nero · b8 cavallo del nero · c8 alfiere del nero · e8 re del nero · g8 cavallo del nero · h8 torre del nero · a7 pedone del nero · d7 pedone del nero · f7 pedone del nero · g7 pedone del nero · h7 pedone del nero · b5 pedone del nero · c5 alfiere del nero · d5 cavallo del bianco · f5 cavallo del bianco · h5 pedone del bianco · e4 pedone del bianco · f4 alfiere del bianco · g4 pedone del bianco · d3 pedone del bianco · f3 donna del bianco · a2 pedone del bianco · b2 donna del nero · c2 pedone del bianco · a1 torre del bianco · f1 re del bianco · g1 torre del bianco | a8 torre del nero · b8 cavallo del nero · c8 alfiere del nero · e8 re del nero · g8 cavallo del nero · h8 torre del nero · a7 pedone del nero · d7 pedone del nero · f7 pedone del nero · g7 pedone del nero · h7 pedone del nero · b5 pedone del nero · c5 alfiere del nero · d5 cavallo del bianco · f5 cavallo del bianco · h5 pedone del bianco · e4 pedone del bianco · f4 alfiere del bianco · g4 pedone del bianco · d3 pedone del bianco · f3 donna del bianco · a2 pedone del bianco · b2 donna del nero · c2 pedone del bianco · a1 torre del bianco · f1 re del bianco · g1 torre del bianco | a8 torre del nero · b8 cavallo del nero · c8 alfiere del nero · e8 re del nero · g8 cavallo del nero · h8 torre del nero · a7 pedone del nero · d7 pedone del nero · f7 pedone del nero · g7 pedone del nero · h7 pedone del nero · b5 pedone del nero · c5 alfiere del nero · d5 cavallo del bianco · f5 cavallo del bianco · h5 pedone del bianco · e4 pedone del bianco · f4 alfiere del bianco · g4 pedone del bianco · d3 pedone del bianco · f3 donna del bianco · a2 pedone del bianco · b2 donna del nero · c2 pedone del bianco · a1 torre del bianco · f1 re del bianco · g1 torre del bianco | a8 torre del nero · b8 cavallo del nero · c8 alfiere del nero · e8 re del nero · g8 cavallo del nero · h8 torre del nero · a7 pedone del nero · d7 pedone del nero · f7 pedone del nero · g7 pedone del nero · h7 pedone del nero · b5 pedone del nero · c5 alfiere del nero · d5 cavallo del bianco · f5 cavallo del bianco · h5 pedone del bianco · e4 pedone del bianco · f4 alfiere del bianco · g4 pedone del bianco · d3 pedone del bianco · f3 donna del bianco · a2 pedone del bianco · b2 donna del nero · c2 pedone del bianco · a1 torre del bianco · f1 re del bianco · g1 torre del bianco | a8 torre del nero · b8 cavallo del nero · c8 alfiere del nero · e8 re del nero · g8 cavallo del nero · h8 torre del nero · a7 pedone del nero · d7 pedone del nero · f7 pedone del nero · g7 pedone del nero · h7 pedone del nero · b5 pedone del nero · c5 alfiere del nero · d5 cavallo del bianco · f5 cavallo del bianco · h5 pedone del bianco · e4 pedone del bianco · f4 alfiere del bianco · g4 pedone del bianco · d3 pedone del bianco · f3 donna del bianco · a2 pedone del bianco · b2 donna del nero · c2 pedone del bianco · a1 torre del bianco · f1 re del bianco · g1 torre del bianco | a8 torre del nero · b8 cavallo del nero · c8 alfiere del nero · e8 re del nero · g8 cavallo del nero · h8 torre del nero · a7 pedone del nero · d7 pedone del nero · f7 pedone del nero · g7 pedone del nero · h7 pedone del nero · b5 pedone del nero · c5 alfiere del nero · d5 cavallo del bianco · f5 cavallo del bianco · h5 pedone del bianco · e4 pedone del bianco · f4 alfiere del bianco · g4 pedone del bianco · d3 pedone del bianco · f3 donna del bianco · a2 pedone del bianco · b2 donna del nero · c2 pedone del bianco · a1 torre del bianco · f1 re del bianco · g1 torre del bianco | a8 torre del nero · b8 cavallo del nero · c8 alfiere del nero · e8 re del nero · g8 cavallo del nero · h8 torre del nero · a7 pedone del nero · d7 pedone del nero · f7 pedone del nero · g7 pedone del nero · h7 pedone del nero · b5 pedone del nero · c5 alfiere del nero · d5 cavallo del bianco · f5 cavallo del bianco · h5 pedone del bianco · e4 pedone del bianco · f4 alfiere del bianco · g4 pedone del bianco · d3 pedone del bianco · f3 donna del bianco · a2 pedone del bianco · b2 donna del nero · c2 pedone del bianco · a1 torre del bianco · f1 re del bianco · g1 torre del bianco | 4 |
| 3 | a8 torre del nero · b8 cavallo del nero · c8 alfiere del nero · e8 re del nero · g8 cavallo del nero · h8 torre del nero · a7 pedone del nero · d7 pedone del nero · f7 pedone del nero · g7 pedone del nero · h7 pedone del nero · b5 pedone del nero · c5 alfiere del nero · d5 cavallo del bianco · f5 cavallo del bianco · h5 pedone del bianco · e4 pedone del bianco · f4 alfiere del bianco · g4 pedone del bianco · d3 pedone del bianco · f3 donna del bianco · a2 pedone del bianco · b2 donna del nero · c2 pedone del bianco · a1 torre del bianco · f1 re del bianco · g1 torre del bianco | a8 torre del nero · b8 cavallo del nero · c8 alfiere del nero · e8 re del nero · g8 cavallo del nero · h8 torre del nero · a7 pedone del nero · d7 pedone del nero · f7 pedone del nero · g7 pedone del nero · h7 pedone del nero · b5 pedone del nero · c5 alfiere del nero · d5 cavallo del bianco · f5 cavallo del bianco · h5 pedone del bianco · e4 pedone del bianco · f4 alfiere del bianco · g4 pedone del bianco · d3 pedone del bianco · f3 donna del bianco · a2 pedone del bianco · b2 donna del nero · c2 pedone del bianco · a1 torre del bianco · f1 re del bianco · g1 torre del bianco | a8 torre del nero · b8 cavallo del nero · c8 alfiere del nero · e8 re del nero · g8 cavallo del nero · h8 torre del nero · a7 pedone del nero · d7 pedone del nero · f7 pedone del nero · g7 pedone del nero · h7 pedone del nero · b5 pedone del nero · c5 alfiere del nero · d5 cavallo del bianco · f5 cavallo del bianco · h5 pedone del bianco · e4 pedone del bianco · f4 alfiere del bianco · g4 pedone del bianco · d3 pedone del bianco · f3 donna del bianco · a2 pedone del bianco · b2 donna del nero · c2 pedone del bianco · a1 torre del bianco · f1 re del bianco · g1 torre del bianco | a8 torre del nero · b8 cavallo del nero · c8 alfiere del nero · e8 re del nero · g8 cavallo del nero · h8 torre del nero · a7 pedone del nero · d7 pedone del nero · f7 pedone del nero · g7 pedone del nero · h7 pedone del nero · b5 pedone del nero · c5 alfiere del nero · d5 cavallo del bianco · f5 cavallo del bianco · h5 pedone del bianco · e4 pedone del bianco · f4 alfiere del bianco · g4 pedone del bianco · d3 pedone del bianco · f3 donna del bianco · a2 pedone del bianco · b2 donna del nero · c2 pedone del bianco · a1 torre del bianco · f1 re del bianco · g1 torre del bianco | a8 torre del nero · b8 cavallo del nero · c8 alfiere del nero · e8 re del nero · g8 cavallo del nero · h8 torre del nero · a7 pedone del nero · d7 pedone del nero · f7 pedone del nero · g7 pedone del nero · h7 pedone del nero · b5 pedone del nero · c5 alfiere del nero · d5 cavallo del bianco · f5 cavallo del bianco · h5 pedone del bianco · e4 pedone del bianco · f4 alfiere del bianco · g4 pedone del bianco · d3 pedone del bianco · f3 donna del bianco · a2 pedone del bianco · b2 donna del nero · c2 pedone del bianco · a1 torre del bianco · f1 re del bianco · g1 torre del bianco | a8 torre del nero · b8 cavallo del nero · c8 alfiere del nero · e8 re del nero · g8 cavallo del nero · h8 torre del nero · a7 pedone del nero · d7 pedone del nero · f7 pedone del nero · g7 pedone del nero · h7 pedone del nero · b5 pedone del nero · c5 alfiere del nero · d5 cavallo del bianco · f5 cavallo del bianco · h5 pedone del bianco · e4 pedone del bianco · f4 alfiere del bianco · g4 pedone del bianco · d3 pedone del bianco · f3 donna del bianco · a2 pedone del bianco · b2 donna del nero · c2 pedone del bianco · a1 torre del bianco · f1 re del bianco · g1 torre del bianco | a8 torre del nero · b8 cavallo del nero · c8 alfiere del nero · e8 re del nero · g8 cavallo del nero · h8 torre del nero · a7 pedone del nero · d7 pedone del nero · f7 pedone del nero · g7 pedone del nero · h7 pedone del nero · b5 pedone del nero · c5 alfiere del nero · d5 cavallo del bianco · f5 cavallo del bianco · h5 pedone del bianco · e4 pedone del bianco · f4 alfiere del bianco · g4 pedone del bianco · d3 pedone del bianco · f3 donna del bianco · a2 pedone del bianco · b2 donna del nero · c2 pedone del bianco · a1 torre del bianco · f1 re del bianco · g1 torre del bianco | a8 torre del nero · b8 cavallo del nero · c8 alfiere del nero · e8 re del nero · g8 cavallo del nero · h8 torre del nero · a7 pedone del nero · d7 pedone del nero · f7 pedone del nero · g7 pedone del nero · h7 pedone del nero · b5 pedone del nero · c5 alfiere del nero · d5 cavallo del bianco · f5 cavallo del bianco · h5 pedone del bianco · e4 pedone del bianco · f4 alfiere del bianco · g4 pedone del bianco · d3 pedone del bianco · f3 donna del bianco · a2 pedone del bianco · b2 donna del nero · c2 pedone del bianco · a1 torre del bianco · f1 re del bianco · g1 torre del bianco | 3 |
| 2 | a8 torre del nero · b8 cavallo del nero · c8 alfiere del nero · e8 re del nero · g8 cavallo del nero · h8 torre del nero · a7 pedone del nero · d7 pedone del nero · f7 pedone del nero · g7 pedone del nero · h7 pedone del nero · b5 pedone del nero · c5 alfiere del nero · d5 cavallo del bianco · f5 cavallo del bianco · h5 pedone del bianco · e4 pedone del bianco · f4 alfiere del bianco · g4 pedone del bianco · d3 pedone del bianco · f3 donna del bianco · a2 pedone del bianco · b2 donna del nero · c2 pedone del bianco · a1 torre del bianco · f1 re del bianco · g1 torre del bianco | a8 torre del nero · b8 cavallo del nero · c8 alfiere del nero · e8 re del nero · g8 cavallo del nero · h8 torre del nero · a7 pedone del nero · d7 pedone del nero · f7 pedone del nero · g7 pedone del nero · h7 pedone del nero · b5 pedone del nero · c5 alfiere del nero · d5 cavallo del bianco · f5 cavallo del bianco · h5 pedone del bianco · e4 pedone del bianco · f4 alfiere del bianco · g4 pedone del bianco · d3 pedone del bianco · f3 donna del bianco · a2 pedone del bianco · b2 donna del nero · c2 pedone del bianco · a1 torre del bianco · f1 re del bianco · g1 torre del bianco | a8 torre del nero · b8 cavallo del nero · c8 alfiere del nero · e8 re del nero · g8 cavallo del nero · h8 torre del nero · a7 pedone del nero · d7 pedone del nero · f7 pedone del nero · g7 pedone del nero · h7 pedone del nero · b5 pedone del nero · c5 alfiere del nero · d5 cavallo del bianco · f5 cavallo del bianco · h5 pedone del bianco · e4 pedone del bianco · f4 alfiere del bianco · g4 pedone del bianco · d3 pedone del bianco · f3 donna del bianco · a2 pedone del bianco · b2 donna del nero · c2 pedone del bianco · a1 torre del bianco · f1 re del bianco · g1 torre del bianco | a8 torre del nero · b8 cavallo del nero · c8 alfiere del nero · e8 re del nero · g8 cavallo del nero · h8 torre del nero · a7 pedone del nero · d7 pedone del nero · f7 pedone del nero · g7 pedone del nero · h7 pedone del nero · b5 pedone del nero · c5 alfiere del nero · d5 cavallo del bianco · f5 cavallo del bianco · h5 pedone del bianco · e4 pedone del bianco · f4 alfiere del bianco · g4 pedone del bianco · d3 pedone del bianco · f3 donna del bianco · a2 pedone del bianco · b2 donna del nero · c2 pedone del bianco · a1 torre del bianco · f1 re del bianco · g1 torre del bianco | a8 torre del nero · b8 cavallo del nero · c8 alfiere del nero · e8 re del nero · g8 cavallo del nero · h8 torre del nero · a7 pedone del nero · d7 pedone del nero · f7 pedone del nero · g7 pedone del nero · h7 pedone del nero · b5 pedone del nero · c5 alfiere del nero · d5 cavallo del bianco · f5 cavallo del bianco · h5 pedone del bianco · e4 pedone del bianco · f4 alfiere del bianco · g4 pedone del bianco · d3 pedone del bianco · f3 donna del bianco · a2 pedone del bianco · b2 donna del nero · c2 pedone del bianco · a1 torre del bianco · f1 re del bianco · g1 torre del bianco | a8 torre del nero · b8 cavallo del nero · c8 alfiere del nero · e8 re del nero · g8 cavallo del nero · h8 torre del nero · a7 pedone del nero · d7 pedone del nero · f7 pedone del nero · g7 pedone del nero · h7 pedone del nero · b5 pedone del nero · c5 alfiere del nero · d5 cavallo del bianco · f5 cavallo del bianco · h5 pedone del bianco · e4 pedone del bianco · f4 alfiere del bianco · g4 pedone del bianco · d3 pedone del bianco · f3 donna del bianco · a2 pedone del bianco · b2 donna del nero · c2 pedone del bianco · a1 torre del bianco · f1 re del bianco · g1 torre del bianco | a8 torre del nero · b8 cavallo del nero · c8 alfiere del nero · e8 re del nero · g8 cavallo del nero · h8 torre del nero · a7 pedone del nero · d7 pedone del nero · f7 pedone del nero · g7 pedone del nero · h7 pedone del nero · b5 pedone del nero · c5 alfiere del nero · d5 cavallo del bianco · f5 cavallo del bianco · h5 pedone del bianco · e4 pedone del bianco · f4 alfiere del bianco · g4 pedone del bianco · d3 pedone del bianco · f3 donna del bianco · a2 pedone del bianco · b2 donna del nero · c2 pedone del bianco · a1 torre del bianco · f1 re del bianco · g1 torre del bianco | a8 torre del nero · b8 cavallo del nero · c8 alfiere del nero · e8 re del nero · g8 cavallo del nero · h8 torre del nero · a7 pedone del nero · d7 pedone del nero · f7 pedone del nero · g7 pedone del nero · h7 pedone del nero · b5 pedone del nero · c5 alfiere del nero · d5 cavallo del bianco · f5 cavallo del bianco · h5 pedone del bianco · e4 pedone del bianco · f4 alfiere del bianco · g4 pedone del bianco · d3 pedone del bianco · f3 donna del bianco · a2 pedone del bianco · b2 donna del nero · c2 pedone del bianco · a1 torre del bianco · f1 re del bianco · g1 torre del bianco | 2 |
| 1 | a8 torre del nero · b8 cavallo del nero · c8 alfiere del nero · e8 re del nero · g8 cavallo del nero · h8 torre del nero · a7 pedone del nero · d7 pedone del nero · f7 pedone del nero · g7 pedone del nero · h7 pedone del nero · b5 pedone del nero · c5 alfiere del nero · d5 cavallo del bianco · f5 cavallo del bianco · h5 pedone del bianco · e4 pedone del bianco · f4 alfiere del bianco · g4 pedone del bianco · d3 pedone del bianco · f3 donna del bianco · a2 pedone del bianco · b2 donna del nero · c2 pedone del bianco · a1 torre del bianco · f1 re del bianco · g1 torre del bianco | a8 torre del nero · b8 cavallo del nero · c8 alfiere del nero · e8 re del nero · g8 cavallo del nero · h8 torre del nero · a7 pedone del nero · d7 pedone del nero · f7 pedone del nero · g7 pedone del nero · h7 pedone del nero · b5 pedone del nero · c5 alfiere del nero · d5 cavallo del bianco · f5 cavallo del bianco · h5 pedone del bianco · e4 pedone del bianco · f4 alfiere del bianco · g4 pedone del bianco · d3 pedone del bianco · f3 donna del bianco · a2 pedone del bianco · b2 donna del nero · c2 pedone del bianco · a1 torre del bianco · f1 re del bianco · g1 torre del bianco | a8 torre del nero · b8 cavallo del nero · c8 alfiere del nero · e8 re del nero · g8 cavallo del nero · h8 torre del nero · a7 pedone del nero · d7 pedone del nero · f7 pedone del nero · g7 pedone del nero · h7 pedone del nero · b5 pedone del nero · c5 alfiere del nero · d5 cavallo del bianco · f5 cavallo del bianco · h5 pedone del bianco · e4 pedone del bianco · f4 alfiere del bianco · g4 pedone del bianco · d3 pedone del bianco · f3 donna del bianco · a2 pedone del bianco · b2 donna del nero · c2 pedone del bianco · a1 torre del bianco · f1 re del bianco · g1 torre del bianco | a8 torre del nero · b8 cavallo del nero · c8 alfiere del nero · e8 re del nero · g8 cavallo del nero · h8 torre del nero · a7 pedone del nero · d7 pedone del nero · f7 pedone del nero · g7 pedone del nero · h7 pedone del nero · b5 pedone del nero · c5 alfiere del nero · d5 cavallo del bianco · f5 cavallo del bianco · h5 pedone del bianco · e4 pedone del bianco · f4 alfiere del bianco · g4 pedone del bianco · d3 pedone del bianco · f3 donna del bianco · a2 pedone del bianco · b2 donna del nero · c2 pedone del bianco · a1 torre del bianco · f1 re del bianco · g1 torre del bianco | a8 torre del nero · b8 cavallo del nero · c8 alfiere del nero · e8 re del nero · g8 cavallo del nero · h8 torre del nero · a7 pedone del nero · d7 pedone del nero · f7 pedone del nero · g7 pedone del nero · h7 pedone del nero · b5 pedone del nero · c5 alfiere del nero · d5 cavallo del bianco · f5 cavallo del bianco · h5 pedone del bianco · e4 pedone del bianco · f4 alfiere del bianco · g4 pedone del bianco · d3 pedone del bianco · f3 donna del bianco · a2 pedone del bianco · b2 donna del nero · c2 pedone del bianco · a1 torre del bianco · f1 re del bianco · g1 torre del bianco | a8 torre del nero · b8 cavallo del nero · c8 alfiere del nero · e8 re del nero · g8 cavallo del nero · h8 torre del nero · a7 pedone del nero · d7 pedone del nero · f7 pedone del nero · g7 pedone del nero · h7 pedone del nero · b5 pedone del nero · c5 alfiere del nero · d5 cavallo del bianco · f5 cavallo del bianco · h5 pedone del bianco · e4 pedone del bianco · f4 alfiere del bianco · g4 pedone del bianco · d3 pedone del bianco · f3 donna del bianco · a2 pedone del bianco · b2 donna del nero · c2 pedone del bianco · a1 torre del bianco · f1 re del bianco · g1 torre del bianco | a8 torre del nero · b8 cavallo del nero · c8 alfiere del nero · e8 re del nero · g8 cavallo del nero · h8 torre del nero · a7 pedone del nero · d7 pedone del nero · f7 pedone del nero · g7 pedone del nero · h7 pedone del nero · b5 pedone del nero · c5 alfiere del nero · d5 cavallo del bianco · f5 cavallo del bianco · h5 pedone del bianco · e4 pedone del bianco · f4 alfiere del bianco · g4 pedone del bianco · d3 pedone del bianco · f3 donna del bianco · a2 pedone del bianco · b2 donna del nero · c2 pedone del bianco · a1 torre del bianco · f1 re del bianco · g1 torre del bianco | a8 torre del nero · b8 cavallo del nero · c8 alfiere del nero · e8 re del nero · g8 cavallo del nero · h8 torre del nero · a7 pedone del nero · d7 pedone del nero · f7 pedone del nero · g7 pedone del nero · h7 pedone del nero · b5 pedone del nero · c5 alfiere del nero · d5 cavallo del bianco · f5 cavallo del bianco · h5 pedone del bianco · e4 pedone del bianco · f4 alfiere del bianco · g4 pedone del bianco · d3 pedone del bianco · f3 donna del bianco · a2 pedone del bianco · b2 donna del nero · c2 pedone del bianco · a1 torre del bianco · f1 re del bianco · g1 torre del bianco | 1 |
|   | a | b | c | d | e | f | g | h |   |

17…Dxb2
Il Nero guadagna un pedone e minaccia di prendere la torre in a1 con scacco.
18.Ad6!
Con questa mossa il Bianco offre in sacrificio entrambe le torri. Hübner commenta che da questa posizione ci sono in realtà molti modi di vincere ed almeno tre mosse migliori di quella del testo: 18.d4, 18.Ae3 o 18.Te1 che conducono tutte a posizioni forti o a matti senza bisogno di sacrificare così tanto materiale. La versione commerciale del programma scacchistico Junior
raccomanda 18.Cc7+ seguita da Te1. Kasparov ha fatto notare che, se la partita fosse proseguita in maniera meno spettacolare, il mondo degli scacchi avrebbe perso uno dei suoi "gioielli della corona". Ad6 è insolita perché il Bianco rinuncia volontariamente a così tanto materiale.
18…Axg1?
Da questo momento la sconfitta del Nero comincia a maturare. Nel 1887 Steinitz suggerì che sarebbe stato meglio 18…Dxa1+ con possibile continuazione 19.Re2 Db2 20.Rd2 Axg1.
19.e5!
Sacrificando l'altra torre bianca. Più importante è il fatto che questa mossa blocca la donna nera dalla partecipazione alla difesa del suo re e minaccia il matto in due mosse con 20.Cxg7+ Rd8 21.Ac7#.
19…Dxa1+ 20.Re2
A questo punto l'attacco del Nero è esaurito, la sua donna e l'alfiere sono arretrati e non possono organizzare una minaccia effettiva, mentre il Bianco si può scatenare. Kieseritzky affermò di aver abbandonato a questo punto, Hübner però nota che un articolo di Friedrich Amelung del Baltische Schachblaetter nel 1893 riporta che Kieseritzky giocò probabilmente 20…Ca6, ma Anderssen annunciò il matto. Comunque il sospetto è che le ultime mosse non siano state effettivamente giocate sulla scacchiera.
20…Ca6
|   | a | b | c | d | e | f | g | h |   |
| 8 | a8 torre del nero · c8 alfiere del nero · d8 re del nero · g8 cavallo del nero · h8 torre del nero · a7 pedone del nero · d7 pedone del nero · f7 pedone del nero · g7 cavallo del bianco · h7 pedone del nero · a6 cavallo del nero · d6 alfiere del bianco · f6 donna del bianco · b5 pedone del nero · d5 cavallo del bianco · e5 pedone del bianco · h5 pedone del bianco · g4 pedone del bianco · d3 pedone del bianco · a2 pedone del bianco · c2 pedone del bianco · e2 re del bianco · a1 donna del nero · g1 alfiere del nero | a8 torre del nero · c8 alfiere del nero · d8 re del nero · g8 cavallo del nero · h8 torre del nero · a7 pedone del nero · d7 pedone del nero · f7 pedone del nero · g7 cavallo del bianco · h7 pedone del nero · a6 cavallo del nero · d6 alfiere del bianco · f6 donna del bianco · b5 pedone del nero · d5 cavallo del bianco · e5 pedone del bianco · h5 pedone del bianco · g4 pedone del bianco · d3 pedone del bianco · a2 pedone del bianco · c2 pedone del bianco · e2 re del bianco · a1 donna del nero · g1 alfiere del nero | a8 torre del nero · c8 alfiere del nero · d8 re del nero · g8 cavallo del nero · h8 torre del nero · a7 pedone del nero · d7 pedone del nero · f7 pedone del nero · g7 cavallo del bianco · h7 pedone del nero · a6 cavallo del nero · d6 alfiere del bianco · f6 donna del bianco · b5 pedone del nero · d5 cavallo del bianco · e5 pedone del bianco · h5 pedone del bianco · g4 pedone del bianco · d3 pedone del bianco · a2 pedone del bianco · c2 pedone del bianco · e2 re del bianco · a1 donna del nero · g1 alfiere del nero | a8 torre del nero · c8 alfiere del nero · d8 re del nero · g8 cavallo del nero · h8 torre del nero · a7 pedone del nero · d7 pedone del nero · f7 pedone del nero · g7 cavallo del bianco · h7 pedone del nero · a6 cavallo del nero · d6 alfiere del bianco · f6 donna del bianco · b5 pedone del nero · d5 cavallo del bianco · e5 pedone del bianco · h5 pedone del bianco · g4 pedone del bianco · d3 pedone del bianco · a2 pedone del bianco · c2 pedone del bianco · e2 re del bianco · a1 donna del nero · g1 alfiere del nero | a8 torre del nero · c8 alfiere del nero · d8 re del nero · g8 cavallo del nero · h8 torre del nero · a7 pedone del nero · d7 pedone del nero · f7 pedone del nero · g7 cavallo del bianco · h7 pedone del nero · a6 cavallo del nero · d6 alfiere del bianco · f6 donna del bianco · b5 pedone del nero · d5 cavallo del bianco · e5 pedone del bianco · h5 pedone del bianco · g4 pedone del bianco · d3 pedone del bianco · a2 pedone del bianco · c2 pedone del bianco · e2 re del bianco · a1 donna del nero · g1 alfiere del nero | a8 torre del nero · c8 alfiere del nero · d8 re del nero · g8 cavallo del nero · h8 torre del nero · a7 pedone del nero · d7 pedone del nero · f7 pedone del nero · g7 cavallo del bianco · h7 pedone del nero · a6 cavallo del nero · d6 alfiere del bianco · f6 donna del bianco · b5 pedone del nero · d5 cavallo del bianco · e5 pedone del bianco · h5 pedone del bianco · g4 pedone del bianco · d3 pedone del bianco · a2 pedone del bianco · c2 pedone del bianco · e2 re del bianco · a1 donna del nero · g1 alfiere del nero | a8 torre del nero · c8 alfiere del nero · d8 re del nero · g8 cavallo del nero · h8 torre del nero · a7 pedone del nero · d7 pedone del nero · f7 pedone del nero · g7 cavallo del bianco · h7 pedone del nero · a6 cavallo del nero · d6 alfiere del bianco · f6 donna del bianco · b5 pedone del nero · d5 cavallo del bianco · e5 pedone del bianco · h5 pedone del bianco · g4 pedone del bianco · d3 pedone del bianco · a2 pedone del bianco · c2 pedone del bianco · e2 re del bianco · a1 donna del nero · g1 alfiere del nero | a8 torre del nero · c8 alfiere del nero · d8 re del nero · g8 cavallo del nero · h8 torre del nero · a7 pedone del nero · d7 pedone del nero · f7 pedone del nero · g7 cavallo del bianco · h7 pedone del nero · a6 cavallo del nero · d6 alfiere del bianco · f6 donna del bianco · b5 pedone del nero · d5 cavallo del bianco · e5 pedone del bianco · h5 pedone del bianco · g4 pedone del bianco · d3 pedone del bianco · a2 pedone del bianco · c2 pedone del bianco · e2 re del bianco · a1 donna del nero · g1 alfiere del nero | 8 |
| 7 | a8 torre del nero · c8 alfiere del nero · d8 re del nero · g8 cavallo del nero · h8 torre del nero · a7 pedone del nero · d7 pedone del nero · f7 pedone del nero · g7 cavallo del bianco · h7 pedone del nero · a6 cavallo del nero · d6 alfiere del bianco · f6 donna del bianco · b5 pedone del nero · d5 cavallo del bianco · e5 pedone del bianco · h5 pedone del bianco · g4 pedone del bianco · d3 pedone del bianco · a2 pedone del bianco · c2 pedone del bianco · e2 re del bianco · a1 donna del nero · g1 alfiere del nero | a8 torre del nero · c8 alfiere del nero · d8 re del nero · g8 cavallo del nero · h8 torre del nero · a7 pedone del nero · d7 pedone del nero · f7 pedone del nero · g7 cavallo del bianco · h7 pedone del nero · a6 cavallo del nero · d6 alfiere del bianco · f6 donna del bianco · b5 pedone del nero · d5 cavallo del bianco · e5 pedone del bianco · h5 pedone del bianco · g4 pedone del bianco · d3 pedone del bianco · a2 pedone del bianco · c2 pedone del bianco · e2 re del bianco · a1 donna del nero · g1 alfiere del nero | a8 torre del nero · c8 alfiere del nero · d8 re del nero · g8 cavallo del nero · h8 torre del nero · a7 pedone del nero · d7 pedone del nero · f7 pedone del nero · g7 cavallo del bianco · h7 pedone del nero · a6 cavallo del nero · d6 alfiere del bianco · f6 donna del bianco · b5 pedone del nero · d5 cavallo del bianco · e5 pedone del bianco · h5 pedone del bianco · g4 pedone del bianco · d3 pedone del bianco · a2 pedone del bianco · c2 pedone del bianco · e2 re del bianco · a1 donna del nero · g1 alfiere del nero | a8 torre del nero · c8 alfiere del nero · d8 re del nero · g8 cavallo del nero · h8 torre del nero · a7 pedone del nero · d7 pedone del nero · f7 pedone del nero · g7 cavallo del bianco · h7 pedone del nero · a6 cavallo del nero · d6 alfiere del bianco · f6 donna del bianco · b5 pedone del nero · d5 cavallo del bianco · e5 pedone del bianco · h5 pedone del bianco · g4 pedone del bianco · d3 pedone del bianco · a2 pedone del bianco · c2 pedone del bianco · e2 re del bianco · a1 donna del nero · g1 alfiere del nero | a8 torre del nero · c8 alfiere del nero · d8 re del nero · g8 cavallo del nero · h8 torre del nero · a7 pedone del nero · d7 pedone del nero · f7 pedone del nero · g7 cavallo del bianco · h7 pedone del nero · a6 cavallo del nero · d6 alfiere del bianco · f6 donna del bianco · b5 pedone del nero · d5 cavallo del bianco · e5 pedone del bianco · h5 pedone del bianco · g4 pedone del bianco · d3 pedone del bianco · a2 pedone del bianco · c2 pedone del bianco · e2 re del bianco · a1 donna del nero · g1 alfiere del nero | a8 torre del nero · c8 alfiere del nero · d8 re del nero · g8 cavallo del nero · h8 torre del nero · a7 pedone del nero · d7 pedone del nero · f7 pedone del nero · g7 cavallo del bianco · h7 pedone del nero · a6 cavallo del nero · d6 alfiere del bianco · f6 donna del bianco · b5 pedone del nero · d5 cavallo del bianco · e5 pedone del bianco · h5 pedone del bianco · g4 pedone del bianco · d3 pedone del bianco · a2 pedone del bianco · c2 pedone del bianco · e2 re del bianco · a1 donna del nero · g1 alfiere del nero | a8 torre del nero · c8 alfiere del nero · d8 re del nero · g8 cavallo del nero · h8 torre del nero · a7 pedone del nero · d7 pedone del nero · f7 pedone del nero · g7 cavallo del bianco · h7 pedone del nero · a6 cavallo del nero · d6 alfiere del bianco · f6 donna del bianco · b5 pedone del nero · d5 cavallo del bianco · e5 pedone del bianco · h5 pedone del bianco · g4 pedone del bianco · d3 pedone del bianco · a2 pedone del bianco · c2 pedone del bianco · e2 re del bianco · a1 donna del nero · g1 alfiere del nero | a8 torre del nero · c8 alfiere del nero · d8 re del nero · g8 cavallo del nero · h8 torre del nero · a7 pedone del nero · d7 pedone del nero · f7 pedone del nero · g7 cavallo del bianco · h7 pedone del nero · a6 cavallo del nero · d6 alfiere del bianco · f6 donna del bianco · b5 pedone del nero · d5 cavallo del bianco · e5 pedone del bianco · h5 pedone del bianco · g4 pedone del bianco · d3 pedone del bianco · a2 pedone del bianco · c2 pedone del bianco · e2 re del bianco · a1 donna del nero · g1 alfiere del nero | 7 |
| 6 | a8 torre del nero · c8 alfiere del nero · d8 re del nero · g8 cavallo del nero · h8 torre del nero · a7 pedone del nero · d7 pedone del nero · f7 pedone del nero · g7 cavallo del bianco · h7 pedone del nero · a6 cavallo del nero · d6 alfiere del bianco · f6 donna del bianco · b5 pedone del nero · d5 cavallo del bianco · e5 pedone del bianco · h5 pedone del bianco · g4 pedone del bianco · d3 pedone del bianco · a2 pedone del bianco · c2 pedone del bianco · e2 re del bianco · a1 donna del nero · g1 alfiere del nero | a8 torre del nero · c8 alfiere del nero · d8 re del nero · g8 cavallo del nero · h8 torre del nero · a7 pedone del nero · d7 pedone del nero · f7 pedone del nero · g7 cavallo del bianco · h7 pedone del nero · a6 cavallo del nero · d6 alfiere del bianco · f6 donna del bianco · b5 pedone del nero · d5 cavallo del bianco · e5 pedone del bianco · h5 pedone del bianco · g4 pedone del bianco · d3 pedone del bianco · a2 pedone del bianco · c2 pedone del bianco · e2 re del bianco · a1 donna del nero · g1 alfiere del nero | a8 torre del nero · c8 alfiere del nero · d8 re del nero · g8 cavallo del nero · h8 torre del nero · a7 pedone del nero · d7 pedone del nero · f7 pedone del nero · g7 cavallo del bianco · h7 pedone del nero · a6 cavallo del nero · d6 alfiere del bianco · f6 donna del bianco · b5 pedone del nero · d5 cavallo del bianco · e5 pedone del bianco · h5 pedone del bianco · g4 pedone del bianco · d3 pedone del bianco · a2 pedone del bianco · c2 pedone del bianco · e2 re del bianco · a1 donna del nero · g1 alfiere del nero | a8 torre del nero · c8 alfiere del nero · d8 re del nero · g8 cavallo del nero · h8 torre del nero · a7 pedone del nero · d7 pedone del nero · f7 pedone del nero · g7 cavallo del bianco · h7 pedone del nero · a6 cavallo del nero · d6 alfiere del bianco · f6 donna del bianco · b5 pedone del nero · d5 cavallo del bianco · e5 pedone del bianco · h5 pedone del bianco · g4 pedone del bianco · d3 pedone del bianco · a2 pedone del bianco · c2 pedone del bianco · e2 re del bianco · a1 donna del nero · g1 alfiere del nero | a8 torre del nero · c8 alfiere del nero · d8 re del nero · g8 cavallo del nero · h8 torre del nero · a7 pedone del nero · d7 pedone del nero · f7 pedone del nero · g7 cavallo del bianco · h7 pedone del nero · a6 cavallo del nero · d6 alfiere del bianco · f6 donna del bianco · b5 pedone del nero · d5 cavallo del bianco · e5 pedone del bianco · h5 pedone del bianco · g4 pedone del bianco · d3 pedone del bianco · a2 pedone del bianco · c2 pedone del bianco · e2 re del bianco · a1 donna del nero · g1 alfiere del nero | a8 torre del nero · c8 alfiere del nero · d8 re del nero · g8 cavallo del nero · h8 torre del nero · a7 pedone del nero · d7 pedone del nero · f7 pedone del nero · g7 cavallo del bianco · h7 pedone del nero · a6 cavallo del nero · d6 alfiere del bianco · f6 donna del bianco · b5 pedone del nero · d5 cavallo del bianco · e5 pedone del bianco · h5 pedone del bianco · g4 pedone del bianco · d3 pedone del bianco · a2 pedone del bianco · c2 pedone del bianco · e2 re del bianco · a1 donna del nero · g1 alfiere del nero | a8 torre del nero · c8 alfiere del nero · d8 re del nero · g8 cavallo del nero · h8 torre del nero · a7 pedone del nero · d7 pedone del nero · f7 pedone del nero · g7 cavallo del bianco · h7 pedone del nero · a6 cavallo del nero · d6 alfiere del bianco · f6 donna del bianco · b5 pedone del nero · d5 cavallo del bianco · e5 pedone del bianco · h5 pedone del bianco · g4 pedone del bianco · d3 pedone del bianco · a2 pedone del bianco · c2 pedone del bianco · e2 re del bianco · a1 donna del nero · g1 alfiere del nero | a8 torre del nero · c8 alfiere del nero · d8 re del nero · g8 cavallo del nero · h8 torre del nero · a7 pedone del nero · d7 pedone del nero · f7 pedone del nero · g7 cavallo del bianco · h7 pedone del nero · a6 cavallo del nero · d6 alfiere del bianco · f6 donna del bianco · b5 pedone del nero · d5 cavallo del bianco · e5 pedone del bianco · h5 pedone del bianco · g4 pedone del bianco · d3 pedone del bianco · a2 pedone del bianco · c2 pedone del bianco · e2 re del bianco · a1 donna del nero · g1 alfiere del nero | 6 |
| 5 | a8 torre del nero · c8 alfiere del nero · d8 re del nero · g8 cavallo del nero · h8 torre del nero · a7 pedone del nero · d7 pedone del nero · f7 pedone del nero · g7 cavallo del bianco · h7 pedone del nero · a6 cavallo del nero · d6 alfiere del bianco · f6 donna del bianco · b5 pedone del nero · d5 cavallo del bianco · e5 pedone del bianco · h5 pedone del bianco · g4 pedone del bianco · d3 pedone del bianco · a2 pedone del bianco · c2 pedone del bianco · e2 re del bianco · a1 donna del nero · g1 alfiere del nero | a8 torre del nero · c8 alfiere del nero · d8 re del nero · g8 cavallo del nero · h8 torre del nero · a7 pedone del nero · d7 pedone del nero · f7 pedone del nero · g7 cavallo del bianco · h7 pedone del nero · a6 cavallo del nero · d6 alfiere del bianco · f6 donna del bianco · b5 pedone del nero · d5 cavallo del bianco · e5 pedone del bianco · h5 pedone del bianco · g4 pedone del bianco · d3 pedone del bianco · a2 pedone del bianco · c2 pedone del bianco · e2 re del bianco · a1 donna del nero · g1 alfiere del nero | a8 torre del nero · c8 alfiere del nero · d8 re del nero · g8 cavallo del nero · h8 torre del nero · a7 pedone del nero · d7 pedone del nero · f7 pedone del nero · g7 cavallo del bianco · h7 pedone del nero · a6 cavallo del nero · d6 alfiere del bianco · f6 donna del bianco · b5 pedone del nero · d5 cavallo del bianco · e5 pedone del bianco · h5 pedone del bianco · g4 pedone del bianco · d3 pedone del bianco · a2 pedone del bianco · c2 pedone del bianco · e2 re del bianco · a1 donna del nero · g1 alfiere del nero | a8 torre del nero · c8 alfiere del nero · d8 re del nero · g8 cavallo del nero · h8 torre del nero · a7 pedone del nero · d7 pedone del nero · f7 pedone del nero · g7 cavallo del bianco · h7 pedone del nero · a6 cavallo del nero · d6 alfiere del bianco · f6 donna del bianco · b5 pedone del nero · d5 cavallo del bianco · e5 pedone del bianco · h5 pedone del bianco · g4 pedone del bianco · d3 pedone del bianco · a2 pedone del bianco · c2 pedone del bianco · e2 re del bianco · a1 donna del nero · g1 alfiere del nero | a8 torre del nero · c8 alfiere del nero · d8 re del nero · g8 cavallo del nero · h8 torre del nero · a7 pedone del nero · d7 pedone del nero · f7 pedone del nero · g7 cavallo del bianco · h7 pedone del nero · a6 cavallo del nero · d6 alfiere del bianco · f6 donna del bianco · b5 pedone del nero · d5 cavallo del bianco · e5 pedone del bianco · h5 pedone del bianco · g4 pedone del bianco · d3 pedone del bianco · a2 pedone del bianco · c2 pedone del bianco · e2 re del bianco · a1 donna del nero · g1 alfiere del nero | a8 torre del nero · c8 alfiere del nero · d8 re del nero · g8 cavallo del nero · h8 torre del nero · a7 pedone del nero · d7 pedone del nero · f7 pedone del nero · g7 cavallo del bianco · h7 pedone del nero · a6 cavallo del nero · d6 alfiere del bianco · f6 donna del bianco · b5 pedone del nero · d5 cavallo del bianco · e5 pedone del bianco · h5 pedone del bianco · g4 pedone del bianco · d3 pedone del bianco · a2 pedone del bianco · c2 pedone del bianco · e2 re del bianco · a1 donna del nero · g1 alfiere del nero | a8 torre del nero · c8 alfiere del nero · d8 re del nero · g8 cavallo del nero · h8 torre del nero · a7 pedone del nero · d7 pedone del nero · f7 pedone del nero · g7 cavallo del bianco · h7 pedone del nero · a6 cavallo del nero · d6 alfiere del bianco · f6 donna del bianco · b5 pedone del nero · d5 cavallo del bianco · e5 pedone del bianco · h5 pedone del bianco · g4 pedone del bianco · d3 pedone del bianco · a2 pedone del bianco · c2 pedone del bianco · e2 re del bianco · a1 donna del nero · g1 alfiere del nero | a8 torre del nero · c8 alfiere del nero · d8 re del nero · g8 cavallo del nero · h8 torre del nero · a7 pedone del nero · d7 pedone del nero · f7 pedone del nero · g7 cavallo del bianco · h7 pedone del nero · a6 cavallo del nero · d6 alfiere del bianco · f6 donna del bianco · b5 pedone del nero · d5 cavallo del bianco · e5 pedone del bianco · h5 pedone del bianco · g4 pedone del bianco · d3 pedone del bianco · a2 pedone del bianco · c2 pedone del bianco · e2 re del bianco · a1 donna del nero · g1 alfiere del nero | 5 |
| 4 | a8 torre del nero · c8 alfiere del nero · d8 re del nero · g8 cavallo del nero · h8 torre del nero · a7 pedone del nero · d7 pedone del nero · f7 pedone del nero · g7 cavallo del bianco · h7 pedone del nero · a6 cavallo del nero · d6 alfiere del bianco · f6 donna del bianco · b5 pedone del nero · d5 cavallo del bianco · e5 pedone del bianco · h5 pedone del bianco · g4 pedone del bianco · d3 pedone del bianco · a2 pedone del bianco · c2 pedone del bianco · e2 re del bianco · a1 donna del nero · g1 alfiere del nero | a8 torre del nero · c8 alfiere del nero · d8 re del nero · g8 cavallo del nero · h8 torre del nero · a7 pedone del nero · d7 pedone del nero · f7 pedone del nero · g7 cavallo del bianco · h7 pedone del nero · a6 cavallo del nero · d6 alfiere del bianco · f6 donna del bianco · b5 pedone del nero · d5 cavallo del bianco · e5 pedone del bianco · h5 pedone del bianco · g4 pedone del bianco · d3 pedone del bianco · a2 pedone del bianco · c2 pedone del bianco · e2 re del bianco · a1 donna del nero · g1 alfiere del nero | a8 torre del nero · c8 alfiere del nero · d8 re del nero · g8 cavallo del nero · h8 torre del nero · a7 pedone del nero · d7 pedone del nero · f7 pedone del nero · g7 cavallo del bianco · h7 pedone del nero · a6 cavallo del nero · d6 alfiere del bianco · f6 donna del bianco · b5 pedone del nero · d5 cavallo del bianco · e5 pedone del bianco · h5 pedone del bianco · g4 pedone del bianco · d3 pedone del bianco · a2 pedone del bianco · c2 pedone del bianco · e2 re del bianco · a1 donna del nero · g1 alfiere del nero | a8 torre del nero · c8 alfiere del nero · d8 re del nero · g8 cavallo del nero · h8 torre del nero · a7 pedone del nero · d7 pedone del nero · f7 pedone del nero · g7 cavallo del bianco · h7 pedone del nero · a6 cavallo del nero · d6 alfiere del bianco · f6 donna del bianco · b5 pedone del nero · d5 cavallo del bianco · e5 pedone del bianco · h5 pedone del bianco · g4 pedone del bianco · d3 pedone del bianco · a2 pedone del bianco · c2 pedone del bianco · e2 re del bianco · a1 donna del nero · g1 alfiere del nero | a8 torre del nero · c8 alfiere del nero · d8 re del nero · g8 cavallo del nero · h8 torre del nero · a7 pedone del nero · d7 pedone del nero · f7 pedone del nero · g7 cavallo del bianco · h7 pedone del nero · a6 cavallo del nero · d6 alfiere del bianco · f6 donna del bianco · b5 pedone del nero · d5 cavallo del bianco · e5 pedone del bianco · h5 pedone del bianco · g4 pedone del bianco · d3 pedone del bianco · a2 pedone del bianco · c2 pedone del bianco · e2 re del bianco · a1 donna del nero · g1 alfiere del nero | a8 torre del nero · c8 alfiere del nero · d8 re del nero · g8 cavallo del nero · h8 torre del nero · a7 pedone del nero · d7 pedone del nero · f7 pedone del nero · g7 cavallo del bianco · h7 pedone del nero · a6 cavallo del nero · d6 alfiere del bianco · f6 donna del bianco · b5 pedone del nero · d5 cavallo del bianco · e5 pedone del bianco · h5 pedone del bianco · g4 pedone del bianco · d3 pedone del bianco · a2 pedone del bianco · c2 pedone del bianco · e2 re del bianco · a1 donna del nero · g1 alfiere del nero | a8 torre del nero · c8 alfiere del nero · d8 re del nero · g8 cavallo del nero · h8 torre del nero · a7 pedone del nero · d7 pedone del nero · f7 pedone del nero · g7 cavallo del bianco · h7 pedone del nero · a6 cavallo del nero · d6 alfiere del bianco · f6 donna del bianco · b5 pedone del nero · d5 cavallo del bianco · e5 pedone del bianco · h5 pedone del bianco · g4 pedone del bianco · d3 pedone del bianco · a2 pedone del bianco · c2 pedone del bianco · e2 re del bianco · a1 donna del nero · g1 alfiere del nero | a8 torre del nero · c8 alfiere del nero · d8 re del nero · g8 cavallo del nero · h8 torre del nero · a7 pedone del nero · d7 pedone del nero · f7 pedone del nero · g7 cavallo del bianco · h7 pedone del nero · a6 cavallo del nero · d6 alfiere del bianco · f6 donna del bianco · b5 pedone del nero · d5 cavallo del bianco · e5 pedone del bianco · h5 pedone del bianco · g4 pedone del bianco · d3 pedone del bianco · a2 pedone del bianco · c2 pedone del bianco · e2 re del bianco · a1 donna del nero · g1 alfiere del nero | 4 |
| 3 | a8 torre del nero · c8 alfiere del nero · d8 re del nero · g8 cavallo del nero · h8 torre del nero · a7 pedone del nero · d7 pedone del nero · f7 pedone del nero · g7 cavallo del bianco · h7 pedone del nero · a6 cavallo del nero · d6 alfiere del bianco · f6 donna del bianco · b5 pedone del nero · d5 cavallo del bianco · e5 pedone del bianco · h5 pedone del bianco · g4 pedone del bianco · d3 pedone del bianco · a2 pedone del bianco · c2 pedone del bianco · e2 re del bianco · a1 donna del nero · g1 alfiere del nero | a8 torre del nero · c8 alfiere del nero · d8 re del nero · g8 cavallo del nero · h8 torre del nero · a7 pedone del nero · d7 pedone del nero · f7 pedone del nero · g7 cavallo del bianco · h7 pedone del nero · a6 cavallo del nero · d6 alfiere del bianco · f6 donna del bianco · b5 pedone del nero · d5 cavallo del bianco · e5 pedone del bianco · h5 pedone del bianco · g4 pedone del bianco · d3 pedone del bianco · a2 pedone del bianco · c2 pedone del bianco · e2 re del bianco · a1 donna del nero · g1 alfiere del nero | a8 torre del nero · c8 alfiere del nero · d8 re del nero · g8 cavallo del nero · h8 torre del nero · a7 pedone del nero · d7 pedone del nero · f7 pedone del nero · g7 cavallo del bianco · h7 pedone del nero · a6 cavallo del nero · d6 alfiere del bianco · f6 donna del bianco · b5 pedone del nero · d5 cavallo del bianco · e5 pedone del bianco · h5 pedone del bianco · g4 pedone del bianco · d3 pedone del bianco · a2 pedone del bianco · c2 pedone del bianco · e2 re del bianco · a1 donna del nero · g1 alfiere del nero | a8 torre del nero · c8 alfiere del nero · d8 re del nero · g8 cavallo del nero · h8 torre del nero · a7 pedone del nero · d7 pedone del nero · f7 pedone del nero · g7 cavallo del bianco · h7 pedone del nero · a6 cavallo del nero · d6 alfiere del bianco · f6 donna del bianco · b5 pedone del nero · d5 cavallo del bianco · e5 pedone del bianco · h5 pedone del bianco · g4 pedone del bianco · d3 pedone del bianco · a2 pedone del bianco · c2 pedone del bianco · e2 re del bianco · a1 donna del nero · g1 alfiere del nero | a8 torre del nero · c8 alfiere del nero · d8 re del nero · g8 cavallo del nero · h8 torre del nero · a7 pedone del nero · d7 pedone del nero · f7 pedone del nero · g7 cavallo del bianco · h7 pedone del nero · a6 cavallo del nero · d6 alfiere del bianco · f6 donna del bianco · b5 pedone del nero · d5 cavallo del bianco · e5 pedone del bianco · h5 pedone del bianco · g4 pedone del bianco · d3 pedone del bianco · a2 pedone del bianco · c2 pedone del bianco · e2 re del bianco · a1 donna del nero · g1 alfiere del nero | a8 torre del nero · c8 alfiere del nero · d8 re del nero · g8 cavallo del nero · h8 torre del nero · a7 pedone del nero · d7 pedone del nero · f7 pedone del nero · g7 cavallo del bianco · h7 pedone del nero · a6 cavallo del nero · d6 alfiere del bianco · f6 donna del bianco · b5 pedone del nero · d5 cavallo del bianco · e5 pedone del bianco · h5 pedone del bianco · g4 pedone del bianco · d3 pedone del bianco · a2 pedone del bianco · c2 pedone del bianco · e2 re del bianco · a1 donna del nero · g1 alfiere del nero | a8 torre del nero · c8 alfiere del nero · d8 re del nero · g8 cavallo del nero · h8 torre del nero · a7 pedone del nero · d7 pedone del nero · f7 pedone del nero · g7 cavallo del bianco · h7 pedone del nero · a6 cavallo del nero · d6 alfiere del bianco · f6 donna del bianco · b5 pedone del nero · d5 cavallo del bianco · e5 pedone del bianco · h5 pedone del bianco · g4 pedone del bianco · d3 pedone del bianco · a2 pedone del bianco · c2 pedone del bianco · e2 re del bianco · a1 donna del nero · g1 alfiere del nero | a8 torre del nero · c8 alfiere del nero · d8 re del nero · g8 cavallo del nero · h8 torre del nero · a7 pedone del nero · d7 pedone del nero · f7 pedone del nero · g7 cavallo del bianco · h7 pedone del nero · a6 cavallo del nero · d6 alfiere del bianco · f6 donna del bianco · b5 pedone del nero · d5 cavallo del bianco · e5 pedone del bianco · h5 pedone del bianco · g4 pedone del bianco · d3 pedone del bianco · a2 pedone del bianco · c2 pedone del bianco · e2 re del bianco · a1 donna del nero · g1 alfiere del nero | 3 |
| 2 | a8 torre del nero · c8 alfiere del nero · d8 re del nero · g8 cavallo del nero · h8 torre del nero · a7 pedone del nero · d7 pedone del nero · f7 pedone del nero · g7 cavallo del bianco · h7 pedone del nero · a6 cavallo del nero · d6 alfiere del bianco · f6 donna del bianco · b5 pedone del nero · d5 cavallo del bianco · e5 pedone del bianco · h5 pedone del bianco · g4 pedone del bianco · d3 pedone del bianco · a2 pedone del bianco · c2 pedone del bianco · e2 re del bianco · a1 donna del nero · g1 alfiere del nero | a8 torre del nero · c8 alfiere del nero · d8 re del nero · g8 cavallo del nero · h8 torre del nero · a7 pedone del nero · d7 pedone del nero · f7 pedone del nero · g7 cavallo del bianco · h7 pedone del nero · a6 cavallo del nero · d6 alfiere del bianco · f6 donna del bianco · b5 pedone del nero · d5 cavallo del bianco · e5 pedone del bianco · h5 pedone del bianco · g4 pedone del bianco · d3 pedone del bianco · a2 pedone del bianco · c2 pedone del bianco · e2 re del bianco · a1 donna del nero · g1 alfiere del nero | a8 torre del nero · c8 alfiere del nero · d8 re del nero · g8 cavallo del nero · h8 torre del nero · a7 pedone del nero · d7 pedone del nero · f7 pedone del nero · g7 cavallo del bianco · h7 pedone del nero · a6 cavallo del nero · d6 alfiere del bianco · f6 donna del bianco · b5 pedone del nero · d5 cavallo del bianco · e5 pedone del bianco · h5 pedone del bianco · g4 pedone del bianco · d3 pedone del bianco · a2 pedone del bianco · c2 pedone del bianco · e2 re del bianco · a1 donna del nero · g1 alfiere del nero | a8 torre del nero · c8 alfiere del nero · d8 re del nero · g8 cavallo del nero · h8 torre del nero · a7 pedone del nero · d7 pedone del nero · f7 pedone del nero · g7 cavallo del bianco · h7 pedone del nero · a6 cavallo del nero · d6 alfiere del bianco · f6 donna del bianco · b5 pedone del nero · d5 cavallo del bianco · e5 pedone del bianco · h5 pedone del bianco · g4 pedone del bianco · d3 pedone del bianco · a2 pedone del bianco · c2 pedone del bianco · e2 re del bianco · a1 donna del nero · g1 alfiere del nero | a8 torre del nero · c8 alfiere del nero · d8 re del nero · g8 cavallo del nero · h8 torre del nero · a7 pedone del nero · d7 pedone del nero · f7 pedone del nero · g7 cavallo del bianco · h7 pedone del nero · a6 cavallo del nero · d6 alfiere del bianco · f6 donna del bianco · b5 pedone del nero · d5 cavallo del bianco · e5 pedone del bianco · h5 pedone del bianco · g4 pedone del bianco · d3 pedone del bianco · a2 pedone del bianco · c2 pedone del bianco · e2 re del bianco · a1 donna del nero · g1 alfiere del nero | a8 torre del nero · c8 alfiere del nero · d8 re del nero · g8 cavallo del nero · h8 torre del nero · a7 pedone del nero · d7 pedone del nero · f7 pedone del nero · g7 cavallo del bianco · h7 pedone del nero · a6 cavallo del nero · d6 alfiere del bianco · f6 donna del bianco · b5 pedone del nero · d5 cavallo del bianco · e5 pedone del bianco · h5 pedone del bianco · g4 pedone del bianco · d3 pedone del bianco · a2 pedone del bianco · c2 pedone del bianco · e2 re del bianco · a1 donna del nero · g1 alfiere del nero | a8 torre del nero · c8 alfiere del nero · d8 re del nero · g8 cavallo del nero · h8 torre del nero · a7 pedone del nero · d7 pedone del nero · f7 pedone del nero · g7 cavallo del bianco · h7 pedone del nero · a6 cavallo del nero · d6 alfiere del bianco · f6 donna del bianco · b5 pedone del nero · d5 cavallo del bianco · e5 pedone del bianco · h5 pedone del bianco · g4 pedone del bianco · d3 pedone del bianco · a2 pedone del bianco · c2 pedone del bianco · e2 re del bianco · a1 donna del nero · g1 alfiere del nero | a8 torre del nero · c8 alfiere del nero · d8 re del nero · g8 cavallo del nero · h8 torre del nero · a7 pedone del nero · d7 pedone del nero · f7 pedone del nero · g7 cavallo del bianco · h7 pedone del nero · a6 cavallo del nero · d6 alfiere del bianco · f6 donna del bianco · b5 pedone del nero · d5 cavallo del bianco · e5 pedone del bianco · h5 pedone del bianco · g4 pedone del bianco · d3 pedone del bianco · a2 pedone del bianco · c2 pedone del bianco · e2 re del bianco · a1 donna del nero · g1 alfiere del nero | 2 |
| 1 | a8 torre del nero · c8 alfiere del nero · d8 re del nero · g8 cavallo del nero · h8 torre del nero · a7 pedone del nero · d7 pedone del nero · f7 pedone del nero · g7 cavallo del bianco · h7 pedone del nero · a6 cavallo del nero · d6 alfiere del bianco · f6 donna del bianco · b5 pedone del nero · d5 cavallo del bianco · e5 pedone del bianco · h5 pedone del bianco · g4 pedone del bianco · d3 pedone del bianco · a2 pedone del bianco · c2 pedone del bianco · e2 re del bianco · a1 donna del nero · g1 alfiere del nero | a8 torre del nero · c8 alfiere del nero · d8 re del nero · g8 cavallo del nero · h8 torre del nero · a7 pedone del nero · d7 pedone del nero · f7 pedone del nero · g7 cavallo del bianco · h7 pedone del nero · a6 cavallo del nero · d6 alfiere del bianco · f6 donna del bianco · b5 pedone del nero · d5 cavallo del bianco · e5 pedone del bianco · h5 pedone del bianco · g4 pedone del bianco · d3 pedone del bianco · a2 pedone del bianco · c2 pedone del bianco · e2 re del bianco · a1 donna del nero · g1 alfiere del nero | a8 torre del nero · c8 alfiere del nero · d8 re del nero · g8 cavallo del nero · h8 torre del nero · a7 pedone del nero · d7 pedone del nero · f7 pedone del nero · g7 cavallo del bianco · h7 pedone del nero · a6 cavallo del nero · d6 alfiere del bianco · f6 donna del bianco · b5 pedone del nero · d5 cavallo del bianco · e5 pedone del bianco · h5 pedone del bianco · g4 pedone del bianco · d3 pedone del bianco · a2 pedone del bianco · c2 pedone del bianco · e2 re del bianco · a1 donna del nero · g1 alfiere del nero | a8 torre del nero · c8 alfiere del nero · d8 re del nero · g8 cavallo del nero · h8 torre del nero · a7 pedone del nero · d7 pedone del nero · f7 pedone del nero · g7 cavallo del bianco · h7 pedone del nero · a6 cavallo del nero · d6 alfiere del bianco · f6 donna del bianco · b5 pedone del nero · d5 cavallo del bianco · e5 pedone del bianco · h5 pedone del bianco · g4 pedone del bianco · d3 pedone del bianco · a2 pedone del bianco · c2 pedone del bianco · e2 re del bianco · a1 donna del nero · g1 alfiere del nero | a8 torre del nero · c8 alfiere del nero · d8 re del nero · g8 cavallo del nero · h8 torre del nero · a7 pedone del nero · d7 pedone del nero · f7 pedone del nero · g7 cavallo del bianco · h7 pedone del nero · a6 cavallo del nero · d6 alfiere del bianco · f6 donna del bianco · b5 pedone del nero · d5 cavallo del bianco · e5 pedone del bianco · h5 pedone del bianco · g4 pedone del bianco · d3 pedone del bianco · a2 pedone del bianco · c2 pedone del bianco · e2 re del bianco · a1 donna del nero · g1 alfiere del nero | a8 torre del nero · c8 alfiere del nero · d8 re del nero · g8 cavallo del nero · h8 torre del nero · a7 pedone del nero · d7 pedone del nero · f7 pedone del nero · g7 cavallo del bianco · h7 pedone del nero · a6 cavallo del nero · d6 alfiere del bianco · f6 donna del bianco · b5 pedone del nero · d5 cavallo del bianco · e5 pedone del bianco · h5 pedone del bianco · g4 pedone del bianco · d3 pedone del bianco · a2 pedone del bianco · c2 pedone del bianco · e2 re del bianco · a1 donna del nero · g1 alfiere del nero | a8 torre del nero · c8 alfiere del nero · d8 re del nero · g8 cavallo del nero · h8 torre del nero · a7 pedone del nero · d7 pedone del nero · f7 pedone del nero · g7 cavallo del bianco · h7 pedone del nero · a6 cavallo del nero · d6 alfiere del bianco · f6 donna del bianco · b5 pedone del nero · d5 cavallo del bianco · e5 pedone del bianco · h5 pedone del bianco · g4 pedone del bianco · d3 pedone del bianco · a2 pedone del bianco · c2 pedone del bianco · e2 re del bianco · a1 donna del nero · g1 alfiere del nero | a8 torre del nero · c8 alfiere del nero · d8 re del nero · g8 cavallo del nero · h8 torre del nero · a7 pedone del nero · d7 pedone del nero · f7 pedone del nero · g7 cavallo del bianco · h7 pedone del nero · a6 cavallo del nero · d6 alfiere del bianco · f6 donna del bianco · b5 pedone del nero · d5 cavallo del bianco · e5 pedone del bianco · h5 pedone del bianco · g4 pedone del bianco · d3 pedone del bianco · a2 pedone del bianco · c2 pedone del bianco · e2 re del bianco · a1 donna del nero · g1 alfiere del nero | 1 |
|   | a | b | c | d | e | f | g | h |   |

Il cavallo nero controlla la casa c7 per la minaccia del Bianco 21.Cxg7+ Rd8 22.Ac7#. Un altro tentativo di difesa poteva essere 20…Aa6 lasciando la via di fuga al re nero con Rc8 e Rb7 sebbene il Bianco abbia la continuazione 21.Cc7+ Rd8 22.Cxa6 dove, con 22…Dxa2 per difendere f7 contro Ac7+, Cd6+ e Df7#, il Bianco può giocare 23.Ac7+ Re8 24.Cb4 d5 25.Cd6+ e vince o 22…Ab6 (evitando Ac7+) 23.Da8 Dc3 24.Dxb8 Dc8 25.Dxc8 Rxc8 26.Af8 h6 27.Cd6+ Rd8 28.Cxf7+ Re8 29.Cxh8 Rxf8 con finale vinto per il Bianco.
21:Cxg7+ Rd8 22.Df6+!!
Questo bellissimo sacrificio di donna costringe il Nero a rinunciare alla difesa di e7.
22…Cxf6 23.Ae7# 1-0
Alla fine il Nero ha un considerevole vantaggio di materiale: la donna, due torri, un alfiere (conserva tutti i pezzi), ma ciò non lo aiuta ad evitare il matto da parte del Bianco con i pezzi che gli rimangono: due cavalli e un alfiere.
|   | a | b | c | d | e | f | g | h |   |
| 8 | a8 torre del nero · c8 alfiere del nero · d8 re del nero · h8 torre del nero · a7 pedone del nero · d7 pedone del nero · e7 alfiere del bianco · f7 pedone del nero · g7 cavallo del bianco · h7 pedone del nero · a6 cavallo del nero · f6 cavallo del nero · b5 pedone del nero · d5 cavallo del bianco · e5 pedone del bianco · h5 pedone del bianco · g4 pedone del bianco · d3 pedone del bianco · a2 pedone del bianco · c2 pedone del bianco · e2 re del bianco · a1 donna del nero · g1 alfiere del nero | a8 torre del nero · c8 alfiere del nero · d8 re del nero · h8 torre del nero · a7 pedone del nero · d7 pedone del nero · e7 alfiere del bianco · f7 pedone del nero · g7 cavallo del bianco · h7 pedone del nero · a6 cavallo del nero · f6 cavallo del nero · b5 pedone del nero · d5 cavallo del bianco · e5 pedone del bianco · h5 pedone del bianco · g4 pedone del bianco · d3 pedone del bianco · a2 pedone del bianco · c2 pedone del bianco · e2 re del bianco · a1 donna del nero · g1 alfiere del nero | a8 torre del nero · c8 alfiere del nero · d8 re del nero · h8 torre del nero · a7 pedone del nero · d7 pedone del nero · e7 alfiere del bianco · f7 pedone del nero · g7 cavallo del bianco · h7 pedone del nero · a6 cavallo del nero · f6 cavallo del nero · b5 pedone del nero · d5 cavallo del bianco · e5 pedone del bianco · h5 pedone del bianco · g4 pedone del bianco · d3 pedone del bianco · a2 pedone del bianco · c2 pedone del bianco · e2 re del bianco · a1 donna del nero · g1 alfiere del nero | a8 torre del nero · c8 alfiere del nero · d8 re del nero · h8 torre del nero · a7 pedone del nero · d7 pedone del nero · e7 alfiere del bianco · f7 pedone del nero · g7 cavallo del bianco · h7 pedone del nero · a6 cavallo del nero · f6 cavallo del nero · b5 pedone del nero · d5 cavallo del bianco · e5 pedone del bianco · h5 pedone del bianco · g4 pedone del bianco · d3 pedone del bianco · a2 pedone del bianco · c2 pedone del bianco · e2 re del bianco · a1 donna del nero · g1 alfiere del nero | a8 torre del nero · c8 alfiere del nero · d8 re del nero · h8 torre del nero · a7 pedone del nero · d7 pedone del nero · e7 alfiere del bianco · f7 pedone del nero · g7 cavallo del bianco · h7 pedone del nero · a6 cavallo del nero · f6 cavallo del nero · b5 pedone del nero · d5 cavallo del bianco · e5 pedone del bianco · h5 pedone del bianco · g4 pedone del bianco · d3 pedone del bianco · a2 pedone del bianco · c2 pedone del bianco · e2 re del bianco · a1 donna del nero · g1 alfiere del nero | a8 torre del nero · c8 alfiere del nero · d8 re del nero · h8 torre del nero · a7 pedone del nero · d7 pedone del nero · e7 alfiere del bianco · f7 pedone del nero · g7 cavallo del bianco · h7 pedone del nero · a6 cavallo del nero · f6 cavallo del nero · b5 pedone del nero · d5 cavallo del bianco · e5 pedone del bianco · h5 pedone del bianco · g4 pedone del bianco · d3 pedone del bianco · a2 pedone del bianco · c2 pedone del bianco · e2 re del bianco · a1 donna del nero · g1 alfiere del nero | a8 torre del nero · c8 alfiere del nero · d8 re del nero · h8 torre del nero · a7 pedone del nero · d7 pedone del nero · e7 alfiere del bianco · f7 pedone del nero · g7 cavallo del bianco · h7 pedone del nero · a6 cavallo del nero · f6 cavallo del nero · b5 pedone del nero · d5 cavallo del bianco · e5 pedone del bianco · h5 pedone del bianco · g4 pedone del bianco · d3 pedone del bianco · a2 pedone del bianco · c2 pedone del bianco · e2 re del bianco · a1 donna del nero · g1 alfiere del nero | a8 torre del nero · c8 alfiere del nero · d8 re del nero · h8 torre del nero · a7 pedone del nero · d7 pedone del nero · e7 alfiere del bianco · f7 pedone del nero · g7 cavallo del bianco · h7 pedone del nero · a6 cavallo del nero · f6 cavallo del nero · b5 pedone del nero · d5 cavallo del bianco · e5 pedone del bianco · h5 pedone del bianco · g4 pedone del bianco · d3 pedone del bianco · a2 pedone del bianco · c2 pedone del bianco · e2 re del bianco · a1 donna del nero · g1 alfiere del nero | 8 |
| 7 | a8 torre del nero · c8 alfiere del nero · d8 re del nero · h8 torre del nero · a7 pedone del nero · d7 pedone del nero · e7 alfiere del bianco · f7 pedone del nero · g7 cavallo del bianco · h7 pedone del nero · a6 cavallo del nero · f6 cavallo del nero · b5 pedone del nero · d5 cavallo del bianco · e5 pedone del bianco · h5 pedone del bianco · g4 pedone del bianco · d3 pedone del bianco · a2 pedone del bianco · c2 pedone del bianco · e2 re del bianco · a1 donna del nero · g1 alfiere del nero | a8 torre del nero · c8 alfiere del nero · d8 re del nero · h8 torre del nero · a7 pedone del nero · d7 pedone del nero · e7 alfiere del bianco · f7 pedone del nero · g7 cavallo del bianco · h7 pedone del nero · a6 cavallo del nero · f6 cavallo del nero · b5 pedone del nero · d5 cavallo del bianco · e5 pedone del bianco · h5 pedone del bianco · g4 pedone del bianco · d3 pedone del bianco · a2 pedone del bianco · c2 pedone del bianco · e2 re del bianco · a1 donna del nero · g1 alfiere del nero | a8 torre del nero · c8 alfiere del nero · d8 re del nero · h8 torre del nero · a7 pedone del nero · d7 pedone del nero · e7 alfiere del bianco · f7 pedone del nero · g7 cavallo del bianco · h7 pedone del nero · a6 cavallo del nero · f6 cavallo del nero · b5 pedone del nero · d5 cavallo del bianco · e5 pedone del bianco · h5 pedone del bianco · g4 pedone del bianco · d3 pedone del bianco · a2 pedone del bianco · c2 pedone del bianco · e2 re del bianco · a1 donna del nero · g1 alfiere del nero | a8 torre del nero · c8 alfiere del nero · d8 re del nero · h8 torre del nero · a7 pedone del nero · d7 pedone del nero · e7 alfiere del bianco · f7 pedone del nero · g7 cavallo del bianco · h7 pedone del nero · a6 cavallo del nero · f6 cavallo del nero · b5 pedone del nero · d5 cavallo del bianco · e5 pedone del bianco · h5 pedone del bianco · g4 pedone del bianco · d3 pedone del bianco · a2 pedone del bianco · c2 pedone del bianco · e2 re del bianco · a1 donna del nero · g1 alfiere del nero | a8 torre del nero · c8 alfiere del nero · d8 re del nero · h8 torre del nero · a7 pedone del nero · d7 pedone del nero · e7 alfiere del bianco · f7 pedone del nero · g7 cavallo del bianco · h7 pedone del nero · a6 cavallo del nero · f6 cavallo del nero · b5 pedone del nero · d5 cavallo del bianco · e5 pedone del bianco · h5 pedone del bianco · g4 pedone del bianco · d3 pedone del bianco · a2 pedone del bianco · c2 pedone del bianco · e2 re del bianco · a1 donna del nero · g1 alfiere del nero | a8 torre del nero · c8 alfiere del nero · d8 re del nero · h8 torre del nero · a7 pedone del nero · d7 pedone del nero · e7 alfiere del bianco · f7 pedone del nero · g7 cavallo del bianco · h7 pedone del nero · a6 cavallo del nero · f6 cavallo del nero · b5 pedone del nero · d5 cavallo del bianco · e5 pedone del bianco · h5 pedone del bianco · g4 pedone del bianco · d3 pedone del bianco · a2 pedone del bianco · c2 pedone del bianco · e2 re del bianco · a1 donna del nero · g1 alfiere del nero | a8 torre del nero · c8 alfiere del nero · d8 re del nero · h8 torre del nero · a7 pedone del nero · d7 pedone del nero · e7 alfiere del bianco · f7 pedone del nero · g7 cavallo del bianco · h7 pedone del nero · a6 cavallo del nero · f6 cavallo del nero · b5 pedone del nero · d5 cavallo del bianco · e5 pedone del bianco · h5 pedone del bianco · g4 pedone del bianco · d3 pedone del bianco · a2 pedone del bianco · c2 pedone del bianco · e2 re del bianco · a1 donna del nero · g1 alfiere del nero | a8 torre del nero · c8 alfiere del nero · d8 re del nero · h8 torre del nero · a7 pedone del nero · d7 pedone del nero · e7 alfiere del bianco · f7 pedone del nero · g7 cavallo del bianco · h7 pedone del nero · a6 cavallo del nero · f6 cavallo del nero · b5 pedone del nero · d5 cavallo del bianco · e5 pedone del bianco · h5 pedone del bianco · g4 pedone del bianco · d3 pedone del bianco · a2 pedone del bianco · c2 pedone del bianco · e2 re del bianco · a1 donna del nero · g1 alfiere del nero | 7 |
| 6 | a8 torre del nero · c8 alfiere del nero · d8 re del nero · h8 torre del nero · a7 pedone del nero · d7 pedone del nero · e7 alfiere del bianco · f7 pedone del nero · g7 cavallo del bianco · h7 pedone del nero · a6 cavallo del nero · f6 cavallo del nero · b5 pedone del nero · d5 cavallo del bianco · e5 pedone del bianco · h5 pedone del bianco · g4 pedone del bianco · d3 pedone del bianco · a2 pedone del bianco · c2 pedone del bianco · e2 re del bianco · a1 donna del nero · g1 alfiere del nero | a8 torre del nero · c8 alfiere del nero · d8 re del nero · h8 torre del nero · a7 pedone del nero · d7 pedone del nero · e7 alfiere del bianco · f7 pedone del nero · g7 cavallo del bianco · h7 pedone del nero · a6 cavallo del nero · f6 cavallo del nero · b5 pedone del nero · d5 cavallo del bianco · e5 pedone del bianco · h5 pedone del bianco · g4 pedone del bianco · d3 pedone del bianco · a2 pedone del bianco · c2 pedone del bianco · e2 re del bianco · a1 donna del nero · g1 alfiere del nero | a8 torre del nero · c8 alfiere del nero · d8 re del nero · h8 torre del nero · a7 pedone del nero · d7 pedone del nero · e7 alfiere del bianco · f7 pedone del nero · g7 cavallo del bianco · h7 pedone del nero · a6 cavallo del nero · f6 cavallo del nero · b5 pedone del nero · d5 cavallo del bianco · e5 pedone del bianco · h5 pedone del bianco · g4 pedone del bianco · d3 pedone del bianco · a2 pedone del bianco · c2 pedone del bianco · e2 re del bianco · a1 donna del nero · g1 alfiere del nero | a8 torre del nero · c8 alfiere del nero · d8 re del nero · h8 torre del nero · a7 pedone del nero · d7 pedone del nero · e7 alfiere del bianco · f7 pedone del nero · g7 cavallo del bianco · h7 pedone del nero · a6 cavallo del nero · f6 cavallo del nero · b5 pedone del nero · d5 cavallo del bianco · e5 pedone del bianco · h5 pedone del bianco · g4 pedone del bianco · d3 pedone del bianco · a2 pedone del bianco · c2 pedone del bianco · e2 re del bianco · a1 donna del nero · g1 alfiere del nero | a8 torre del nero · c8 alfiere del nero · d8 re del nero · h8 torre del nero · a7 pedone del nero · d7 pedone del nero · e7 alfiere del bianco · f7 pedone del nero · g7 cavallo del bianco · h7 pedone del nero · a6 cavallo del nero · f6 cavallo del nero · b5 pedone del nero · d5 cavallo del bianco · e5 pedone del bianco · h5 pedone del bianco · g4 pedone del bianco · d3 pedone del bianco · a2 pedone del bianco · c2 pedone del bianco · e2 re del bianco · a1 donna del nero · g1 alfiere del nero | a8 torre del nero · c8 alfiere del nero · d8 re del nero · h8 torre del nero · a7 pedone del nero · d7 pedone del nero · e7 alfiere del bianco · f7 pedone del nero · g7 cavallo del bianco · h7 pedone del nero · a6 cavallo del nero · f6 cavallo del nero · b5 pedone del nero · d5 cavallo del bianco · e5 pedone del bianco · h5 pedone del bianco · g4 pedone del bianco · d3 pedone del bianco · a2 pedone del bianco · c2 pedone del bianco · e2 re del bianco · a1 donna del nero · g1 alfiere del nero | a8 torre del nero · c8 alfiere del nero · d8 re del nero · h8 torre del nero · a7 pedone del nero · d7 pedone del nero · e7 alfiere del bianco · f7 pedone del nero · g7 cavallo del bianco · h7 pedone del nero · a6 cavallo del nero · f6 cavallo del nero · b5 pedone del nero · d5 cavallo del bianco · e5 pedone del bianco · h5 pedone del bianco · g4 pedone del bianco · d3 pedone del bianco · a2 pedone del bianco · c2 pedone del bianco · e2 re del bianco · a1 donna del nero · g1 alfiere del nero | a8 torre del nero · c8 alfiere del nero · d8 re del nero · h8 torre del nero · a7 pedone del nero · d7 pedone del nero · e7 alfiere del bianco · f7 pedone del nero · g7 cavallo del bianco · h7 pedone del nero · a6 cavallo del nero · f6 cavallo del nero · b5 pedone del nero · d5 cavallo del bianco · e5 pedone del bianco · h5 pedone del bianco · g4 pedone del bianco · d3 pedone del bianco · a2 pedone del bianco · c2 pedone del bianco · e2 re del bianco · a1 donna del nero · g1 alfiere del nero | 6 |
| 5 | a8 torre del nero · c8 alfiere del nero · d8 re del nero · h8 torre del nero · a7 pedone del nero · d7 pedone del nero · e7 alfiere del bianco · f7 pedone del nero · g7 cavallo del bianco · h7 pedone del nero · a6 cavallo del nero · f6 cavallo del nero · b5 pedone del nero · d5 cavallo del bianco · e5 pedone del bianco · h5 pedone del bianco · g4 pedone del bianco · d3 pedone del bianco · a2 pedone del bianco · c2 pedone del bianco · e2 re del bianco · a1 donna del nero · g1 alfiere del nero | a8 torre del nero · c8 alfiere del nero · d8 re del nero · h8 torre del nero · a7 pedone del nero · d7 pedone del nero · e7 alfiere del bianco · f7 pedone del nero · g7 cavallo del bianco · h7 pedone del nero · a6 cavallo del nero · f6 cavallo del nero · b5 pedone del nero · d5 cavallo del bianco · e5 pedone del bianco · h5 pedone del bianco · g4 pedone del bianco · d3 pedone del bianco · a2 pedone del bianco · c2 pedone del bianco · e2 re del bianco · a1 donna del nero · g1 alfiere del nero | a8 torre del nero · c8 alfiere del nero · d8 re del nero · h8 torre del nero · a7 pedone del nero · d7 pedone del nero · e7 alfiere del bianco · f7 pedone del nero · g7 cavallo del bianco · h7 pedone del nero · a6 cavallo del nero · f6 cavallo del nero · b5 pedone del nero · d5 cavallo del bianco · e5 pedone del bianco · h5 pedone del bianco · g4 pedone del bianco · d3 pedone del bianco · a2 pedone del bianco · c2 pedone del bianco · e2 re del bianco · a1 donna del nero · g1 alfiere del nero | a8 torre del nero · c8 alfiere del nero · d8 re del nero · h8 torre del nero · a7 pedone del nero · d7 pedone del nero · e7 alfiere del bianco · f7 pedone del nero · g7 cavallo del bianco · h7 pedone del nero · a6 cavallo del nero · f6 cavallo del nero · b5 pedone del nero · d5 cavallo del bianco · e5 pedone del bianco · h5 pedone del bianco · g4 pedone del bianco · d3 pedone del bianco · a2 pedone del bianco · c2 pedone del bianco · e2 re del bianco · a1 donna del nero · g1 alfiere del nero | a8 torre del nero · c8 alfiere del nero · d8 re del nero · h8 torre del nero · a7 pedone del nero · d7 pedone del nero · e7 alfiere del bianco · f7 pedone del nero · g7 cavallo del bianco · h7 pedone del nero · a6 cavallo del nero · f6 cavallo del nero · b5 pedone del nero · d5 cavallo del bianco · e5 pedone del bianco · h5 pedone del bianco · g4 pedone del bianco · d3 pedone del bianco · a2 pedone del bianco · c2 pedone del bianco · e2 re del bianco · a1 donna del nero · g1 alfiere del nero | a8 torre del nero · c8 alfiere del nero · d8 re del nero · h8 torre del nero · a7 pedone del nero · d7 pedone del nero · e7 alfiere del bianco · f7 pedone del nero · g7 cavallo del bianco · h7 pedone del nero · a6 cavallo del nero · f6 cavallo del nero · b5 pedone del nero · d5 cavallo del bianco · e5 pedone del bianco · h5 pedone del bianco · g4 pedone del bianco · d3 pedone del bianco · a2 pedone del bianco · c2 pedone del bianco · e2 re del bianco · a1 donna del nero · g1 alfiere del nero | a8 torre del nero · c8 alfiere del nero · d8 re del nero · h8 torre del nero · a7 pedone del nero · d7 pedone del nero · e7 alfiere del bianco · f7 pedone del nero · g7 cavallo del bianco · h7 pedone del nero · a6 cavallo del nero · f6 cavallo del nero · b5 pedone del nero · d5 cavallo del bianco · e5 pedone del bianco · h5 pedone del bianco · g4 pedone del bianco · d3 pedone del bianco · a2 pedone del bianco · c2 pedone del bianco · e2 re del bianco · a1 donna del nero · g1 alfiere del nero | a8 torre del nero · c8 alfiere del nero · d8 re del nero · h8 torre del nero · a7 pedone del nero · d7 pedone del nero · e7 alfiere del bianco · f7 pedone del nero · g7 cavallo del bianco · h7 pedone del nero · a6 cavallo del nero · f6 cavallo del nero · b5 pedone del nero · d5 cavallo del bianco · e5 pedone del bianco · h5 pedone del bianco · g4 pedone del bianco · d3 pedone del bianco · a2 pedone del bianco · c2 pedone del bianco · e2 re del bianco · a1 donna del nero · g1 alfiere del nero | 5 |
| 4 | a8 torre del nero · c8 alfiere del nero · d8 re del nero · h8 torre del nero · a7 pedone del nero · d7 pedone del nero · e7 alfiere del bianco · f7 pedone del nero · g7 cavallo del bianco · h7 pedone del nero · a6 cavallo del nero · f6 cavallo del nero · b5 pedone del nero · d5 cavallo del bianco · e5 pedone del bianco · h5 pedone del bianco · g4 pedone del bianco · d3 pedone del bianco · a2 pedone del bianco · c2 pedone del bianco · e2 re del bianco · a1 donna del nero · g1 alfiere del nero | a8 torre del nero · c8 alfiere del nero · d8 re del nero · h8 torre del nero · a7 pedone del nero · d7 pedone del nero · e7 alfiere del bianco · f7 pedone del nero · g7 cavallo del bianco · h7 pedone del nero · a6 cavallo del nero · f6 cavallo del nero · b5 pedone del nero · d5 cavallo del bianco · e5 pedone del bianco · h5 pedone del bianco · g4 pedone del bianco · d3 pedone del bianco · a2 pedone del bianco · c2 pedone del bianco · e2 re del bianco · a1 donna del nero · g1 alfiere del nero | a8 torre del nero · c8 alfiere del nero · d8 re del nero · h8 torre del nero · a7 pedone del nero · d7 pedone del nero · e7 alfiere del bianco · f7 pedone del nero · g7 cavallo del bianco · h7 pedone del nero · a6 cavallo del nero · f6 cavallo del nero · b5 pedone del nero · d5 cavallo del bianco · e5 pedone del bianco · h5 pedone del bianco · g4 pedone del bianco · d3 pedone del bianco · a2 pedone del bianco · c2 pedone del bianco · e2 re del bianco · a1 donna del nero · g1 alfiere del nero | a8 torre del nero · c8 alfiere del nero · d8 re del nero · h8 torre del nero · a7 pedone del nero · d7 pedone del nero · e7 alfiere del bianco · f7 pedone del nero · g7 cavallo del bianco · h7 pedone del nero · a6 cavallo del nero · f6 cavallo del nero · b5 pedone del nero · d5 cavallo del bianco · e5 pedone del bianco · h5 pedone del bianco · g4 pedone del bianco · d3 pedone del bianco · a2 pedone del bianco · c2 pedone del bianco · e2 re del bianco · a1 donna del nero · g1 alfiere del nero | a8 torre del nero · c8 alfiere del nero · d8 re del nero · h8 torre del nero · a7 pedone del nero · d7 pedone del nero · e7 alfiere del bianco · f7 pedone del nero · g7 cavallo del bianco · h7 pedone del nero · a6 cavallo del nero · f6 cavallo del nero · b5 pedone del nero · d5 cavallo del bianco · e5 pedone del bianco · h5 pedone del bianco · g4 pedone del bianco · d3 pedone del bianco · a2 pedone del bianco · c2 pedone del bianco · e2 re del bianco · a1 donna del nero · g1 alfiere del nero | a8 torre del nero · c8 alfiere del nero · d8 re del nero · h8 torre del nero · a7 pedone del nero · d7 pedone del nero · e7 alfiere del bianco · f7 pedone del nero · g7 cavallo del bianco · h7 pedone del nero · a6 cavallo del nero · f6 cavallo del nero · b5 pedone del nero · d5 cavallo del bianco · e5 pedone del bianco · h5 pedone del bianco · g4 pedone del bianco · d3 pedone del bianco · a2 pedone del bianco · c2 pedone del bianco · e2 re del bianco · a1 donna del nero · g1 alfiere del nero | a8 torre del nero · c8 alfiere del nero · d8 re del nero · h8 torre del nero · a7 pedone del nero · d7 pedone del nero · e7 alfiere del bianco · f7 pedone del nero · g7 cavallo del bianco · h7 pedone del nero · a6 cavallo del nero · f6 cavallo del nero · b5 pedone del nero · d5 cavallo del bianco · e5 pedone del bianco · h5 pedone del bianco · g4 pedone del bianco · d3 pedone del bianco · a2 pedone del bianco · c2 pedone del bianco · e2 re del bianco · a1 donna del nero · g1 alfiere del nero | a8 torre del nero · c8 alfiere del nero · d8 re del nero · h8 torre del nero · a7 pedone del nero · d7 pedone del nero · e7 alfiere del bianco · f7 pedone del nero · g7 cavallo del bianco · h7 pedone del nero · a6 cavallo del nero · f6 cavallo del nero · b5 pedone del nero · d5 cavallo del bianco · e5 pedone del bianco · h5 pedone del bianco · g4 pedone del bianco · d3 pedone del bianco · a2 pedone del bianco · c2 pedone del bianco · e2 re del bianco · a1 donna del nero · g1 alfiere del nero | 4 |
| 3 | a8 torre del nero · c8 alfiere del nero · d8 re del nero · h8 torre del nero · a7 pedone del nero · d7 pedone del nero · e7 alfiere del bianco · f7 pedone del nero · g7 cavallo del bianco · h7 pedone del nero · a6 cavallo del nero · f6 cavallo del nero · b5 pedone del nero · d5 cavallo del bianco · e5 pedone del bianco · h5 pedone del bianco · g4 pedone del bianco · d3 pedone del bianco · a2 pedone del bianco · c2 pedone del bianco · e2 re del bianco · a1 donna del nero · g1 alfiere del nero | a8 torre del nero · c8 alfiere del nero · d8 re del nero · h8 torre del nero · a7 pedone del nero · d7 pedone del nero · e7 alfiere del bianco · f7 pedone del nero · g7 cavallo del bianco · h7 pedone del nero · a6 cavallo del nero · f6 cavallo del nero · b5 pedone del nero · d5 cavallo del bianco · e5 pedone del bianco · h5 pedone del bianco · g4 pedone del bianco · d3 pedone del bianco · a2 pedone del bianco · c2 pedone del bianco · e2 re del bianco · a1 donna del nero · g1 alfiere del nero | a8 torre del nero · c8 alfiere del nero · d8 re del nero · h8 torre del nero · a7 pedone del nero · d7 pedone del nero · e7 alfiere del bianco · f7 pedone del nero · g7 cavallo del bianco · h7 pedone del nero · a6 cavallo del nero · f6 cavallo del nero · b5 pedone del nero · d5 cavallo del bianco · e5 pedone del bianco · h5 pedone del bianco · g4 pedone del bianco · d3 pedone del bianco · a2 pedone del bianco · c2 pedone del bianco · e2 re del bianco · a1 donna del nero · g1 alfiere del nero | a8 torre del nero · c8 alfiere del nero · d8 re del nero · h8 torre del nero · a7 pedone del nero · d7 pedone del nero · e7 alfiere del bianco · f7 pedone del nero · g7 cavallo del bianco · h7 pedone del nero · a6 cavallo del nero · f6 cavallo del nero · b5 pedone del nero · d5 cavallo del bianco · e5 pedone del bianco · h5 pedone del bianco · g4 pedone del bianco · d3 pedone del bianco · a2 pedone del bianco · c2 pedone del bianco · e2 re del bianco · a1 donna del nero · g1 alfiere del nero | a8 torre del nero · c8 alfiere del nero · d8 re del nero · h8 torre del nero · a7 pedone del nero · d7 pedone del nero · e7 alfiere del bianco · f7 pedone del nero · g7 cavallo del bianco · h7 pedone del nero · a6 cavallo del nero · f6 cavallo del nero · b5 pedone del nero · d5 cavallo del bianco · e5 pedone del bianco · h5 pedone del bianco · g4 pedone del bianco · d3 pedone del bianco · a2 pedone del bianco · c2 pedone del bianco · e2 re del bianco · a1 donna del nero · g1 alfiere del nero | a8 torre del nero · c8 alfiere del nero · d8 re del nero · h8 torre del nero · a7 pedone del nero · d7 pedone del nero · e7 alfiere del bianco · f7 pedone del nero · g7 cavallo del bianco · h7 pedone del nero · a6 cavallo del nero · f6 cavallo del nero · b5 pedone del nero · d5 cavallo del bianco · e5 pedone del bianco · h5 pedone del bianco · g4 pedone del bianco · d3 pedone del bianco · a2 pedone del bianco · c2 pedone del bianco · e2 re del bianco · a1 donna del nero · g1 alfiere del nero | a8 torre del nero · c8 alfiere del nero · d8 re del nero · h8 torre del nero · a7 pedone del nero · d7 pedone del nero · e7 alfiere del bianco · f7 pedone del nero · g7 cavallo del bianco · h7 pedone del nero · a6 cavallo del nero · f6 cavallo del nero · b5 pedone del nero · d5 cavallo del bianco · e5 pedone del bianco · h5 pedone del bianco · g4 pedone del bianco · d3 pedone del bianco · a2 pedone del bianco · c2 pedone del bianco · e2 re del bianco · a1 donna del nero · g1 alfiere del nero | a8 torre del nero · c8 alfiere del nero · d8 re del nero · h8 torre del nero · a7 pedone del nero · d7 pedone del nero · e7 alfiere del bianco · f7 pedone del nero · g7 cavallo del bianco · h7 pedone del nero · a6 cavallo del nero · f6 cavallo del nero · b5 pedone del nero · d5 cavallo del bianco · e5 pedone del bianco · h5 pedone del bianco · g4 pedone del bianco · d3 pedone del bianco · a2 pedone del bianco · c2 pedone del bianco · e2 re del bianco · a1 donna del nero · g1 alfiere del nero | 3 |
| 2 | a8 torre del nero · c8 alfiere del nero · d8 re del nero · h8 torre del nero · a7 pedone del nero · d7 pedone del nero · e7 alfiere del bianco · f7 pedone del nero · g7 cavallo del bianco · h7 pedone del nero · a6 cavallo del nero · f6 cavallo del nero · b5 pedone del nero · d5 cavallo del bianco · e5 pedone del bianco · h5 pedone del bianco · g4 pedone del bianco · d3 pedone del bianco · a2 pedone del bianco · c2 pedone del bianco · e2 re del bianco · a1 donna del nero · g1 alfiere del nero | a8 torre del nero · c8 alfiere del nero · d8 re del nero · h8 torre del nero · a7 pedone del nero · d7 pedone del nero · e7 alfiere del bianco · f7 pedone del nero · g7 cavallo del bianco · h7 pedone del nero · a6 cavallo del nero · f6 cavallo del nero · b5 pedone del nero · d5 cavallo del bianco · e5 pedone del bianco · h5 pedone del bianco · g4 pedone del bianco · d3 pedone del bianco · a2 pedone del bianco · c2 pedone del bianco · e2 re del bianco · a1 donna del nero · g1 alfiere del nero | a8 torre del nero · c8 alfiere del nero · d8 re del nero · h8 torre del nero · a7 pedone del nero · d7 pedone del nero · e7 alfiere del bianco · f7 pedone del nero · g7 cavallo del bianco · h7 pedone del nero · a6 cavallo del nero · f6 cavallo del nero · b5 pedone del nero · d5 cavallo del bianco · e5 pedone del bianco · h5 pedone del bianco · g4 pedone del bianco · d3 pedone del bianco · a2 pedone del bianco · c2 pedone del bianco · e2 re del bianco · a1 donna del nero · g1 alfiere del nero | a8 torre del nero · c8 alfiere del nero · d8 re del nero · h8 torre del nero · a7 pedone del nero · d7 pedone del nero · e7 alfiere del bianco · f7 pedone del nero · g7 cavallo del bianco · h7 pedone del nero · a6 cavallo del nero · f6 cavallo del nero · b5 pedone del nero · d5 cavallo del bianco · e5 pedone del bianco · h5 pedone del bianco · g4 pedone del bianco · d3 pedone del bianco · a2 pedone del bianco · c2 pedone del bianco · e2 re del bianco · a1 donna del nero · g1 alfiere del nero | a8 torre del nero · c8 alfiere del nero · d8 re del nero · h8 torre del nero · a7 pedone del nero · d7 pedone del nero · e7 alfiere del bianco · f7 pedone del nero · g7 cavallo del bianco · h7 pedone del nero · a6 cavallo del nero · f6 cavallo del nero · b5 pedone del nero · d5 cavallo del bianco · e5 pedone del bianco · h5 pedone del bianco · g4 pedone del bianco · d3 pedone del bianco · a2 pedone del bianco · c2 pedone del bianco · e2 re del bianco · a1 donna del nero · g1 alfiere del nero | a8 torre del nero · c8 alfiere del nero · d8 re del nero · h8 torre del nero · a7 pedone del nero · d7 pedone del nero · e7 alfiere del bianco · f7 pedone del nero · g7 cavallo del bianco · h7 pedone del nero · a6 cavallo del nero · f6 cavallo del nero · b5 pedone del nero · d5 cavallo del bianco · e5 pedone del bianco · h5 pedone del bianco · g4 pedone del bianco · d3 pedone del bianco · a2 pedone del bianco · c2 pedone del bianco · e2 re del bianco · a1 donna del nero · g1 alfiere del nero | a8 torre del nero · c8 alfiere del nero · d8 re del nero · h8 torre del nero · a7 pedone del nero · d7 pedone del nero · e7 alfiere del bianco · f7 pedone del nero · g7 cavallo del bianco · h7 pedone del nero · a6 cavallo del nero · f6 cavallo del nero · b5 pedone del nero · d5 cavallo del bianco · e5 pedone del bianco · h5 pedone del bianco · g4 pedone del bianco · d3 pedone del bianco · a2 pedone del bianco · c2 pedone del bianco · e2 re del bianco · a1 donna del nero · g1 alfiere del nero | a8 torre del nero · c8 alfiere del nero · d8 re del nero · h8 torre del nero · a7 pedone del nero · d7 pedone del nero · e7 alfiere del bianco · f7 pedone del nero · g7 cavallo del bianco · h7 pedone del nero · a6 cavallo del nero · f6 cavallo del nero · b5 pedone del nero · d5 cavallo del bianco · e5 pedone del bianco · h5 pedone del bianco · g4 pedone del bianco · d3 pedone del bianco · a2 pedone del bianco · c2 pedone del bianco · e2 re del bianco · a1 donna del nero · g1 alfiere del nero | 2 |
| 1 | a8 torre del nero · c8 alfiere del nero · d8 re del nero · h8 torre del nero · a7 pedone del nero · d7 pedone del nero · e7 alfiere del bianco · f7 pedone del nero · g7 cavallo del bianco · h7 pedone del nero · a6 cavallo del nero · f6 cavallo del nero · b5 pedone del nero · d5 cavallo del bianco · e5 pedone del bianco · h5 pedone del bianco · g4 pedone del bianco · d3 pedone del bianco · a2 pedone del bianco · c2 pedone del bianco · e2 re del bianco · a1 donna del nero · g1 alfiere del nero | a8 torre del nero · c8 alfiere del nero · d8 re del nero · h8 torre del nero · a7 pedone del nero · d7 pedone del nero · e7 alfiere del bianco · f7 pedone del nero · g7 cavallo del bianco · h7 pedone del nero · a6 cavallo del nero · f6 cavallo del nero · b5 pedone del nero · d5 cavallo del bianco · e5 pedone del bianco · h5 pedone del bianco · g4 pedone del bianco · d3 pedone del bianco · a2 pedone del bianco · c2 pedone del bianco · e2 re del bianco · a1 donna del nero · g1 alfiere del nero | a8 torre del nero · c8 alfiere del nero · d8 re del nero · h8 torre del nero · a7 pedone del nero · d7 pedone del nero · e7 alfiere del bianco · f7 pedone del nero · g7 cavallo del bianco · h7 pedone del nero · a6 cavallo del nero · f6 cavallo del nero · b5 pedone del nero · d5 cavallo del bianco · e5 pedone del bianco · h5 pedone del bianco · g4 pedone del bianco · d3 pedone del bianco · a2 pedone del bianco · c2 pedone del bianco · e2 re del bianco · a1 donna del nero · g1 alfiere del nero | a8 torre del nero · c8 alfiere del nero · d8 re del nero · h8 torre del nero · a7 pedone del nero · d7 pedone del nero · e7 alfiere del bianco · f7 pedone del nero · g7 cavallo del bianco · h7 pedone del nero · a6 cavallo del nero · f6 cavallo del nero · b5 pedone del nero · d5 cavallo del bianco · e5 pedone del bianco · h5 pedone del bianco · g4 pedone del bianco · d3 pedone del bianco · a2 pedone del bianco · c2 pedone del bianco · e2 re del bianco · a1 donna del nero · g1 alfiere del nero | a8 torre del nero · c8 alfiere del nero · d8 re del nero · h8 torre del nero · a7 pedone del nero · d7 pedone del nero · e7 alfiere del bianco · f7 pedone del nero · g7 cavallo del bianco · h7 pedone del nero · a6 cavallo del nero · f6 cavallo del nero · b5 pedone del nero · d5 cavallo del bianco · e5 pedone del bianco · h5 pedone del bianco · g4 pedone del bianco · d3 pedone del bianco · a2 pedone del bianco · c2 pedone del bianco · e2 re del bianco · a1 donna del nero · g1 alfiere del nero | a8 torre del nero · c8 alfiere del nero · d8 re del nero · h8 torre del nero · a7 pedone del nero · d7 pedone del nero · e7 alfiere del bianco · f7 pedone del nero · g7 cavallo del bianco · h7 pedone del nero · a6 cavallo del nero · f6 cavallo del nero · b5 pedone del nero · d5 cavallo del bianco · e5 pedone del bianco · h5 pedone del bianco · g4 pedone del bianco · d3 pedone del bianco · a2 pedone del bianco · c2 pedone del bianco · e2 re del bianco · a1 donna del nero · g1 alfiere del nero | a8 torre del nero · c8 alfiere del nero · d8 re del nero · h8 torre del nero · a7 pedone del nero · d7 pedone del nero · e7 alfiere del bianco · f7 pedone del nero · g7 cavallo del bianco · h7 pedone del nero · a6 cavallo del nero · f6 cavallo del nero · b5 pedone del nero · d5 cavallo del bianco · e5 pedone del bianco · h5 pedone del bianco · g4 pedone del bianco · d3 pedone del bianco · a2 pedone del bianco · c2 pedone del bianco · e2 re del bianco · a1 donna del nero · g1 alfiere del nero | a8 torre del nero · c8 alfiere del nero · d8 re del nero · h8 torre del nero · a7 pedone del nero · d7 pedone del nero · e7 alfiere del bianco · f7 pedone del nero · g7 cavallo del bianco · h7 pedone del nero · a6 cavallo del nero · f6 cavallo del nero · b5 pedone del nero · d5 cavallo del bianco · e5 pedone del bianco · h5 pedone del bianco · g4 pedone del bianco · d3 pedone del bianco · a2 pedone del bianco · c2 pedone del bianco · e2 re del bianco · a1 donna del nero · g1 alfiere del nero | 1 |
|   | a | b | c | d | e | f | g | h |   |